# Verkehrsprojekt Deutsche Einheit Nr. 8

VDE 8 (hier: grau) ist eines der 17 Verkehrsprojekte Deutsche Einheit

Das Verkehrsprojekt Deutsche Einheit Nr. 8 (Abkürzung VDE 8) ist das größte Schienenverkehrsprojekt der Verkehrsprojekte Deutsche Einheit. Es umfasst den Neu- und Ausbau von Eisenbahnstrecken bzw. Streckenabschnitten mit einer Gesamtlänge von 515 km zwischen Nürnberg, Erfurt, Halle (Saale), Leipzig und Berlin.
Das Vorhaben ist Teil der Bundesverkehrswegepläne 1992, 2003 und 2030. Es ist ferner Teilstück der Hochgeschwindigkeitsachse Berlin–München sowie Bestandteil der Eisenbahnachse Berlin–Palermo des Transeuropäischen Verkehrsnetzes, die von Skandinavien nach Italien reicht. Mit dem Bundesschienenwegeausbaugesetz vom 15. November 1993 wurde das Projekt in den vordringlichen Bedarf des Bedarfsplans für die Bundesschienenwege eingestuft. Das Projekt ist ebenfalls Teil des Kernnetzes der Transeuropäischen Verkehrsnetze.

## Geschichte

### Hintergrund
Eine Bahnmagistrale zwischen Berlin und München war bereits im 1833 von Friedrich List vorgeschlagenen deutschen Eisenbahnnetz enthalten. 1851 war nach Fertigstellung der Strecke der Sächsisch-Bayerischen Eisenbahn-Compagnie zwischen Leipzig und Hof erstmals eine durchgängige Verbindung zwischen Berlin und München entstanden. Diese ging nicht auf eine einheitliche Verkehrsplanung zurück, sondern war eine Folge der Netzentwicklung ab 1840 und entwickelte sich im Wesentlichen aus regionalen Interessen. Nachdem ab 1882 die Bahnstrecke Regensburg–Hof durchgehend befahrbar war, verlagerte sich der Fernverkehr zwischen Berlin und München auf diese Relation. Ab etwa 1900 bekam die Führung über die Bahnstrecke Großheringen–Saalfeld (Saaletalbahn) zunehmend Bedeutung für den Fernverkehr. In den 1930er Jahren begann die Deutsche Reichsbahn-Gesellschaft mit der Elektrifizierung der Verbindung Berlin–München und wählte dafür die Führung über die Saalbahn. Eine Einbeziehung von Erfurt in diese Relation war durch das vorhandene Netz und das topographische Hindernis des Thüringer Walds nicht möglich. Erfurt war allerdings seit Inbetriebnahme der Bahnstrecke Halle–Bebra 1849 eine wichtige Zwischenstation für die Verbindung von Berlin und Frankfurt. Kriegsbedingt wurde der durchgehende elektrische Betrieb zwischen Leipzig und München erst 1942 aufgenommen. Nach dem Krieg beschränkte sich der elektrische Betrieb aufgrund der Demontage der elektrischen Anlagen als Reparationsleistung für die Sowjetunion auf den Abschnitt südlich von Probstzella. Ebenfalls als Reparationsleistung beansprucht wurde das zweite Gleis nördlich der Zonengrenze abgebaut. Die Deutsche Teilung reduzierte die Nachfrage auf ein Minimum, die Deutsche Bundesbahn baute daher abschnittsweise ebenfalls das zweite Gleis der Frankenwaldbahn ab. In der DDR blieb die Relation zwischen Leipzig/Halle und Erfurt bedeutsam, auch wenn der Fernverkehr bis Frankfurt ebenfalls erheblich reduziert wurde. Nach der Wiedervereinigung setzte zügig der Ausbau der Strecken ein, vor allem durch Sanierung, Wiederaufbau der noch fehlenden zweiten Gleise und erneute Elektrifizierung. ICE-Züge zwischen Berlin und Frankfurt nutzten ab 1991 allerdings die damals neu eröffnete Schnellfahrstrecke Hannover–Würzburg, die trotz längerer Strecke kürzere Reisezeiten als über Erfurt ermöglichte.
Im Zuge der Wiedervereinigung nannte die Deutsche Bundesbahn zunächst Neubaustrecken Lichtenfels–Erfurt und Erfurt–Großkorbetha–Leipzig.
Im Auftrag des Freistaats Sachsen entwickelte das Institut für Eisenbahnbau der TU Dresden im 2. Halbjahr 1990 zunächst Grobtrassierung für verschiedene Neubaustrecken in den neuen Bundesländern, darunter für eine Ost-West-Neubaustrecke Kassel–Halle–Leipzig–Dresden–Breslau–Krakau/Warschau, jeweils südlich am Harz, Nordhausen, Sangerhausen und Halle vorbei. In Nord-Süd-Richtung wurde eine Neu- und Ausbaustrecke Nürnberg–Bamberg–Lichtenfels–Probstzella–Saalfeld–Pößneck–Neustadt–Gera–Schmölln–Altenburg vorgeschlagen. Zwischen Probstzella und Leipzig sollte bei 250 km/h eine ICE-Fahrzeit von 49 Minuten erreicht werden.
Als Nachteil des Konzepts galt, dass der Weg zwischen Frankfurt und Sachsen bzw. Berlin stets über Kassel führe sowie die Ballungsräume Erfurt und Chemnitz nicht erschlossen wurden. Eine Nord-Süd-Trasse über Hof/Plauen wurde dabei aufgrund der als erheblichen natürlichen Barrieren eingestuften Fichtelgebirge, Vogtland und östlicher Thüringer Wald nicht weiterverfolgt. Die Sachsenmagistrale galt als nur an wenigen Stellen ausbaufähig und sollte für Neigetechnik-ICs vorgesehen werden.
Weiterführende Untersuchungen der TU Dresden sahen zu dieser Zeit eine Trasse vor, die bei Melsungen aus der Schnellfahrstrecke Hannover–Würzburg ausfädeln und bei Erfurt auf eine Strecke aus Nürnberg treffen sollte, die wiederum westlich an Saalfeld vorbeiführen sollte. Die weitere Strecke sollte von Erfurt über Halle nach Leipzig führen. Während zu dieser Zeit bereits eine Ausbaustrecke Berlin–Leipzig für 200 km/h geplant wurde, sahen die Dresdner Untersuchungen Neubaustrecken vor: Von Leipzig sollten Züge nach Berlin und Dresden weitgehend über eine mit 300 km/h befahrbare NBS geführt werden. Züge nach Berlin sollten bei Machern auf eine neue Strecke ausfädeln, um östlich von Eilenburg auf eine für 200 km/h ausgebaute Bestandsstrecke zu treffen. Nördlich von Falkenberg/Elster sollte diese Strecke in die Neubaustrecke Berlin–Dresden einfädeln, die auch den Großflughafen Sperenberg erschließen sollte.
Der erste thüringische Ministerpräsident, Josef Duchač, setzte sich bei Bundesverkehrsminister Krause für die großräumige Linienführung über Erfurt ein. In intensiven Diskussionen setzte sich das Land Sachsen für eine großräumige Linienführung über das Vogtland und die Sachsen-Franken-Magistrale ein, das Land Thüringen für die Variante über Erfurt. Letztlich setzte sich Thüringen 1991 im Bundesrat durch.

### Planung
In ersten Überlegungen wurde ein Ausbau der Achsen Würzburg–Schweinfurt–Erfurt/Eisenach, Nürnberg–Bamberg–Lichtenfels–Jena–Leipzig/Halle sowie Nürnberg–Hof–Plauen–Leipzig/Dresden erwogen. Alle Achsen hätten jedoch, unter damaligen Anforderungen, schwerwiegende Mängel in der Linienführung aufgewiesen: zu enge Bögen und zu starke Steigungen (für den Güterverkehr). Durch den Wiederaufbau zweiter Gleise, durchgehender Elektrifizierung oder Modernisierung der Signaltechnik hätte weder das Geschwindigkeitsniveau gesteigert noch die Kapazitätsanforderungen leistungsfähiger Fernverkehrsstrecken erfüllt werden können.
Zur Steigerung der Kapazität zwischen Nürnberg, Erfurt, Leipzig und Halle sind laut Angaben der Planungsgesellschaft Bahnbau Deutsche Einheit (PBDE) Kapazitätssteigerungen durch Anwendung modernster Signaltechnik (z. B. CIR-ELKE), Einsatz leistungsfähigerer Fahrzeuge (z. B. mit Neigetechnik) oder die Schaffung weiterer Überholungsmöglichkeiten detailliert untersucht worden. Als großräumige Alternativen seien ferner untersucht worden:
- Als Ausbaualternative 1 (Lückenschlußmaßnahme D 9) galt ein Ausbau zwischen Hochstadt-Marktzeuln, Saalfeld, Jena und Camburg für 1,1 Milliarden DM, der bis 1996 abgeschlossen werden sollte. Die Fahrzeit zwischen Nürnberg und Leipzig hätte damit 215 Minuten betragen, zwischen Nürnberg und Erfurt wären (über Saalfeld) 205 Minuten erreichbar gewesen.[6]
- Als Ausbaualternative 2.1 wurden Maßnahmen zur Steigerung der Streckenleistungsfähigkeit bezeichnet, die bis 1998 für 1,6 Milliarden DM umgesetzt werden sollten. Dabei waren drei Bausteine vorgesehen: Die Herstellung einer Güterzugstrecke mit Tunnel zwischen Nürnberg-Großmarkt und Erlangen-Eltersdorf, die Herstellung eines dritten Gleises zwischen Erlangen-Eltersdorf und Forchheim sowie die Herstellung eines dritten Gleises zwischen Abzweig Saaleck und Weißenfels in Verbindung mit einem vierten Gleis von Weißenfels bis Großkorbetha. Die Fahrzeiten entsprachen nahezu der Alternative 1 (210 Minuten Nürnberg–Leipzig und 205 Minuten Nürnberg–Saalfeld–Erfurt).[6]
- Die Ausbaualternative 2.2 umfasste zwei Bausteine zur Reisezeitverkürzung: Zunächst sollte entweder die Strecke Jena–Weimar oder die Strecke Saalfeld–Arnstadt saniert und ausgebaut werden. Bei ersterer Variante sollten die Bahnhöfe Jena West und Jena Saalbahnhof zusammengelegt werden. Als zweiter Baustein war eine Neubaustrecke zwischen Förtschendorf und Saalfeld auf der Saalebahn vorgesehen. Die Fahrzeit von Nürnberg nach Leipzig hätte damit im Endausbau 190 Minuten betragen, von Nürnberg nach Erfurt (über Saalfeld oder Jena je) 145 Minuten kalkuliert. Die Kosten wurden mit 1,3 Milliarden DM angegeben. Bei dieser Variante habe die Leistungsfähigkeit zwischen Lichtenfels und Camberg wegen fehlender Kapazität zwischen Bamberg und Fürth sowie zwischen Abzweig Großheringen und Leipzig nicht annähernd ausgenutzt werden können. Die im Korridor Nürnberg--Leipzig erreichbare Leistungsfähigkeit von 120 Zügen je Richtung habe die BVWP-Prognose von 200 Zügen pro Tag und Richtung nicht erfüllt.[6]
- Als Ausbaualternative 3 wurden zwei Neubaustrecken erwogen: von Nürnberg über Bayreuth, Hof und Werdau nach Leipzig (für 9,4 Milliarden DM) sowie von Erfurt nach Leipzig (für 4,5 Milliarden DM). Die NBS Nürnberg–Leipzig wäre dabei (laut Angaben der PBDE) einem Vorschlag der Bürgerinitiative Das bessere Bahnkonzept folgend, teilweise mit der Bundesautobahn 9 gebündelt worden; die Möglichkeiten zur Verkehrswegebündelungen seien aufgrund der maximalen Längsneigung der Neubaustrecke von 12,5 Promille jedoch erheblich eingeschränkt worden. Bei Kosten von 13,4 Milliarden DM wäre damit laut Angaben der PBDE eine Fahrzeit von Nürnberg nach Leipzig von 107 Minuten sowie nach Erfurt (über Saalfeld) von 205 Minuten erreichbar gewesen. Während nach PBDE-Angaben Leistungsfähigkeitssteigerung und Reisezeitverkürzungen zwischen Nürnberg und Leipzig den Zielvorstellungen entsprochen hätten, sei die Fahrzeit zwischen Nürnberg und Erfurt mit 205 Minuten inakzeptabel gewesen.[6] Laut Angaben des ersten Projektleiters wären für die Führung parallel zur A 9 180 km Gebirge und Naturschutzgebiete zu queren gewesen, bei der Querung des Thüringer Waldes seien es maximal 80 km.[14]
- Als Ausbaualternative 4 (Verkehrsprojekt Deutsche Einheit Nr. 8) wurde schließlich eine Neu- und Ausbaustrecke von Nürnberg über Ebensfeld und Erfurt nach Leipzig erwogen. Bei Gesamtkosten von 12,4 Milliarden DM hätte damit eine Reisezeit von Nürnberg nach Erfurt von 75 Minuten sowie nach Leipzig von 105 Minuten (via Erfurt) erreicht werden können. Für die Ausbaustrecke Nürnberg–Ebensfeld wurden dabei 3,3 Milliarden DM kalkuliert, für die NBS Ebensfeld–Erfurt 4,6 Milliarden DM sowie für die NBS Erfurt–Leipzig 4,5 Milliarden DM. Mit einer Leistungsfähigkeit von 205 Zügen je Tag und Richtung sei die Nachfrageprognose erfüllt worden.[6]

Der Einsatz von Neigetechnik-Zügen hätte zwar geringe Fahrzeitverkürzungen zur Folge gehabt, jedoch zu keiner Leistungssteigerung geführt. Im Endergebnis kommen die Untersuchungen zu dem Schluss, dass zur Beseitigung von Kapazitätsengpässen im Korridor Nürnberg–Leipzig und zur Verkürzung der SPFV-Reisezeiten nur die Ausbauvariante möglich gewesen sei.
Erste Projektberatungen für die Neubaustrecke Erfurt–Leipzig/Halle fanden im März 1991 statt.
Nach dem frühen Planungsstand von Anfang 1992 sollten zwischen Nürnberg und Lichtenfels zwei zusätzliche Gleise für eine Höchstgeschwindigkeit von 200 km/h entstehen. Daran sollte sich eine mit 250 km/h befahrbare Neubaustrecke von Lichtenfels über Erfurt und Weißenfels nach Leipzig anschließen. Die Bestandsstrecke Weißenfels–Halle sollte dabei für 200 km/h ausgebaut werden. Im Abschnitt zwischen Halle/Leipzig und dem Abzweig Genshagener Heide bei Berlin sollten die bestehenden Gleise für 160 km/h ertüchtigt werden, mit einer Option für 200 km/h und weiteren Ausbauten am Berliner Außenring. Das 1991 begonnene Gesamtprojekt sollte schrittweise in Betrieb genommen und 2000 auf voller Länge fertiggestellt werden. Anfang 1992 lief dabei die Detaillierung der Planungen. Darauf aufbauend sollten die Unterlagen für das Planfeststellungsverfahren entwickelt werden.
Bis Mitte 1993 lagen die Raumordnungsbeschlüsse der beteiligten Bundesländer vor.
Nach dem Planungsstand von Mitte 1992 waren drei Teilprojekte vorgesehen:
- Das Projekt VDE 8/1 sollte von Berlin bis Bitterfeld reichen. Die Strecke sollte dabei für 160 km/h ausgebaut werden, mit einer Option für 200 km/h. Im Bundesverkehrswegeplan 1992 wurde dieses Vorhaben mit 435 Millionen DM kalkuliert. Im September 1992 rechnete die PBDE mit Kosten von 1,950 Milliarden DM. Von 158 Kilometern sollten 148 aus- und 10 neugebaut werden.[18]
- Das Projekt VDE 8/2 umfasste den Neu- und Ausbau von Erfurt über Halle/Leipzig bis Bitterfeld.[18]
- Das Projekt VDE 8/3 hatte den Neu- und Ausbau zwischen Nürnberg und Erfurt zum Gegenstand. Nach dem Planungsstand von September 1992 sollten von 188 km 76 km für 200 km/h aus- und 112 km für 250 km/h neugebaut werden.[18]

Der erste Planfeststellungsbeschluss für einen Neubauabschnitt wurde am 6. Dezember 1994 erlassen.:S. 30 Die Planfeststellungsverfahren wurden im Durchschnitt nach rund 18 Monaten abgeschlossen. Durch die frühzeitige Einbindung von Bürgern, Politikern, Verbänden und Verwaltung hätten sich nach Angaben der PBDE Einwendungen und Proteste in engen Grenzen gehalten.
Auf EU-Ministerkonferenzen im Juni 1994 in Korfu sowie im September 1994 in Leipzig wurde dem Korridor die höchste Priorität im europäischen Eisenbahnnetz eingeräumt.
Die Realisierung des Projekts war um die Jahrtausendwende ungewiss. Die Ministerpräsidenten Eberhard Diepgen, Kurt Biedenkopf, Reinhard Höppner, Bernhard Vogel und Edmund Stoiber forderten in Schreiben an den Bundesverkehrsminister die Realisierung des Projekts. Vogel beschrieb die Entscheidungsfindung später wie folgt:
„Ich habe massiv dafür gekämpft, dass die Hochgeschwindigkeitsstrecke den Knick nach Westen macht. Diese Variante war umstritten, ohne den Umweg über Erfurt sei die Linienführung schneller, sagten Kritiker. Aber mir ging es darum, dass Thüringen nicht ausgespart wird. Eine solche Bahnstrecke ist wichtig für die wirtschaftliche Entwicklung eines Bundeslandes. Mit Helmut Kohl habe ich mich öfter über das Projekt unterhalten. Biedenkopf tat das auch. Aber ich hatte gute Argumente. Thüringen hatte damals einen Arbeitslosenquote von 20 Prozent. Und ich hatte das engere Verhältnis zu Kohl als Biedenkopf.“
Die Neubaustrecken sind die ersten Bahnstrecken in Deutschland, die vollständig nach TSI geplant und gebaut werden.
Mit der Projektsteuerung war von 1991 bis 2000 die Planungsgesellschaft Bahnbau Deutsche Einheit und anschließend, bis 2002, die DB Projekt Verkehrsbau betraut. Seither ist die DB ProjektBau dafür zuständig. Mitte 2009 waren mehr als 140 Mitarbeiter an den Standorten Leipzig, Erfurt und Nürnberg mit dem sogenannten Großprojekt VDE 8 befasst. Die drei Informationszentren des Projekts wurden nach DB-Angaben bis Ende 2010 von mehr als 60.000 Menschen besucht.

## Struktur

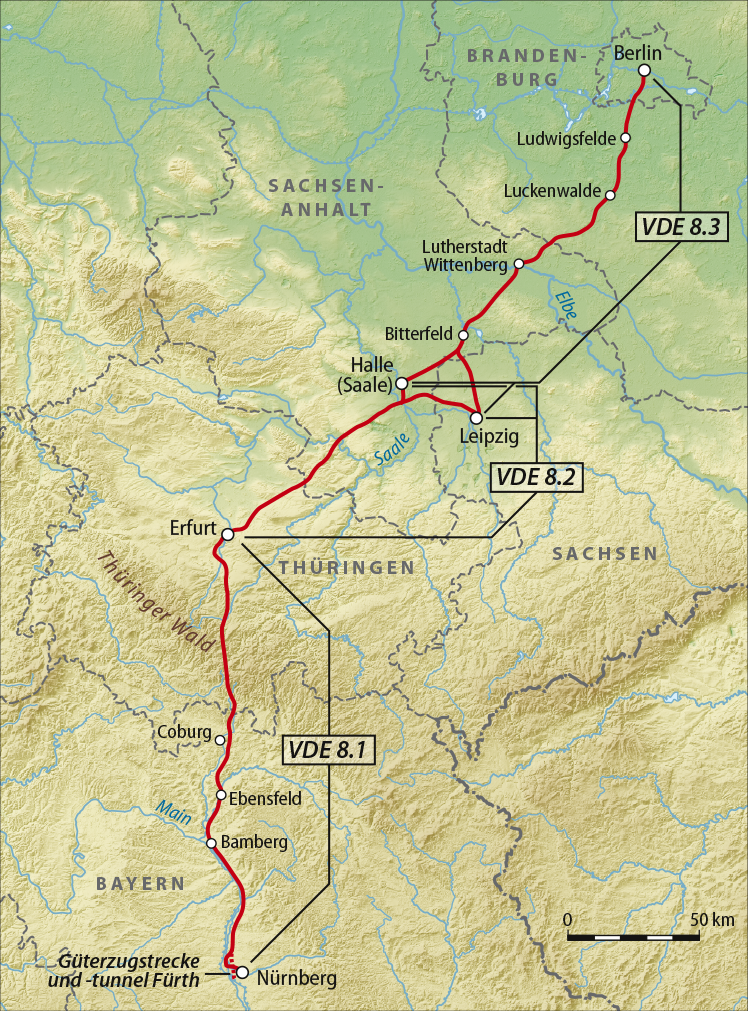
Die drei Abschnitte des Projekts

Das Projekt gliedert sich in drei Abschnitte:
- Im Rahmen der Neu- und Ausbaustrecke Nürnberg–Ebensfeld–Erfurt (Verkehrsprojekt Deutsche Einheit Nr. 8.1) entsteht eine Neu- und Ausbaustrecke zwischen Nürnberg und Erfurt:
  - Ausbau der Bahnstrecken Nürnberg–Bamberg (62 km[1]) und Bamberg–Hof (im Abschnitt Bamberg–Ebensfeld, 20 km[1]) auf vier Gleise[27] und eine Höchstgeschwindigkeit von 230 km/h.[27]
  - Neubaustrecke Ebensfeld–Erfurt (107 km[1] Neubaustrecke für 300 km/h[27]), einschließlich der Verbindungskurven Niederfüllbach und Dörfles-Esbach zur Anbindung Coburgs an die Neubaustrecke.
  - Bau der Bahnstrecke Kleinreuth–Eltersdorf (13 km) im Raum Nürnberg für den Güterverkehr.[27] Nach manchen Darstellungen gehört diese Strecke nicht zum Projekt VDE 8.[1]
- Die Neubaustrecke Erfurt–Leipzig/Halle bildet das Verkehrsprojekt Deutsche Einheit Nr. 8.2. Dabei entsteht vorrangig eine 120 km[1] lange Neubaustrecke zwischen Erfurt und Leipzig für 300 km/h.[27] Daneben entsteht eine 2 km[1] lange Verbindungsstrecke von der Neubaustrecke zum Bahnhof Halle-Ammendorf. Daran schließt sich der Ausbau des 6 km langen Bestandsstreckenabschnitts zum Hauptbahnhof Halle (Saale) an.[1]
- Das Verkehrsprojekt Deutsche Einheit Nr. 8.3 umfasst den Ausbau der Bahnstrecke Berlin–Halle (ca. 164 km[1]) und der Bahnstrecke Trebnitz–Leipzig (34 km,[1] zwischen Leipzig und Bitterfeld) auf einer Gesamtlänge von 155 km[27] für 200 km/h.[27]

Das Projekt umfasst 1164 km Oberleitungen, 214 Durchlässe, 177 Straßenbrücken, 335 Eisenbahnbrücken, 48 Bahnhöfe, 40 Talbrücken, 27 Tunnel und 190 km Bahnenergieleitungen.
Die Deutsche Bahn bezeichnete das Projekt VDE 8 im Jahr 2017 vielfach als Schnellfahrstrecke Berlin – München, die neben dem Projekt VDE 8 auch die bereits 2006 fertiggestellte Schnellfahrstrecke Nürnberg–Ingolstadt umfasst.

### Abschnitt Nürnberg–Erfurt (VDE 8.1)

#### Vorplanung und Variantendiskussion
In der Vorplanung für die Neubaustrecke zwischen Ebensfeld und Erfurt wurden insgesamt sieben verschiedene Varianten untersucht, von denen drei in das Raumordnungsverfahren für die Räume Coburg und Südthüringen eingebracht wurden. Im Februar 1992 stellte die Deutsche Bundesbahn drei Varianten vor: Eine sollte nördlich von Lichtenfels aus der Bestandsstrecke ausfädeln und über Rödental und Stadtilm nach Erfurt führen. Die zweite Variante wäre nördlich von Staffelstein abgezweigt, parallel zur geplanten Autobahn durch Coburg verlaufen und hätte von dort den Weg über Großbreitenbach und Stadtilm nach Erfurt genommen. Die dritte Variante sah eine Ausfädelung nördlich von Ebensfeld mit einem Trassenverlauf über Coburg, Eisfeld, Großbreitenbach und Arnstadt vor. Die Strecke sollte bei Möbisburg in die Bestandsstrecke Eisenach–Erfurt einfädeln.
Kritiker des Vorhabens schlugen eine östliche Trasse über Bayreuth und Hof durch Ostthüringen und Westsachsen vor, mit einer Anbindung von Leipzig und Dresden. Diese Variante wurde nach Prüfung ebenso verworfen wie eine Variante entlang der Bestandsstrecken mit einem etwa 42 km langen Tunnel im Frankenwald. Andere schlugen einen 8 km langen Tunnel zur Unterfahrung des Scheitelpunktes vor.
Für die Querung des Thüringer Waldes wurde seitens der Deutschen Bahn auch ein Basistunnel von 24 km Länge in Betracht gezogen. Diese Alternative wurde nach Bahnangaben aufgrund hoher Grundwasserdrücke im Bereich der gewässerführenden Quertäler, der Unterfahrung des Stauzieles des Pumpspeicherwerks Goldisthal (damit wäre eine zusätzliche Abdichtung der Röhren verbunden gewesen) sowie des wesentlich aufwendigeren Sicherheitskonzepts verworfen.
Die Vorplanung wurde im Sommer 1991 durch die Deutsche Reichsbahn aufgenommen. Eine vorbereitende Studie wurde der Zentralen Hauptverwaltung der Deutschen Reichsbahn (ZHvDR) im November 1991 vorgelegt. Sie diente als Grundlage für die ab Anfang 1992 durch die PB DE erstellte Vorentwurfsplanung, die die ZHvDR Ende 1992 bestätigte. Gleichzeitig erfolgte eine landes- und umweltschutzplanerische Abstimmung mit den beteiligten Bundesländern sowie dem Bundesamt für Naturschutz. Im Rahmen einer Raumempfindlichkeitsprüfung wurde im Maßstab 1:100 000 eine großräumige Korridoruntersuchung zur Ermittlung der Trassenvarianten vorgenommen. Dabei wurden unter anderem Konflikte und Risiken für Raum- und Umweltverträglichkeit sowie bahnbetriebliche und wirtschaftliche Aspekte berücksichtigt. Nach dem Planungsstand von Mitte 1991 sollte die Inbetriebnahme möglichst bis zum Jahr 2000 erfolgen.
Die Vorentwurfsplanung von 1992 ging von einer mit 250 km/h befahrbaren Strecke bei einer Fahrzeit zwischen Nürnberg und Erfurt von 75 Minuten aus. Die geplanten Kosten lagen bei acht Milliarden D-Mark (rund vier Milliarden Euro). Bereits 1993 sollte mit dem Bau der Strecke begonnen werden, über die tagsüber 80 Personen- und nachts 200 Güterzüge fahren sollten. 1992 wurden fünf Varianten in einem 20 km breiten Korridor vorgelegt, von denen eine unmittelbar verworfen wurde. Dabei wurde auch eine Streckenführung durch Coburg erwogen, einschließlich des Abrisses bestehender Gebäude. Zunächst wurde die Nutzung der Bestandsstrecke bis Coburg mit anschließender Neubaustrecke als die günstigste Variante betrachtet. Der Thüringer Wald sollte dabei an seiner schmalsten Stelle gequert werden. In Coburg war kein Halt vorgesehen. Eine Bürgerinitiative Coburger Bürger sammelte 13 000 Unterschriften gegen die Strecke.

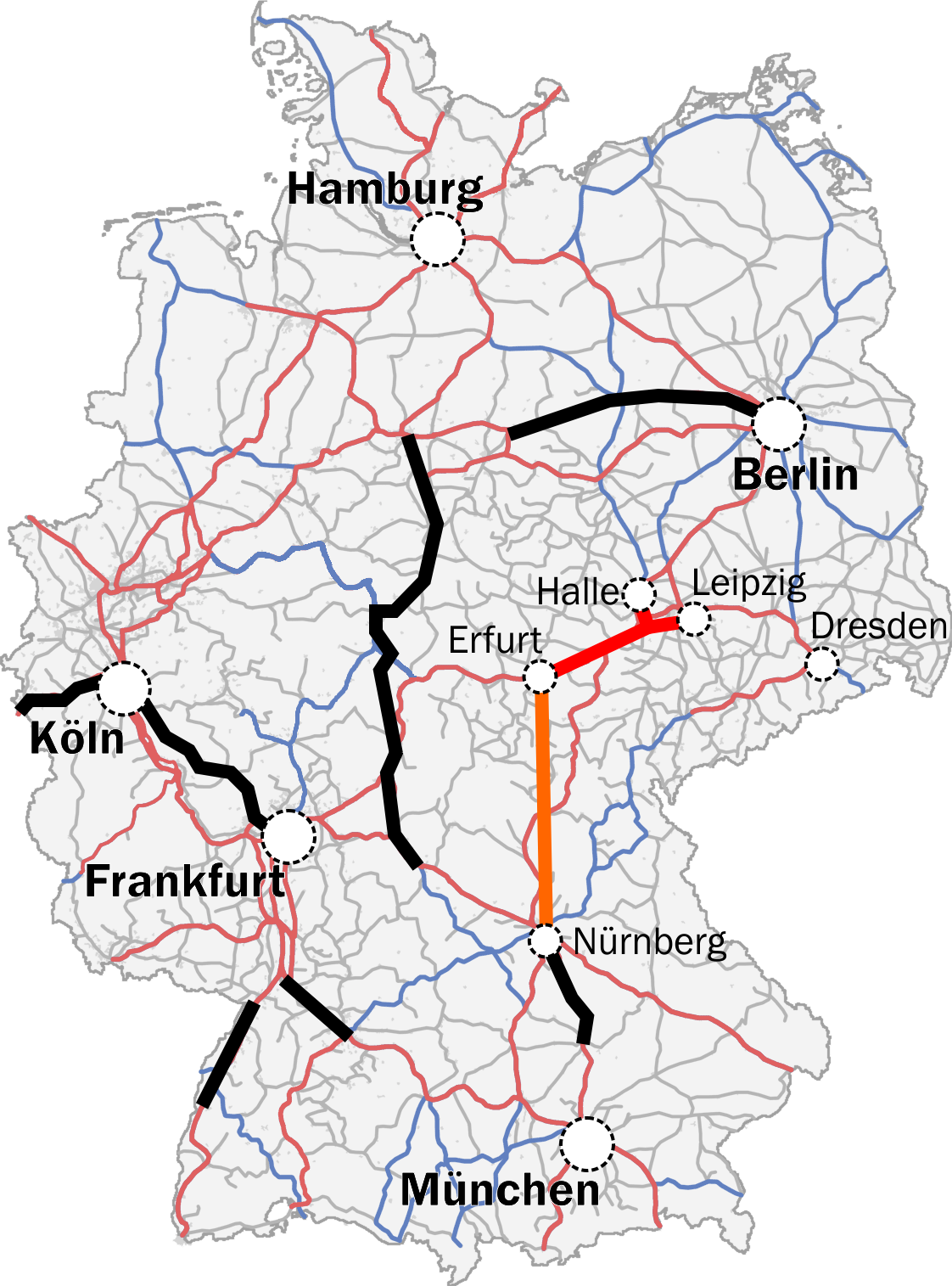
Lage der Neu- und Ausbaustrecke (orange) im bestehenden Netz

Am 5. Oktober 1992 beschlossen die Vorstände von Bundes- und Reichsbahn die Trassenführung der Neubaustrecke. Das Raumordnungsverfahren wurde am 20. Oktober 1992 eingeleitet. Der Freistaat Bayern legte seine Stellungnahme am 1. März 1993 vor. Er bestätigte für zwei Varianten die Verträglichkeit mit den Zielen der Landesentwicklung. Wesentliche Maßgaben waren dabei ein ICE-Halt in Coburg, der Ersatz von Dämmen durch Brücken in ökologisch sensiblen Bereichen, die Verlegung des geplanten Überholbahnhofs Dörfles-Esbach in Richtung Süden und eine möglichst schmale Querung des Maintals nördlich von Ebensfeld. Eine Variante, die eine Durchfahrung von Coburg vorgesehen hatte, wurde in diesem Zusammenhang aufgegeben. In seiner Stellungnahme vom 20. April 1993 forderte das Land Thüringen u. a. einen Interregio-Halt im Raum Ilmenau, eine Verschiebung der Trasse im Raum Gehren/Gräfinau-Angstedt in Richtung Westen, die westliche Umfahrung von Molsdorf zum Schutz des Trinkwassereinzugsgebietes von Erfurt und die Verkehrswegebündelung mit der A 71 zwischen Erfurt und Ilmenau. Das Planfeststellungsverfahren sollte (Stand: Mitte 1994) in diesem Abschnitt für beide Verkehrswege gemeinsam nach Eisenbahnrecht durchgeführt werden.
Zwischen Ebensfeld und Erfurt wurden drei verschiedene Trassierungsvarianten in einer Breite von etwa 20 km untersucht. Die Antragsunterlagen zur Linienbestimmung für die Neubaustrecken wurden 1994 dem Bundesverkehrsministerium vorgelegt, das am 23. Juni 1994 (andere Quelle: Mai 1994) die Trassierung bestätigte; das Bundesumweltministerium erließ Auflagen.
Die Neubaustrecke kreuzt die Werrabahn bei NBS-Kilometer 38,0. In der planfestgestellten Planung war eine Verbindung der Neubaustrecke mit der Werrabahn zwischen Grümpen und Rauenstein berücksichtigt. Der Aufwand von wenigstens 150 Millionen Euro wurde dabei als zu hoch eingestuft, die Planungen daher nicht weiter verfolgt.
Die Planfeststellungsverfahren in den zehn Planfeststellungsabschnitten (einschließlich Bahnstromleitung) wurden ab Dezember 1993 eingeleitet. Am 3. Mai 1994 begann das erste Anhörungsverfahren für den Abschnitt Zapfendorf–Grub am Forst, bei dem 8000 Einwendungen behandelt wurden. Bis Ende 1994 waren neun von zehn Verfahren eingeleitet, der letzte Abschnitt folgte 1995. Das erste gemeinsame Planfeststellungsverfahren im Bündelungsabschnitt mit der A 71 wurde dabei im Januar 1995 eingeleitet. 1995 wurde mit dem Baubeginn für die Neubaustrecke im gleichen Jahr gerechnet. Gegen das Projekt wurden verschiedene Klagen erhoben, mit denen auch das Bundesverwaltungsgericht befasst war.
Aufgrund des für die neuen Verkehrswege in den neuen Bundesländern verabschiedeten Verkehrswegeplanungsbeschleunigungsgesetzes konnte schon Ende 1994 der erste Planfeststellungsbeschluss für den Abschnitt Erfurt–Arnstadt in Kraft treten. Die Planfeststellungsbeschlüsse für die Neubaustrecke wurden zwischen 24. Mai 1995 und 15. April 1997 erlassen. Mitte 1996 lag für 75 km der Neubaustrecke sowie 25 km Bahnstromleitung das Baurecht vor. Die Beschlüsse waren 1998 bis auf die Abschnitte Erfurt Stadt und Bad Staffelstein bestandskräftig. Mitte 2007 lag das Baurecht für alle Abschnitte vor. Der Planfeststellungsbeschluss für die Bahnstromleitung Süd vom 19. Dezember 1995 verlor aufgrund der nicht innerhalb der begrenzten Geltungsdauer begonnenen Baudurchführung seine Bestandskraft. Daher wurde 2012 erneut eine Planfeststellung für die Bahnstromleitung Süd zum Unterwerk Roth beantragt.
Der Koalitionsvertrag der rot-grünen Bundesregierung vom 20. Oktober 1998 sah die Prüfung der Sachsen-Franken-Magistrale als Alternative zu bisherigen Vorhabenplanungen vor. Die Koalition verständigte sich auf eine Überprüfung des Vorhabens Nürnberg–Erfurt.
Am 30. März 1999 wurde ein Baustopp für einen Abschnitt der Neubaustrecke bekannt. Die Planungsgesellschaft Bahnbau Deutsche Einheit begründete dies mit einer fehlenden Finanzierungsvereinbarung mit dem Bund. Rund 650 Millionen D-Mark seien bis dahin von der bahneigenen Gesellschaft in das Projekt investiert worden. Das Bundesverkehrsministerium betonte, das Projekt werde noch einmal überprüft und die Ergebnisse binnen Wochen vorliegen. Ende Mai 1999 zeichnete sich ab, dass das Vorhaben insbesondere aufgrund von Sparzwängen nicht in der geplanten Form realisiert wird.
Am 7. Juli 1999 teilte der damalige Bundesverkehrsminister Franz Müntefering dem damaligen bayerischen Ministerpräsidenten Edmund Stoiber mit, dass die Neu- und Ausbaustrecke vorerst nicht gebaut wird. Wegen der hohen Kosten des auf sieben bis acht Milliarden D-Mark geschätzten Projekts wären andere Verkehrsprojekte in Nordbayern, Sachsen, Sachsen-Anhalt und Thüringen unmöglich geworden. Die knappen verfügbaren Gelder müssten möglichst effizient verwendet werden, so Müntefering. Die Bundesregierung verfolge in Abstimmung mit der Deutschen Bahn eine neue Strategie, in deren Rahmen „deutlich stärker als bisher [der] Schwerpunkt auf die Erhaltung und Ertüchtigung bestehender Strecken“ gelegt werden sollte. Der Abschnitt zwischen Erfurt und Arnstadt sollte „in einem qualifizierten Zwischenschritt an die vorhandene Strecke zwischen Arnstadt und Saalfeld angeschlossen“ werden. Dabei sollten Züge bei Arnstadt über eine Verbindungskurve zur Saalbahn nach Saalfeld geleitet werden und von dort weiter nach Nürnberg fahren. Die Reisezeit von Erfurt nach Nürnberg sollte damit von 186 auf 143 Minuten sinken. Eine Fortsetzung der Bauarbeiten durch den Thüringer Wald wurde offengehalten. Der Aufsichtsrat der Deutschen Bahn beschloss, das Vorhaben zunächst nicht weiter zu verfolgen. Andere Alternativpläne sahen vor, den Abschnitt Erfurt–Arnstadt–(Saalfeld) mit Diesel-Regionaltriebwagen zu befahren. Der sachsen-anhaltische Verkehrsminister Jürgen Heyer forderte, die Neubaustrecke auf voller Länge mit einem Gleis zu realisieren. Der Baustopp führte zu Streitigkeiten innerhalb der damaligen CDU/SPD-Landesregierung in Thüringen. Ministerpräsident Vogel (CDU) konnte sich auf einer Kabinettssitzung nicht mit seiner Haltung durchsetzen, eine Korrektur der Entscheidung beim Bund einzufordern. Er wurde zu einem Gegenstand des Thüringer Landtagswahlkampfs 1999, in dem Ministerpräsident Vogel die Bundesregierung wiederholt wegen dieser Entscheidung kritisierte.
Anfang 2000 wurden Pläne bekannt, die Strecke schrittweise weiter zu realisieren. Dabei sollte zunächst der Abschnitt zwischen Erfurt und Ilmenau fertiggestellt und über den Weiterbau gen Ebensfeld zu einem späteren Zeitpunkt und nach weiterer Prüfung entschieden werden. Auf einer gemeinsamen Kabinettssitzung forderten die Landesregierungen Bayerns und Thüringens Ende März 2000, den Baustopp für die Strecke unverzüglich aufzuheben und die Strecke bis 2007 fertigzustellen. Sie erklärten ihre Bereitschaft, das Vorhaben mit 50 Millionen D-Mark zu unterstützen.
Mitte März 2002 hob die Bundesregierung den Baustopp auf und kündigte an, mit der Deutschen Bahn rasch die Finanzierung regeln zu wollen. Am 10. März 2002 kündigte der damalige Bundeskanzler Gerhard Schröder an, die Bauarbeiten wieder aufzunehmen. Das Projekt sei durch die Vorgängerregierung nicht ausreichend finanziert gewesen und habe daher zurückgestellt werden müssen. Die Deutsche Bahn begrüßte die Entscheidung. Noch Ende Februar 2002 hatte der damalige Verkehrsminister Bodewig die Realisierung des Projekts offengelassen.

#### Planung und Bau
Nach der Deutschen Wiedervereinigung ergab sich der Wunsch zur Errichtung einer Neubaustrecke u. a. aus Verkehrsprognosen, die einen stark zunehmenden Personen- und Güterverkehr zwischen Berlin, Leipzig, Erfurt, Nürnberg und München erwarten ließen. Diese Verkehrsmengen ließen sich mit der bestehenden Infrastruktur nicht abwickeln. Die Betriebsqualität der bestehenden Strecken sei u. a. infolge starker Inanspruchnahme und langer Liegedauer unbefriedigend gewesen, ihr Ausbau kaum möglich. Linienverbesserungen seien meist nur mit starker Belastung der Ökologie und – aufgrund teilweise dichter Besiedelung und Trassenverläufen in engen Tälern – mit starken Eingriffen in die bestehende Bebauung möglich. Die Anforderungen an einen modernen Schienenweg hinsichtlich Fahrzeiten und erreichbaren Geschwindigkeiten seien auf den bestehenden Strecken nicht zu erfüllen gewesen.
Mitte März 1991 gab die Deutsche Bundesbahn überraschend einen an sie erteilten Planungsauftrag des Bundesverkehrsministeriums für eine Neubaustrecke zwischen Bamberg und Erfurt bekannt.
Im August 2012 konnte mit dem Durchschlag des Tunnels Höhnberg der 25. und letzte Tunneldurchschlag der Neubaustrecke gefeiert werden. Insgesamt fielen zur Realisierung des Verkehrsprojekts 12 Millionen Kubikmeter Ausbruchsgestein an. Die 25 Tunnel sind 300 Meter bis 8300 Meter lang, insgesamt verlaufen 56 Kilometer im Untergrund. Beim Tunnelbau waren etwa 2500 Menschen direkt beschäftigt.
Für die Einbindung der Neubaustrecke aus Erfurt nördlich von Bamberg wurde die Bestandsstrecke zwischen Bamberg und Lichtenfels von Januar bis September 2016 voll gesperrt.
Für die Umsetzung des Projekts wurden 36.000 Grundstücke erworben.
Verkehrsprognosen aus den frühen 1990er Jahren gingen für das Jahr 2010 von einer Verkehrsbelastung in Nord-Süd-Richtung aus, die von den bestehenden Strecken nicht mehr bewältigt werden könnte. Das Betriebskonzept für dieses Zieljahr sah für die neue Strecke 108 Züge je Tag und Richtung vor, davon 24 im Personenfernverkehr und 84 Güterzüge; hierzu sollte eine Interregiolinie (Karlsruhe–Stuttgart–Nürnberg–Erfurt–Leipzig) im Zweistundentakt sowie eine IC/ICE-Linie München–Erfurt–Berlin im Stundentakt über die Neubaustrecke geführt werden, die Altstrecken (Saalbahn und Leipzig–Probstzella–Hochstadt-Marktzeuln) sollten über eine Interregiolinie bedient werden. Die Interregio-Züge der Neubaustrecke sollten unterwegs in Coburg und Ilmenau halten, die IC/ICEs (mit Ausnahme einzelner Halte in Tagesrandlage in Coburg) zwischen Bamberg und Erfurt durchfahren. Die IR-Fahrzeit von Ilmenau nach Bamberg sollte bei 25 Minuten liegen, nach Erfurt bei 20 Minuten.
Die Luftliniendistanz zwischen Nürnberg und Erfurt beträgt rund 175 km, die Reisezeit lag 2009 bei rund 2:45 Stunden.
Das Projekt war unter anderem aufgrund hoher Kosten, seines verkehrlichen Nutzens sowie weitreichender ökologischer Eingriffe umstritten. Mit der Realisierung wurde die thüringische Landeshauptstadt Erfurt verkehrlich aufgewertet, jedoch die althergebrachte Verbindung zwischen Bamberg und dem Ballungsgebiet Halle/Leipzig durch das bevölkerungsreiche Saaletal im Personenfernverkehr geschwächt. Das führte zu zahlreichen Protesten von Anrainern, Naturschützern sowie von Lokalpolitikern, die die Eisenbahnknotenpunkte wie Lichtenfels, Saalfeld oder Jena mit der überregionalen Anbindung gefährdet sahen oder sich für einen ICE-Halt in Coburg einsetzten.
Die heutige Neu- und Ausbaustrecke geht auf einen Beschluss der Bundesregierung zu den Verkehrsprojekten Deutsche Einheit zurück, der im April 1991 gefasst und im Bundesverkehrswegeplan 1992 festgeschrieben wurde. Die Neu- und Ausbaustrecke wurde darin als neues Vorhaben mit geplanten Gesamtkosten von 4,175 Milliarden DM im Bereich der damaligen Bundesbahn sowie 3,020 Milliarden DM im Bereich der damaligen Deutschen Reichsbahn geführt (Preisstand: 1. Januar 1991). Der erste thüringische Ministerpräsident, Josef Duchač, setzte sich bei Bundesverkehrsminister Krause für die großräumige Linienführung über Erfurt ein.
Der Bau der Strecke wurde im Bundesschienenwegeausbaugesetz festgeschrieben. Das Gesetz vom 15. November 1993 trat nach Zustimmung des Parlaments am 25. November 1993 in Kraft.
1994 wurde die Strecke auf dem EU-Gipfel in Essen Teil der neu geschaffenen Transeuropäischen Korridore (Berlin–Verona).

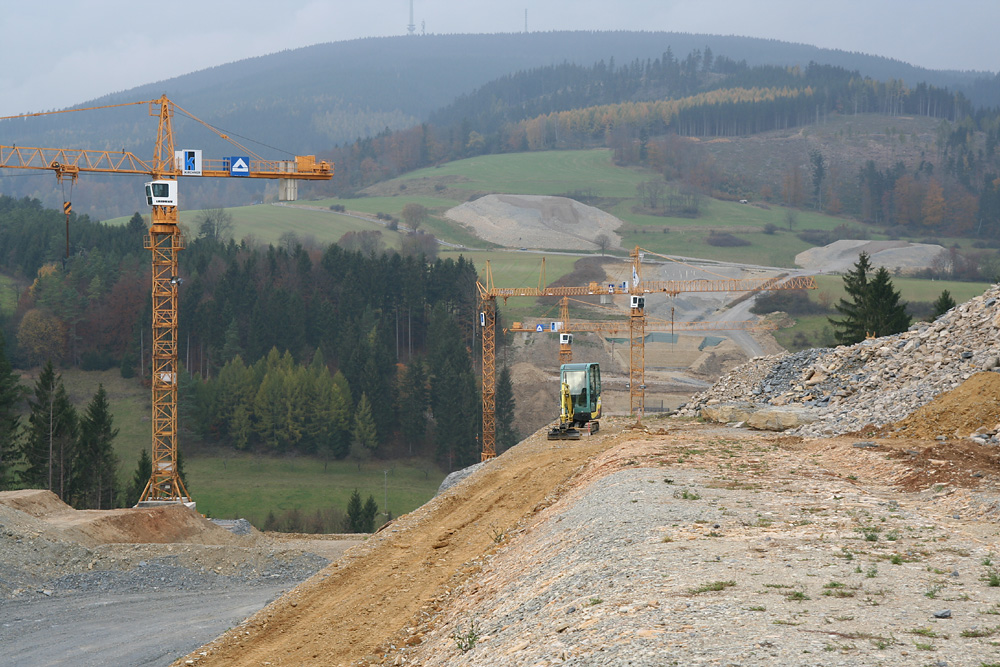
Erdarbeiten im zukünftigen Überholbahnhof Theuern, Blick vom Bahnhof über das Truckenthal auf den Bleßberg

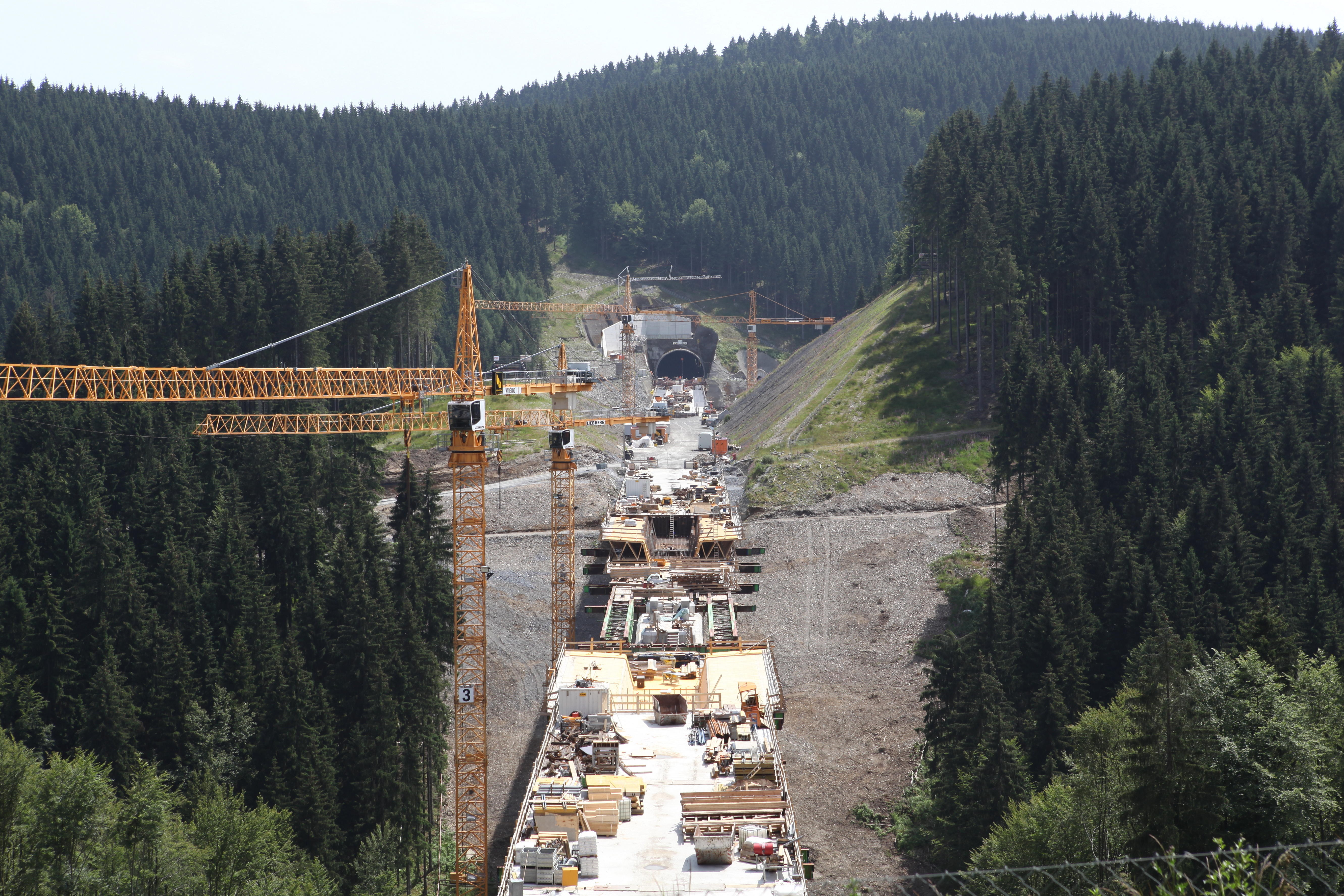
Blick im Juli 2012 auf den höchsten Punkt der Strecke vom Südportal des Tunnels Rehberg auf Dunkeltalbrücke, Einschnitt Kohlitschberg, Grubentalbrücke und Tunnel Goldberg

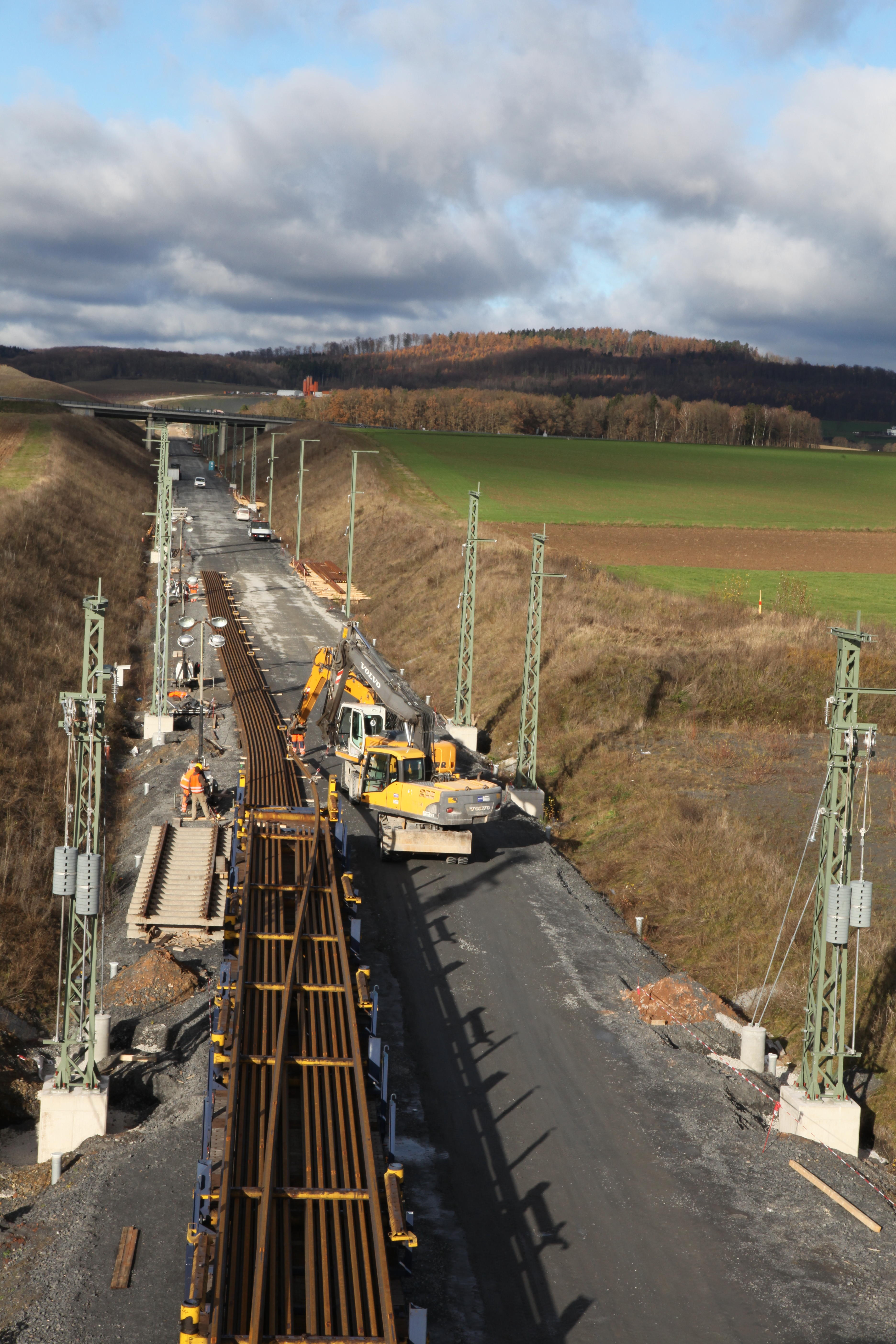
Langschienenentladung bei Coburg, November 2013

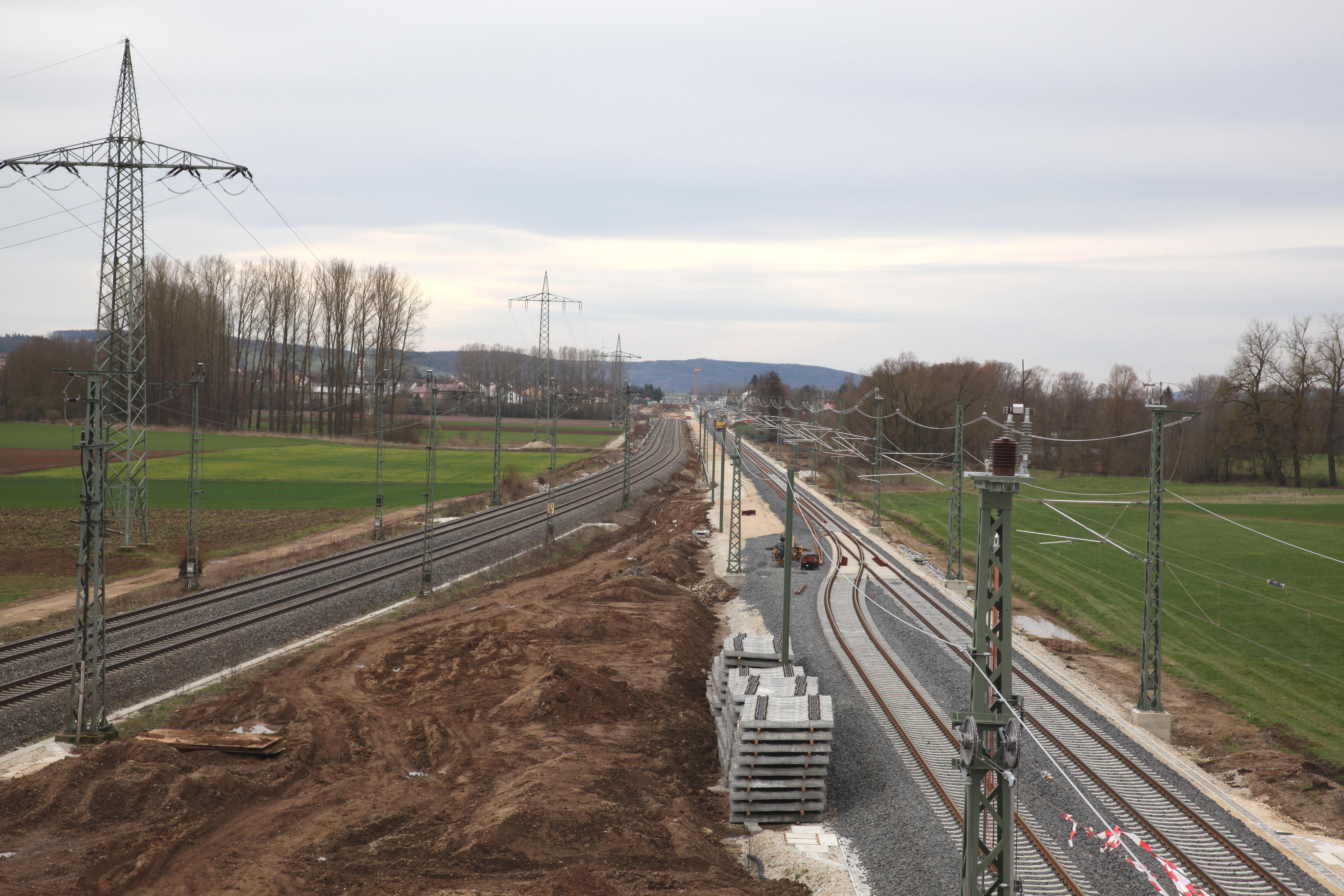
Neubaustrecke nördlich von Ebensfeld, mit Bauweiche und einem Richtung Bamberg weiterführenden Gleis (2016)

Mit der symbolischen Grundsteinlegung für eine Brücke der Landesstraße Rudisleben–Kirchheim über den zukünftigen Überholbahnhof Eischleben begannen am 16. April 1996 die Bauarbeiten an der Neu- und Ausbaustrecke. Gleichzeitig wurde damit der Baubeginn der Bundesautobahn 71 (VDE-Projekt Nr. 16) gefeiert. Der erste Spatenstich wurde von Bundesverkehrsminister Matthias Wissmann vollzogen, Thüringens Ministerpräsident Bernhard Vogel und der bayerische Wirtschaftsminister Otto Wiesheu hielten – unter lautstarken Protesten von Umweltschützern – Reden. Zu den Gästen gehörte auch der damalige Bahnchef Heinz Dürr.
Die Bauarbeiten konzentrierten sich zunächst auf den „Bündelungsabschnitt“ mit der A 71 zwischen Erfurt und Arnstadt. Knapp 37 km Planum zwischen Erfurt und Ilmenau waren ab April 1996 in Bau und bis Ende 2005 nahezu fertiggestellt. Dazu gehören die Tunnel Augustaburg, Behringen und Sandberg sowie unter anderem die 1100 Meter lange Geratalbrücke Ichtershausen und die 570 m lange Wümbachtalbrücke.
Anfang Dezember 1998 berichtete eine Zeitung, das Bundesverkehrsministerium habe für den südlichen Teil der Neubaustrecke einen Auftragsstopp erlassen, während das weitere Vorgehen geprüft werde. Der nördliche Abschnitt, der in Verkehrswegebündelung mit der A 71 trassiert wurde, war davon nicht betroffen. Nachdem das Bundesverkehrsministerium die Bauarbeiten im Juli 1999 zunächst stoppte, erfolgten – aufgrund knapper Haushaltsmittel – in den Jahren 2003 und 2004 überwiegend lediglich bauvorbereitende Maßnahmen.
2001 begannen die Baumaßnahmen für die rund 7 km lange Einbindung der Neubaustrecke in den Knoten Erfurt. Im Jahr 2005 wurde mit dem Ausbruch des Zwischenangriffsstollens Stelzen des Tunnels Bleßberg begonnen, außerdem wurden im Thüringer Wald etwa 20 km Baustraßen angelegt. Im Erfurter Hauptbahnhof erfolgte im November 2005 die Inbetriebnahme des ersten Bauabschnittes mit den zugehörigen Bahnsteigen. Bei Coburg standen Ende des Jahres 2005 die Itztalbrücke, der benachbarte 221 Meter lange Tunnel der Verbindungskurve Dörfles-Esbach und eine Straßenüberführung im Rohbau.
Das Projekt wird seit 2003 von der DB ProjektBau überwacht und geleitet. Von 2000 bis 2002 war die DB Projekt Verkehrsbau, davor die Planungsgesellschaft Bahnbau Deutsche Einheit mit der Verwaltung des Vorhabens betraut.
Im Juni 2006 begann die Bauvorbereitung für die Grümpentalbrücke. Ihr Bogen hat 270 Meter Stützweite. Es folgte im Herbst die Talbrücke Froschgrundsee mit gleicher Spannweite. Ende 2006 wurden die Talbrücken Truckenthal und Pöpelholz vergeben. Neben 2 km Planum im Anschluss an die Itztalbrücke Richtung Erfurt wurde außerdem ein 4300 Meter langes Baulos des Tunnels Bleßberg in Angriff genommen. Am 30. März 2008 wurde bei Vortriebsarbeiten am Bleßbergtunnel die Bleßberghöhle, eine große Tropfsteinhöhle, entdeckt.
Im April/Mai 2007 hatten die Vorarbeiten zum Bau der Ilmtalbrücke begonnen. Ende Mai 2007 schrieb die Deutsche Bahn den Bau eines 1 km langen Streckenabschnitts mit dem Tunnel Tragberg europaweit aus und es begann der Bau der Füllbachtalbrücke. Im Coburger Raum liefen spätestens seit September 2007 die Bauarbeiten an den Einschleifungen bei Grub am Forst und Dörfles-Esbach sowie den Talbrücken Froschgrundsee und Pöpelholz.
Am 29. Februar 2008 wurde der Tunnel Müß angeschlagen. Anfang April 2008 kündigte die Deutsche Bahn die Ausschreibung der Bauleistungen für die Tunnel Masserberg, Rehberg, Kulch, Lichtenholz sowie der Brücken Dunkeltal, Rehtal und Mühlbachtal für September bzw. November 2008 an. Bis Ende 2008 sollten alle wesentlichen Ingenieurbauwerke vergeben sein und die Bauarbeiten an allen „bauzeitbestimmenden Ingenieurbauwerken“ laufen. Ende Januar 2009 schrieb die DB die Streckenkilometer 15,8 bis 18,0 (bei Coburg) und die ersten 1,8 km der Coburger Südanbindung mit je einem Tunnel aus. Im Juli 2009 folgte die Ausschreibung für die Einbindung in den Knoten Erfurt. Diese erfolgte bei laufendem Betrieb über neun Baustufen und wurde im November 2017 mit der signaltechnischen Einbindung abgeschlossen.
Aufgrund der langen Bauzeit übernahm die Bahn die bereits errichteten Bauwerke schon in das regelmäßige Wartungsprogramm, um damit deren Funktionstüchtigkeit zur Eröffnung der Strecke sicherzustellen. Eine vorgezogene Nutzung des Abschnittes zwischen Erfurt und Ilmenau und weitergehende Modifikationen des Projektes wurden zwischenzeitlich vorgeschlagen, aber durch die Bahn abgelehnt. Zum einen sei ein Regionalverkehr nicht durch das Land Thüringen bestellt worden, zum anderen wäre die zu installierende Leit- und Sicherungstechnik dann zur Eröffnung der Gesamtstrecke veraltet und müsste ausgetauscht werden. Kosten und Nutzen stünden in keinem Verhältnis zueinander.
2008 liefen an je fünf Brücken und Tunneln der Neubaustrecke die Bauarbeiten. Am 30. September 2011 wurde der Tunnel Höhnberg als letzter der Neubaustrecke offiziell angeschlagen.
Bei Püchitz wurden bei archäologischen Grabungen im Zuge der Neubaustrecke bis Mitte 2010 an der größten nordbayerischen Fundstelle der Bandkeramikzeit rund 20 000 Stücke freigelegt.
Zwischen August 2010 und November 2013 sollten die feste Fahrbahn und die Oberleitung im Nordabschnitt Ilmenau–Erfurt errichtet werden, zwischen Dezember 2012 und Dezember 2015 im mittleren Abschnitt Coburg–Ilmenau und zwischen Januar 2013 und Dezember 2015 im Südabschnitt Bad Staffelstein–Coburg. Die Aufträge, die die Feste Fahrbahn inklusive Mastgründung für die Oberleitung und Wind- und Schallschutzeinrichtungen umfassen, wurden für den rund 44 km langen mittleren Abschnitt für rund 104 Millionen Euro und den rund 22 km langen südlichen Abschnitt für rund 60 Millionen Euro vergeben.
Am 9. September 2010 begann offiziell der Bau von Oberbau und Fahrleitung im 32,5 km langen Abschnitt zwischen Erfurt und Ilmenau. Für die zweijährigen Bauarbeiten waren 110 Millionen Euro angesetzt.
Der Vortrieb der damals fünf noch ausstehenden Tunnel begann im Laufe des Jahres 2011. Ende 2011 waren etwa 1500 Mitarbeiter an der Neubaustrecke beschäftigt.
Im August 2012 konnte mit dem Durchschlag des Tunnels Höhnberg der 25. und letzte Tunneldurchschlag der Neubaustrecken des Verkehrsprojekts VDE 8 gefeiert werden.

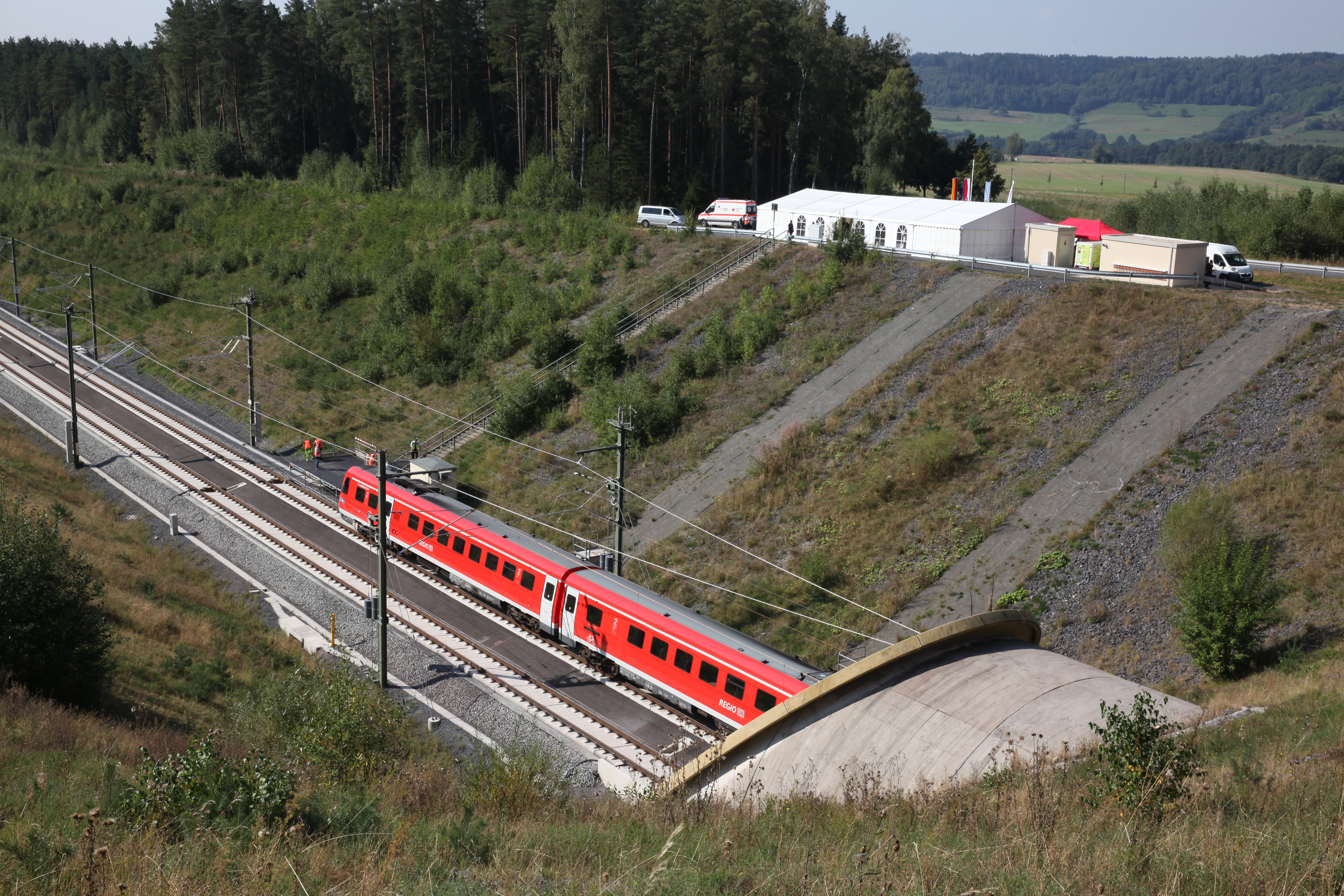
Lückenschlussfeier am Tunnel Müß am 9. September 2016

Im Bereich Ebensfeld/Unterleiterbach begannen die Arbeiten im ersten Halbjahr 2013.
Im Juni 2013 wurde die Verbindungskurve Dörfles-Esbach an das Bestandsnetz angebunden, um über diese unter anderem die Gleise für den Streckenbau anliefern zu können. Die Schienen der Neubaustrecke kommen aus mehreren großen deutschen Schienenwerken und werden unter anderem über Güterzüge aus Coburg und Erfurt auf die Strecke gebracht. Ende November 2014 gab die Deutsche Bahn bekannt, dass alle 29 Brücken der Neubaustrecke fertiggestellt worden seien.
Im September 2014 begann die bahntechnische Ausrüstung der Strecke, vor allem die Kabelverlegung. Die Arbeiten sollten laut Angaben der Deutschen Bahn AG im September 2015 abgeschlossen sein. In den Jahren 2015 und 2016 folgte die Streckenausrüstung (insbesondere ETCS und Telekommunikation).
Die Bauarbeiten an der Strecke waren Mitte Oktober 2016 soweit abgeschlossen, dass die Hochtastmessfahrten beginnen konnten. Die Leit- und Sicherungstechnik der Strecke wurde bis März 2017 eingebaut; anschließend erfolgten die Abnahmen bis Ende August.

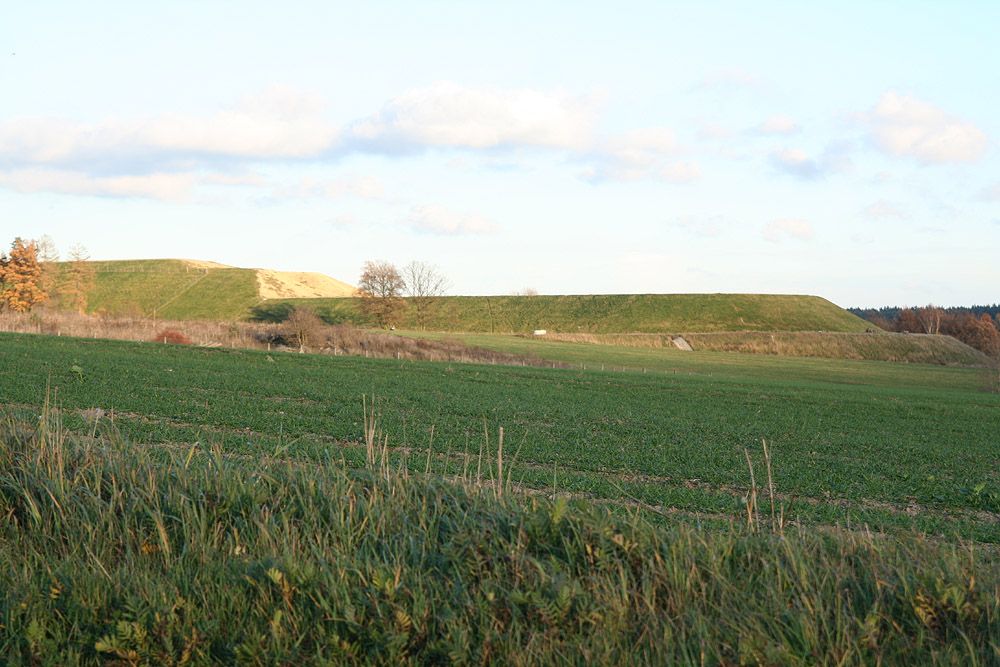
Vorläufiges Ende der im Erdbau fertiggestellten Trasse bei Langewiesen im Jahr 2006. Hier schließt sich rechts die Ilmtalbrücke an.
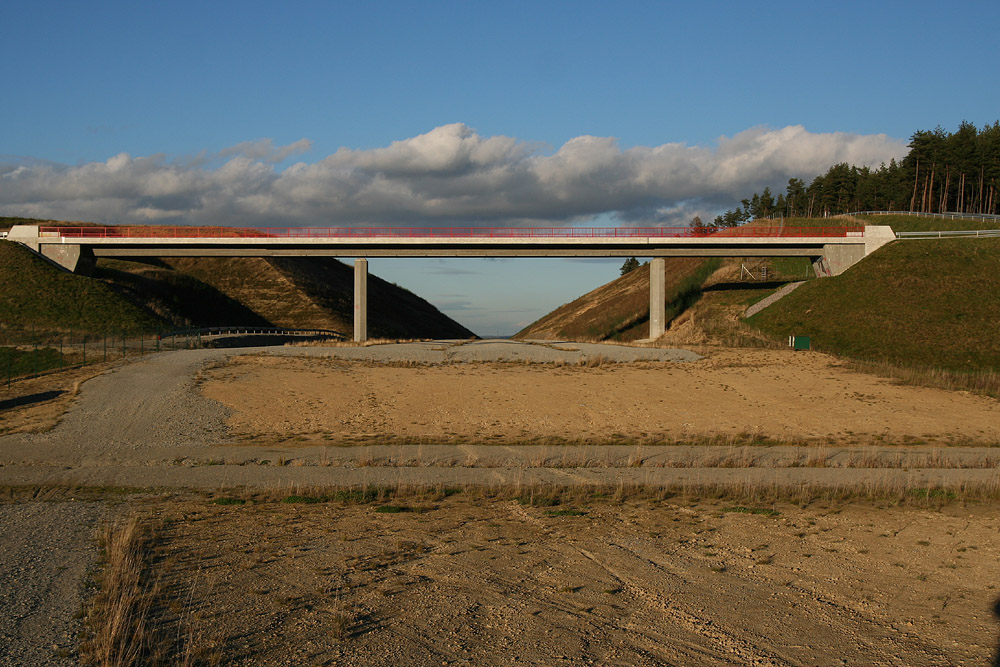
Zukünftiger Überholbahnhof Ilmenau-Wolfsberg (November 2006)
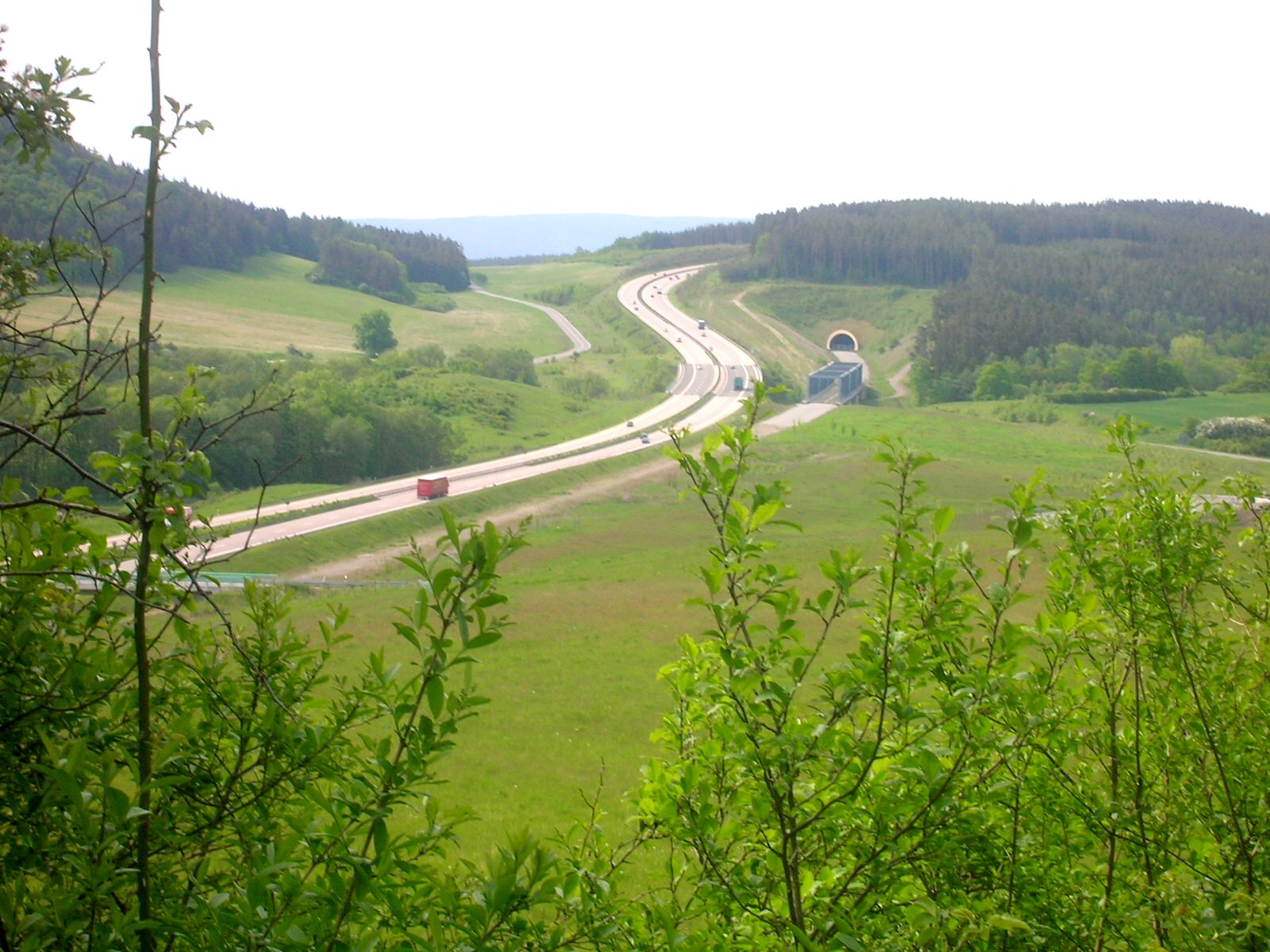
Bundesautobahn 71 und Neubaustrecke im Wipfratal, dahinter die nördliche Einfahrt in den Tunnel Sandberg (Mai 2006)
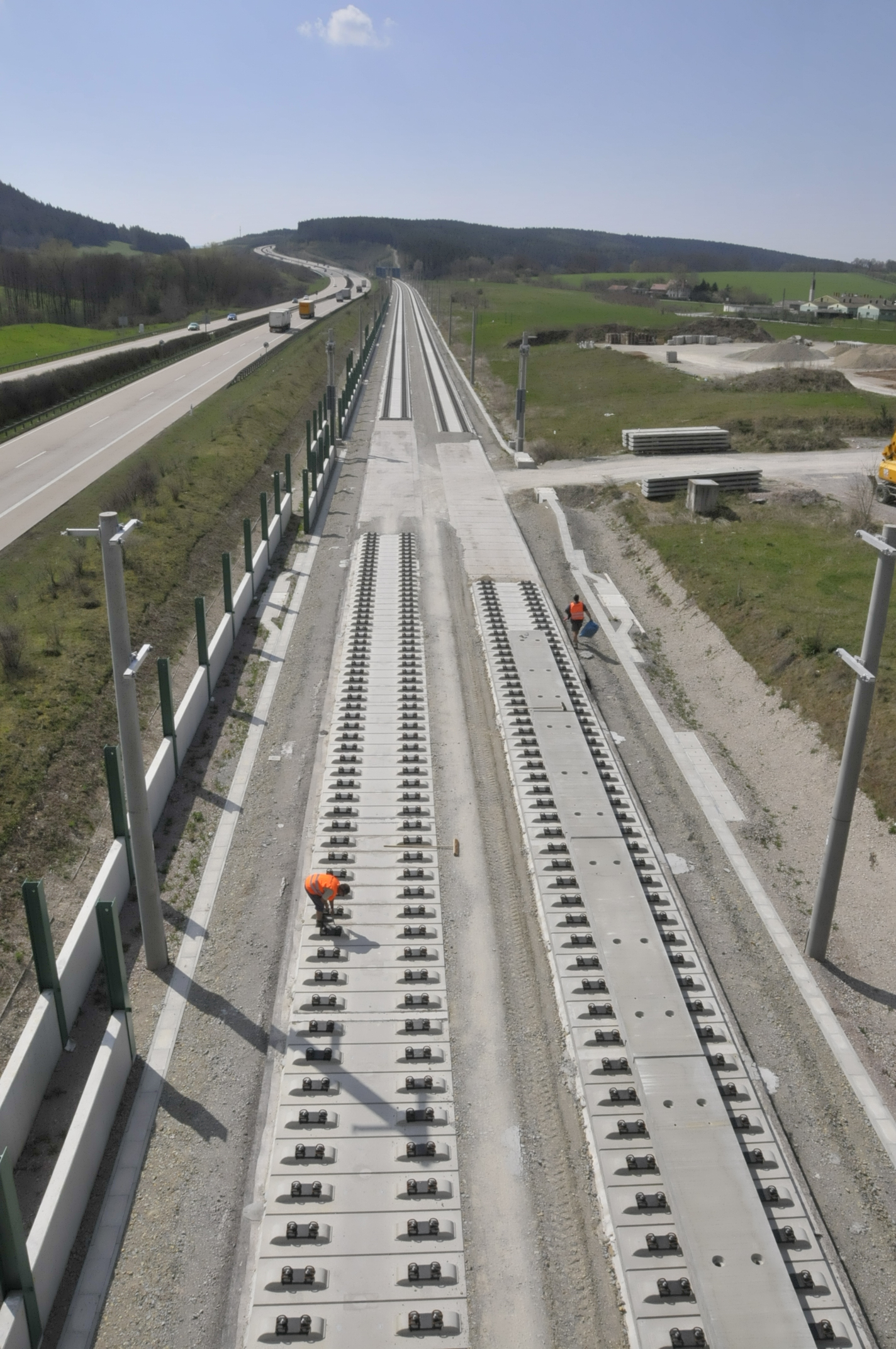
Neubaustrecke im Wipfratal im April 2013
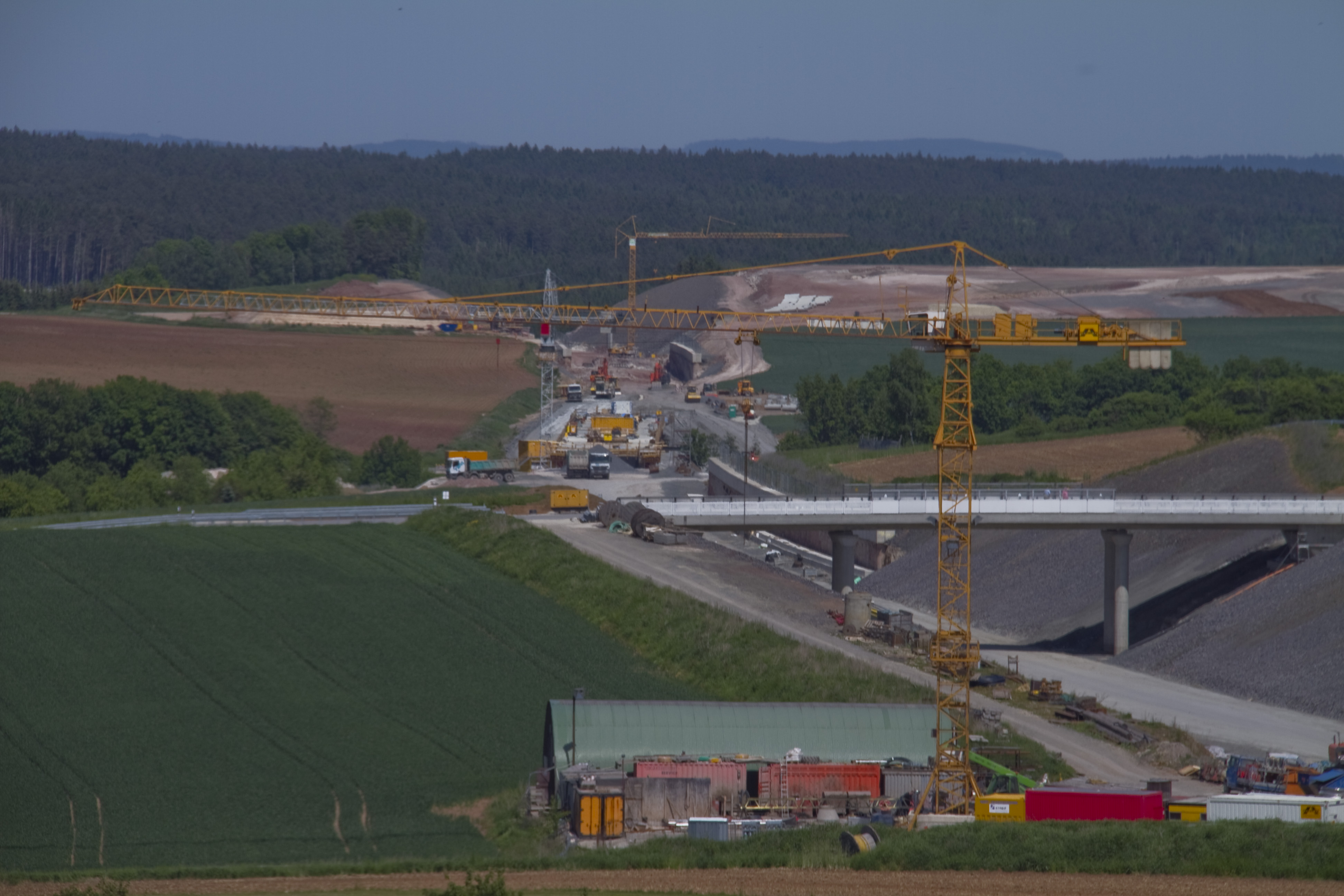
Streckenabschnitt zwischen Tunnel Lichtenholz und Mühlbachbrücke
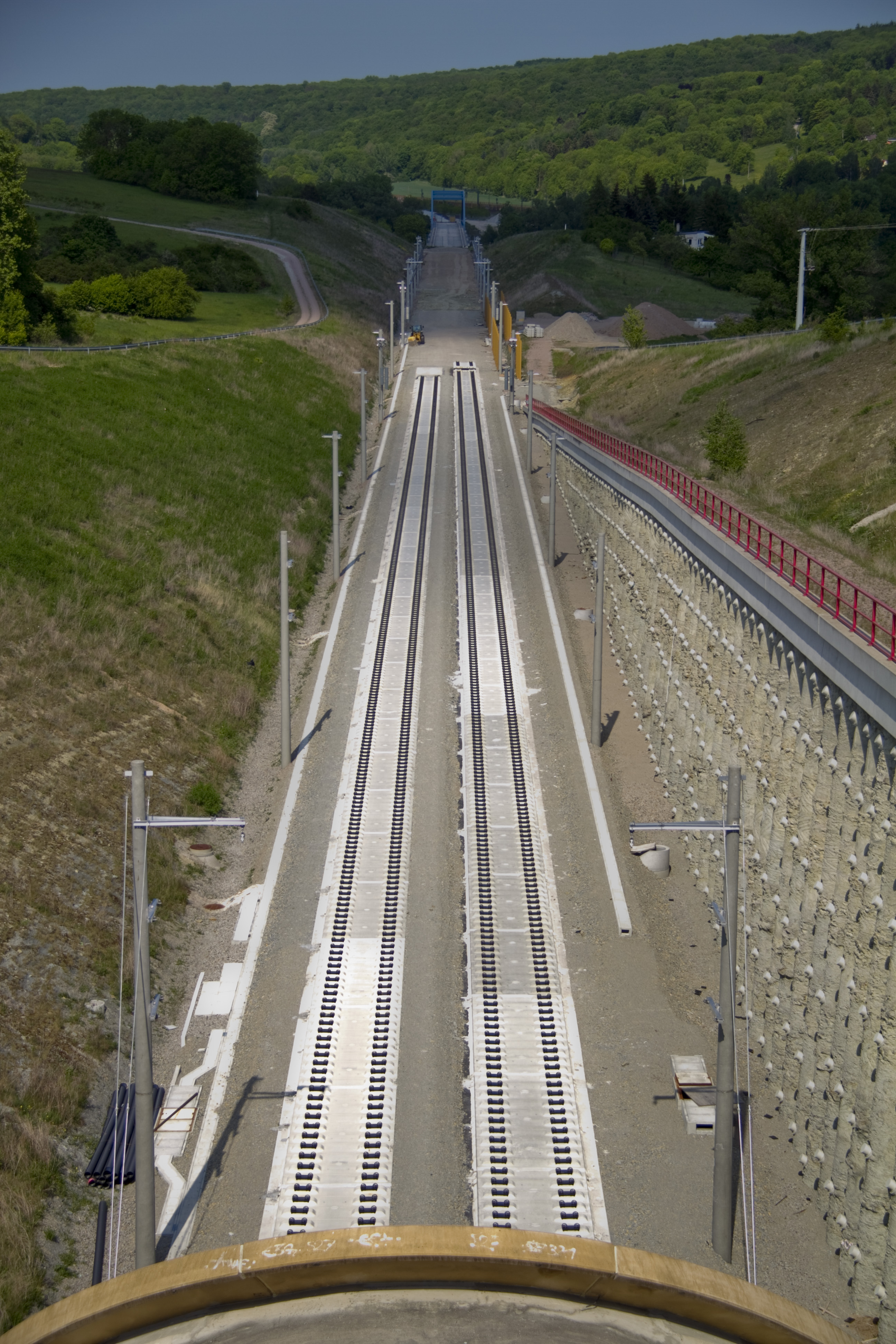
Streckenabschnitt zwischen Tunnel Augustaburg und Geratalbrücke Bischleben

#### Bau-Unfälle
- Am 24. Juli 2008 sackte der in Bau befindliche Bogen der Talbrücke Truckenthal infolge eines technischen Defekts an einer Hilfsstütze ab. Verletzt wurde niemand. Die Bauarbeiten wurden in der Folge zunächst eingestellt, ein Pfeiler einschließlich des Bogenabschnittes am 28. Januar 2009 gesprengt und anschließend abgetragen.
- Beim Bau der Ilmtalbrücke wurden am 1. September 2008 ein Bauarbeiter getötet und drei (zum Teil schwer) verletzt, als ein Gerüst mit einem Bewehrungskorb in der Taktschiebeanlage einstürzte.
- Beim Entladen von Schallschutzwänden wurde am 25. September 2014 bei Roth (bei Schalkau) am Streckenkilometer 120,04 ein Lkw-Fahrer eingeklemmt und schwer verletzt.
- Während des nächtlichen Befahrens der Strecke mit einem Arbeitszug wurde im April 2016 zwischen Ilmenau-Wolfsberg und Theuern am Streckenkilometer 140 ein Rangierbegleiter tödlich verletzt, als der Arbeitszug mit einem abgestellten RoLa-Wagen zusammenprallte.

#### Inbetriebnahme
Der geplante Zeitpunkt der Inbetriebnahme wurde mehrfach entsprechend den Planungsänderungen sowie der zeitweisen Aussetzung der Bauarbeiten verschoben. Nach der ersten Planung wurde im Juli 1997 mit einer Inbetriebnahme der Neubaustrecke für 2004 gerechnet. Nach der Wiederaufnahme der Finanzierung gaben Bundesregierung und Deutsche Bahn AG im Dezember 2006 den Fertigstellungstermin für die Neubaustrecke mit 2016 an. Vorher war im Mai 2006 auf eine Kleine Anfrage der Bundestagsfraktion der Grünen das Jahr 2020 genannt worden, bei der Eröffnung der Schnellfahrstrecke Nürnberg–Ingolstadt durch Bundesverkehrsminister Wolfgang Tiefensee wurden ebenfalls die Jahre 2016/2017 für die Inbetriebnahme der Strecke genannt. In diese Zeit fiel auch die Bereitstellung von 29 Millionen Euro für die Neubaustrecke aus dem Konjunkturpaket I. Im Dezember 2006 gründete sich ein parlamentarischer Unterstützerkreis zur „Vollendung des Verkehrsprojektes Deutsche Einheit Nr. 8“ aus über zwanzig Abgeordneten des Deutschen Bundestages. Die Parlamentarier wollten sich für eine beschleunigte Fertigstellung der Strecke einsetzen. Im April 2007 bekräftigte Verkehrsminister Tiefensee gegenüber dem Unterstützerkreis die Fertigstellung bis 2016, im Mai 2008 gaben die Parlamentarier in einer Pressemitteilung 2017 als Fertigstellungszeitpunkt an. Nach Angaben der Deutschen Bahn von 2009 seien die bautechnologischen Möglichkeiten zur schnellstmöglichen Realisierung der Strecke ausgeschöpft; weshalb ein zusätzlicher Mitteleinsatz zu keiner nennenswert früheren Inbetriebnahme führen würde.
Im Juli 2015 wurde der Termin für die Inbetriebnahme im Dezember 2017 seitens der DB als haltbar eingeschätzt, falls keine größeren Verzögerungen mehr eintreten würden. Die Anbindung der Neubaustrecke an die Bestandsstrecke bei Bamberg wurde aufgrund der Klage einer Naturschutzorganisation als gefährdet angesehen. Die Inbetriebnahme der Neubaustrecke Ebensfeld–Erfurt erfolgte zum Fahrplanwechsel am 10. Dezember 2017.

#### Kosten und Finanzierung

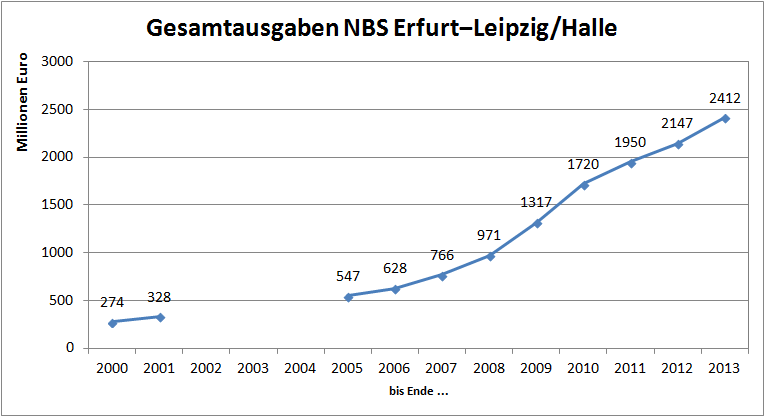
Kumulierte Gesamtausgaben für die Neubaustrecke Erfurt‒Leipzig/Halle.

Nach Angaben des Bundes wurden bis Ende 2012 von geschätzten Gesamtkosten von 5,36 Milliarden Euro bereits 2,668 Milliarden investiert (dynamisierte Planungs-, Grunderwerbs- und Baukosten). Damit stünden Investitionen von 2,692 Milliarden Euro noch aus. Die geschätzten Kosten der Neubaustrecke Ebensfeld–Erfurt belaufen sich dabei (Stand: 2011) auf 2,9 Milliarden Euro. Mit Stand Ende 2013 wurden die Kosten auf 5,281 Milliarden Euro geschätzt. Davon waren bis Ende 2013 3,012 Milliarden Euro verausgabt, 2,268 Milliarden Euro standen noch aus.
2010 wurden die Gesamtkosten des Projekts (Neu- und Ausbaustrecke) noch auf 5,224 Milliarden Euro geschätzt (Stand: 2010). Laut Angaben der Deutschen Bahn seien 2011 rund 540 Millionen Euro in das Projekt VDE 8.1 investiert worden.
Für rund 2,1 Milliarden Euro fehlten Anfang 2011 noch Finanzierungsvereinbarungen. Diese sollen folgen, wenn die betroffenen Abschnitte planfestgestellt sind. Ende 2007 lagen die prognostizierten Kosten bei 5,069 Milliarden Euro. Ende 2008 wurden die Gesamtkosten auf 5,178 Milliarden Euro geschätzt.
Die Neu- und Ausbaustrecke wurde mit einem Nutzen-Kosten-Verhältnis von 1,8 bewertet. Auch einer neueren Verkehrsprognose für das Jahr 2025 zufolge sei das Projekt volkswirtschaftlich rentabel.
Als das Vorhaben Mitte 1999 vorübergehend gestoppt wurde, waren 620 Millionen D-Mark in die Strecke investiert. Bis 31. Dezember 2005 wurden in das Vorhaben etwa 705 Millionen Euro investiert, etwa 550 Millionen Euro davon in die Neubaustrecke. In den Folgejahren wuchs die Summe der für Planung und Bau der Neubaustrecke getätigten Gesamtausgaben auf 747 Millionen Euro bis Ende 2006, 833 Millionen Euro bis Ende 2007, 959 Mio. Euro bis Ende 2008 und 1.225 Millionen Euro bis Ende 2009 an. Bis Mitte 2011 wurden rund 1,7 Milliarden Euro verausgabt.
Die laufenden Bundesmittel für die Strecke wurden nach einem Beschluss des Vermittlungsausschusses vom Dezember 2003 erheblich reduziert. Laut Investitionsrahmenplan bis 2010 für die Verkehrsinfrastruktur des Bundes sollen Bundesmittel in Höhe von 741,4 Millionen Euro im Zeitraum 2006–2010 investiert werden. Der darüber hinausgehende Finanzierungsbedarf in Höhe von 3,641 Milliarden Euro soll durch Bundesmittel ab 2011, durch Eigenmittel der Deutschen Bahn AG und Dritte aufgewendet werden. Das Land Thüringen investiert in die beiden Neubaustrecken-Projekte (Nürnberg–Erfurt und Erfurt–Leipzig/Halle) insgesamt 240 Millionen Euro aus dem Europäischen Regionalfonds.
Im Dezember 2008 kündigte Bundesverkehrsminister Wolfgang Tiefensee die Bereitstellung zusätzlicher Mittel und die Inbetriebnahme schon 2016 an. Ab 2010 sollen jährlich mehr als 200 Millionen Euro Bundesmittel zur Verfügung gestellt werden. Spätestens ab 2013 sieht die Bahn einen jährlichen Mittelbedarf in Höhe von 350 Millionen Euro.
Die geplanten Gesamtkosten für die Neubaustrecke lagen Anfang 2010 bei 2,7 Milliarden Euro. Bis dahin waren Bauleistungen in Höhe von 1,2 Milliarden Euro vergeben worden. Für die in Bau befindlichen Abschnitte standen dabei noch Vergaben über Bauleistungen in Höhe von 340 Millionen Euro aus. Zwischen 2010 und 2017 sollen jährlich zwischen 149 und 214 Millionen Euro Mittel pro Jahr bereitgestellt werden. Für die Ausbaustrecke sollen zwischen 2010 und 2013 jährlich zwischen 17 und 60 Millionen Euro zur Verfügung gestellt werden. Der Bund beteiligt sich an der Finanzierung der Neubaustrecke mit 2,2 Milliarden Euro.
Bei Baubeginn der Neubaustrecke am 16. April 1996 wurden die Kosten für das Gesamtprojekt Nürnberg–Erfurt mit rund 8,5 Milliarden DM kalkuliert. Die Finanzierungsvereinbarung für die Neubaustrecke wurde am 10. November 1997 abgeschlossen. Darin waren auch einzelne Maßnahmen der Ausbaustrecke enthalten. Der in der Finanzierungsvereinbarung zu Grunde gelegte Bauzeiten- und Finanzierungsplan konnte aufgrund reduzierter Haushaltsmittel infolge eines im Vermittlungsausschuss im Dezember 2003 ausgehandelten Kompromisses zum Subventionsabbau nicht mehr eingehalten werden.
Im September 2005 folgte eine Vereinbarung über den Abschnitt Nürnberg–Fürth. Die Finanzierungsvereinbarungen weisen keine Kostenobergrenzen auf; das Risiko für Baukostenüberschreitungen trägt der Bund. Die Finanzierungsvereinbarungen für den Streckenabschnitt zwischen Nürnberg und Fürth sowie zwischen Ebensfeld und Erfurt werden jährlich fortgeschrieben. Der geplante Eigenanteil der Deutschen Bahn AG am Gesamtprojekt liegt bei 158,4 Millionen Euro, davon entfallen 63,0 Millionen Euro auf die Neubaustrecke.
Einzelne Finanzierungsvereinbarungen zwischen dem Bund sowie den Unternehmensbereichen DB Netz, DB Station&Service sowie der DB Energie regeln die Finanzierung des Großprojekts. Als Teil der Transeuropäischen Netze wird ein Teil des Projekts aus dem Europäischen Strukturfonds (EFRE) kofinanziert. In der Förderperiode 2007–2013 sind EFRE-Bundesmittel aus dem Operationellen Programm Verkehr in Höhe von 239,3 Millionen Euro eingeplant, diese wurden am 20. November 2009 genehmigt.
Mitte 1993 lagen die geschätzten Kosten der rund 196 km langen Neu- und Ausbaustrecke bei 7,196 Milliarden DM. 3,3 Milliarden DM Kosten (ohne reine S-Bahn-Maßnahmen) wurden dabei für die Ausbaustrecke erwartet. 1994 ging die DB AG von Kosten für die 109 Kilometer lange Neubaustrecke von 4,044 Milliarden D-Mark (2,068 Milliarden Euro; Preisstand: 1994) aus. Bei Baubeginn, im April 1996, lagen die kalkulierten Kosten bei 8,3 Milliarden D-Mark (rund 4,2 Milliarden Euro). Die Mehrkosten wurden mit der Umstellung der Kostenkalkulation von Real- auf (inflationsbereinigte) Nominalwerte sowie gestiegenen technischen Anforderungen begründet.
Auch Mittel aus dem während der Finanzkrise ab 2007 geschnürten Maßnahmenpaket „Beschäftigungssicherung durch Wachstumsstärkung“ sollten in die Strecke fließen.
Bis Ende 2013 wurden nach Angaben des Bundes 3 Milliarden Euro von den geschätzten Gesamtkosten in Höhe von 5,3 Milliarden Euro investiert (dynamisierte Planungs-, Grunderwerbs- und Baukosten). Damit stünden Investitionen von etwa 2,3 Milliarden Euro noch aus. In dieser Summe sind die Neu- und Ausbaustrecke sowie die Güterzugstrecke in Fürth enthalten. 2022 wurde das Projektbudget des Ausbaus zwischen Nürnberg und Bamberg, einschließlich des Güterzugtunnels, mit 3,5 Milliarden Euro beziffert.

### Abschnitt Erfurt–Leipzig/Halle (VDE 8.2)

#### Vorplanung und Variantendiskussion
Die Vorplanung für das Projekt wurde im Sommer 1991 durch die Deutsche Reichsbahn (DR) aufgenommen. Eine Studie zur Vorbereitung der Entscheidung wurde der Zentralen Hauptverwaltung der Reichsbahn (ZHvDR) im November 1991 vorgelegt. Anfang 1992 wurde die Vorplanung durch die DR abgeschlossen und anschließend dem Projektzentrum Leipzig der Planungsgesellschaft Bahnbau Deutsche Einheit mbH (PBDE) übergeben.
In der zweiten Jahreshälfte 1992 wurde das Projekt als „VDE 8/2“ bezeichnet. Es sollte von Erfurt über Halle/Leipzig nach Bitterfeld führen. Dabei sollten im Rahmen des 194 Kilometer langen Projekts 71 Kilometer bestehende Abschnitte für eine Geschwindigkeit von 160 km/h ausgebaut und 123 Kilometer für 250 km/h neugebaut werden. Für die Ausbauabschnitte wurde ein weiterer Ausbau für 200 km/h als Option vorgesehen. Nachdem das Projekt mit 4,765 Milliarden DM im Bundesverkehrswegeplan 1992 kalkuliert gewesen war, schätzte die PBDE im September 1992 die Kosten auf 5,545 Milliarden DM. Daneben sollten 85 Kilometer Bahnstromleitung, drei Eisenbahntunnel und fünf Talbrücken entstehen. Die Planung sollte bis 1997 laufen. Die Ausbauarbeiten sollten 1996, der Neubau im Jahr 2000 abgeschlossen sein.
Auf der Grundlage der Studie von November 1991 erstellte die PBDE die Vorentwurfsplanung, die Ende 1992 von der ZHvDR bestätigt wurde. Gleichzeitig fand eine landes- und umweltschutzplanerische Abstimmung mit den beteiligten Bundesländern sowie dem Bundesamt für Naturschutz statt. Im Rahmen einer Raumempfindlichkeitsprüfung wurde im Maßstab 1:100 000 eine großräumige Korridoruntersuchung zur Ermittlung der Trassenvarianten vorgenommen. Dabei wurden unter anderem Konflikte und Risiken für Raum- und Umweltverträglichkeit sowie bahnbetriebliche und wirtschaftliche Aspekte berücksichtigt. Unter anderem waren die Anbindung der Stadt Halle, des Flughafens Leipzig/Halle, der Messe Leipzig und der Güterverkehrszentren in Erfurt und Leipzig zu berücksichtigen. Mit der Neubaustrecke sollten nicht nur Reisezeiten verkürzt, sondern auch das bestehende Streckennetz entlastet werden. Die Achse zwischen Erfurt und Halle galt zu Zeiten der Reichsbahn als ausgelastet bzw. überlastet.
Darauf aufbauend wurden im Rahmen einer Raumempfindlichkeitsanalyse fünf Trassierungsvarianten mit Untervarianten entwickelt, darunter drei Varianten der Anbindung von Leipzig. Das untersuchte Planungsgebiet umfasst eine Fläche von etwa 3700 Quadratkilometern.
Erwogen wurden folgende Varianten:

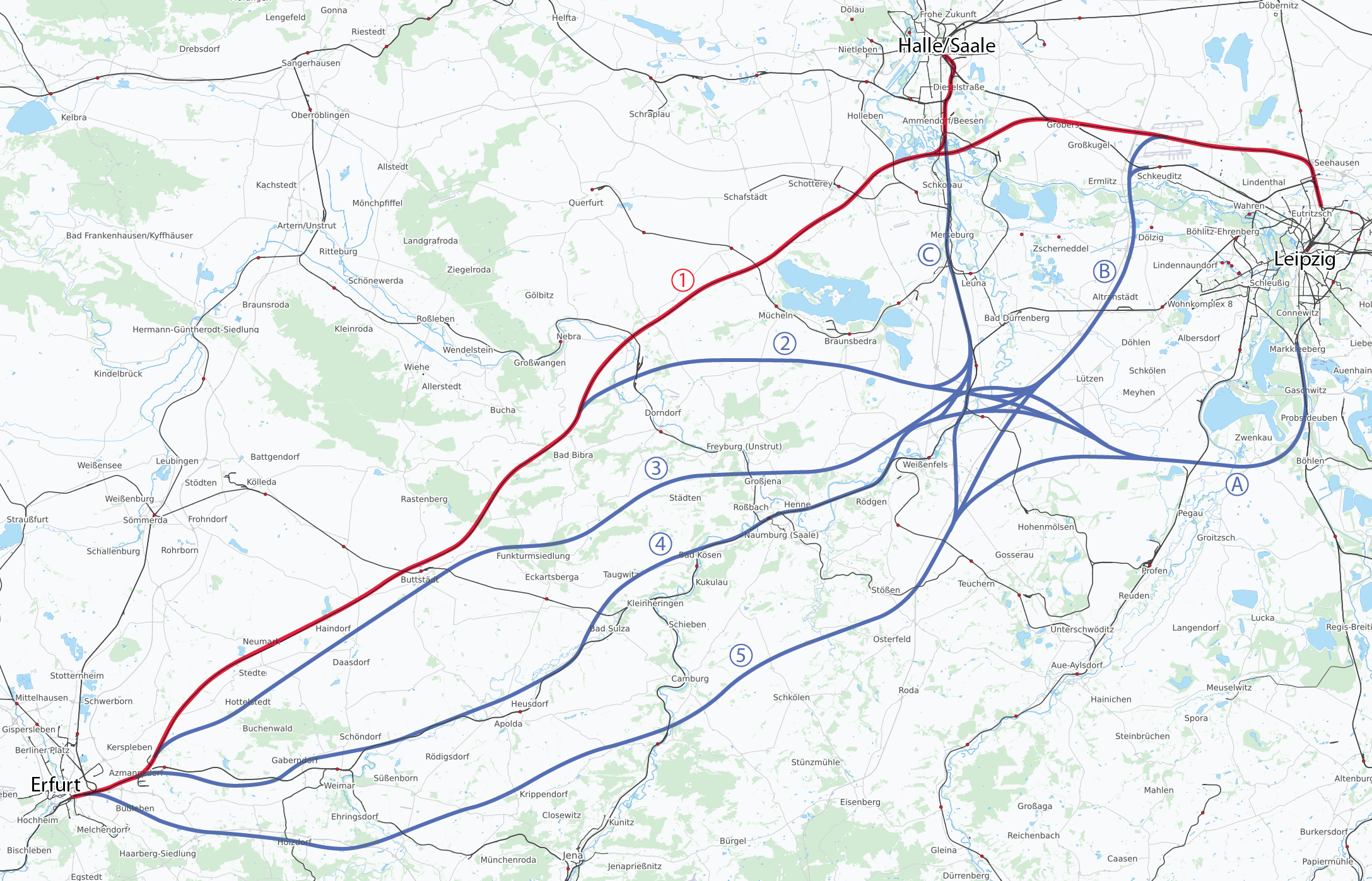
Varianten im Zuge der Vorplanung, die (realisierte) Vorzugsvariante ist rot dargestellt

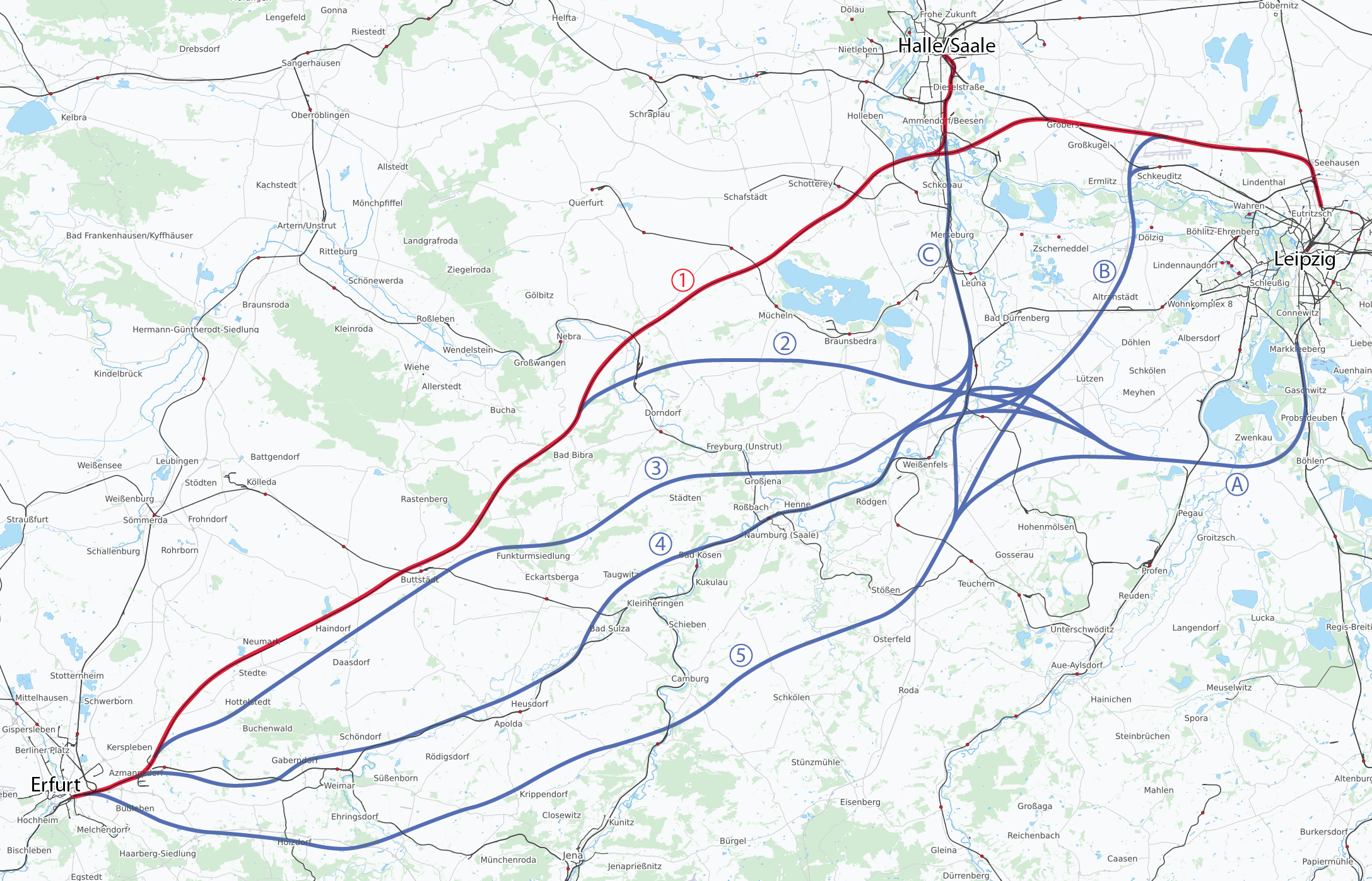
Varianten im Zuge der Vorplanung, die (realisierte) Vorzugsvariante ist rot dargestellt

- Variante 1, die als Vorzugsvariante galt, sah einen nördlichen Trassenverlauf vor. Die Bestandsstrecke sollte zwischen Großkorbetha und Halle gekreuzt werden.[142] Diese Variante sah vor, die Strecke bei Neuwiederitzsch, Gröbers und Schkopau/Halle Süd mit dem Bestandsnetz zu verknüpfen.[143] Die geplanten Kosten für die (zwischen Erfurt und Leipzig) 123 Kilometer lange Trasse betrugen 4,4 Milliarden DM.[144]
- Eine zweite Variante sah nördlich der Landesgrenze Sachsen-Anhalt/Thüringen einen von der Variante 1 abweichenden Verlauf vor.[142] Die Strecke sollte dabei südlich von Karsdorf über Roßbach nach Großkorbetha geführt werden. Dort war eine Verbindungskurve zur Strecke über Merseburg nach Halle vorgesehen, während die eigentliche Strecke östlich an Bad Dürrenberg vorbei zum Flughafen Leipzig/Halle geführt werden sollte, um dort in östlicher Richtung die Trasse der Variante 1 zu erreichen. Die Kosten für die 128 Kilometer lange Trasse wurden mit 5,2 Milliarden DM beziffert.[144]
- Die Variante 3 sah im Raum Großkorbetha einen südlichen Verlauf vor. Ein Ast sollte von dort, parallel zur Autobahn, zum Flughafen führen. Darüber hinaus war ein Ausbau der Bestandsstrecke Richtung Merseburg und Halle vor.[142] Die 123 Kilometer lange Trasse wurde mit 6,6 Milliarden DM kalkuliert.[144]
- Im Rahmen der Variante 4 wurde untersucht, inwieweit die Neubaustrecke parallel zum bestehenden Netz verlaufen könnte. Die Untersuchungen zeigten, dass eine Bündelung nur auf einem Viertel der Streckenlänge möglich gewesen wäre.[142] Zwischen Bad Sulza und Bad Kösen war ein längerer Tunnel vorgesehen. Die 125 Kilometer lange Strecke wurde mit 5,6 Milliarden DM kalkuliert.[144]
- Als fünfte Variante wurde ein Verlauf südlich der bestehenden Strecke, durch den Raum Naumburg und parallel zur Bundesautobahn 9 in den Raum Schkeuditz gewählt.[142] Die 130 Kilometer lange Trasse wurde mit 5,0 Milliarden DM kalkuliert.[144]

Im Bereich von Leipzig wurde eine Südeinbindung von Leipzig (über den Bayerischen Bahnhof) mit einem Tunnel unterhalb der Innenstadt zum Hauptbahnhof untersucht.
Vertieft untersucht wurden die Varianten 1 und 2, die unter betrieblichen, wirtschaftlichen und ökologischen Aspekten als besonders vorteilhaft galten. Beide Varianten sahen denselben Trassenverlauf in Thüringen sowie eine Anbindung Leipzigs von Nordwesten vor. Die übrigen drei Varianten waren auch aufgrund längerer Fahrzeiten und Mehrkosten von etwa einer Milliarde D-Mark ausgeschieden. Weitere Trassenalternativen wurden durch das Land Thüringen (eine Kombination der Trassen 1 und 5), durch die Stadt Halle und durch Vieregg-Rössler vorgelegt. Neben den fünf Hauptvarianten wurden wenigstens elf weitere Alternativen vertieft untersucht.
Aus der vertieften Untersuchung ging die Variante 1 als günstigere Variante hervor. Sie zeichne sich unter anderem durch die kürzeste Fahrzeit, die kürzeste Streckenlänge, eine gute Umweltverträglichkeit, günstige Anbindungen (Flughafen Leipzig/Halle, Güterverkehrszentrum Leipzig-Wahren u. a.) und vergleichsweise geringe Investitionskosten aus. Diese Variante wurde für den Bundesverkehrswegeplan 1992 angemeldet und in das Raumordnungsverfahren eingebracht. Nach knapp achtmonatiger Planung wurde mit Übergabe der Unterlagen (einschließlich einer Umweltverträglichkeitsprüfung) an die beteiligten Bundesländer mit Schreiben vom 15. September 1992 das Raumordnungsverfahren eingeleitet.
Um 1992 lagen die geplanten Kosten der Variante 1 bei 4,4 Milliarden DM. Anfang 1993 wurden für das 194 Kilometer umfassende Gesamtprojekt, das damals auch die Streckenabschnitte Bitterfeld–Leipzig und Bitterfeld–Halle umfasste, 5,54 Milliarden D-Mark angegeben. Die angestrebte ICE-Fahrzeit zwischen Leipzig und Erfurt lag dabei bereits bei 39 Minuten. Der Baubeginn war für 1994 vorgesehen, die Inbetriebnahme für die Jahre 1999/2000. Noch im Januar 1994 wurde, bei geschätzten Gesamtkosten von 4,5 Milliarden DM, mit dem Baubeginn im Jahr 1994 und der Inbetriebnahme im Jahr 2000 gerechnet. Mitte 1994 lag die geplante Investitionssumme bei 4,592 Milliarden DM (brutto). Die Strecke sollte in elf Auftragspaketen vergeben werden.
Am 3. März 1993 bestätigte die Landesregierung von Thüringen die von der PBDE beantragte Linienführung mit 42 Auflagen. Am 15. März folgte die Stellungnahme für den Freistaat Sachsen durch das Regierungspräsidium Leipzig. Am 23. Juni 1993 wurde schließlich in Sachsen-Anhalt die Übereinstimmung der Planung mit Landesentwicklung und Umweltverträglichkeit bescheinigt. Die Bescheinigung war an 23 Maßgaben gebunden. Alle drei Bundesländer bestätigten letztlich die zuvor vorgeschlagene Variante 1. Der Freistaat Sachsen rechnete damit, dass ein Teil der Fernzüge am Flughafen halten würden, bei Messen auch am Messebahnhof Leipzig.
Die Antragsunterlagen zur Linienbestimmung für die Neubaustrecken wurde 1994 dem Bundesverkehrsministerium vorgelegt, das am 23. Juni 1994 die Trassierung (einschließlich der Bahnstromleitung) bestätigte; das Bundesumweltministerium erließ Auflagen. Die gewählte Variante wies nach Angaben der Deutschen Bahn den kürzesten Weg, die geringsten Herstellungs- und Betriebskosten und den niedrigsten Flächenverbrauch auf. Die Fahrzeiten in den Relationen Erfurt–Halle und Erfurt–Leipzig seien am geringsten, ferner hätten die Haltemöglichkeiten am Flughafen und an der Neuen Messe sowie günstige Übergänge zum geplanten Güterverkehrszentrum Leipzig/Halle und zum Container-Terminal Leipzig-Wahren für die gewählte Variante gesprochen. Die Umweltauswirkungen seien geringer oder gleichwertig zu anderen Trassenvarianten gewesen. Nicht zuletzt könnten Fernzüge aus Nordwesten in Richtung Halle/Leipzig sowie Richtung Dresden einen Teil der Trasse mitnutzen. Im Zuge der Planungsarbeiten wurden hunderte Probebohrungen in bis zu 70 Meter Tiefe getrieben.
Für das Planfeststellungsverfahren wurde die Trasse in 14 Planfeststellungsabschnitte unterteilt. Unter Nutzung der Regelungen des Verkehrswegeplanungsbeschleunigungsgesetzes wurde in zweieinhalb Jahren zwischen 1994 und 1996 das Baurecht für alle Abschnitte erwirkt. Im Rahmen des Planfeststellungsverfahrens wurden dabei weitere groß- und kleinräumige regionale Trassenvarianten untersucht. Der erste Planfeststellungsbeschluss (für den Abschnitt 2.1) wurde Anfang Dezember 1994 erlassen. Bis Mai 1995 wurden in allen Abschnitten die Verfahren eingeleitet. Am 12. Dezember 1995 wurde der letzte Beschluss auf Thüringer Gebiet erlassen. Der letzte Beschluss, für den Abschnitt zwischen der Unstrutquerung bis in den Raum Halle/Saale, wurde Ende Juli 1996 erlassen. Anfang 1997 waren alle Planfeststellungsverfahren abgeschlossen. Für die Planfeststellungsverfahren wurden 18 Tonnen Unterlagen gefertigt.
Am 20. Juni 2003 unterzeichneten Bahnchef Hartmut Mehdorn und Bundesverkehrsminister Manfred Stolpe die Finanzierungsvereinbarung für den Abschnitt Erfurt – Halle/Gröbers. Die geplanten Kosten für den Abschnitt lagen bei 1,9 Milliarden Euro, die Kosten der Gesamtstrecke bei 2,67 Milliarden Euro. Die Fertigstellung war für 2015 geplant. Bei einer erfolgreichen Bewerbung Leipzigs für die Olympischen Sommerspiele 2012 sollte die Strecke bereits 2012 in Betrieb gehen.

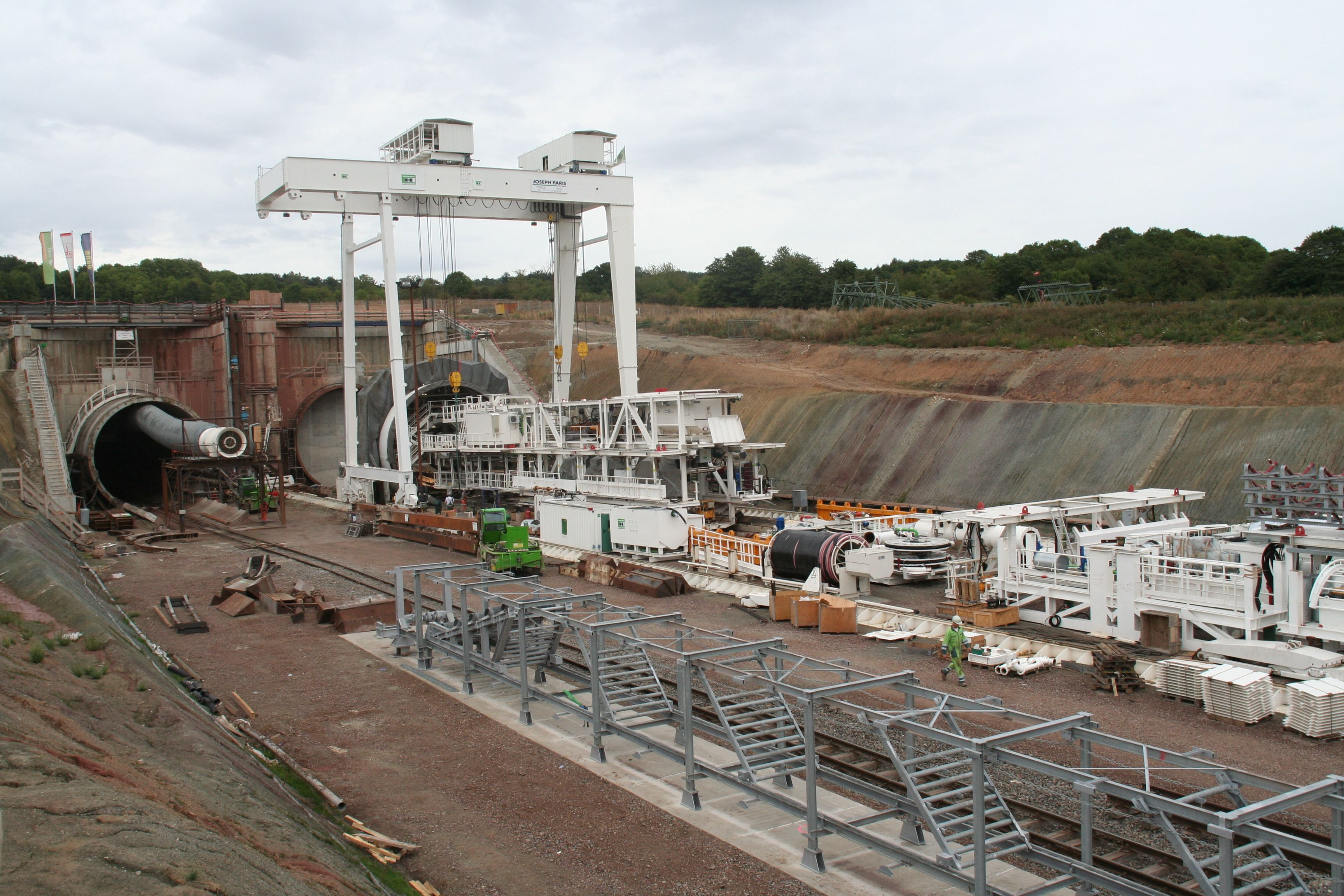
Bauarbeiten am Finnetunnel (September 2008)

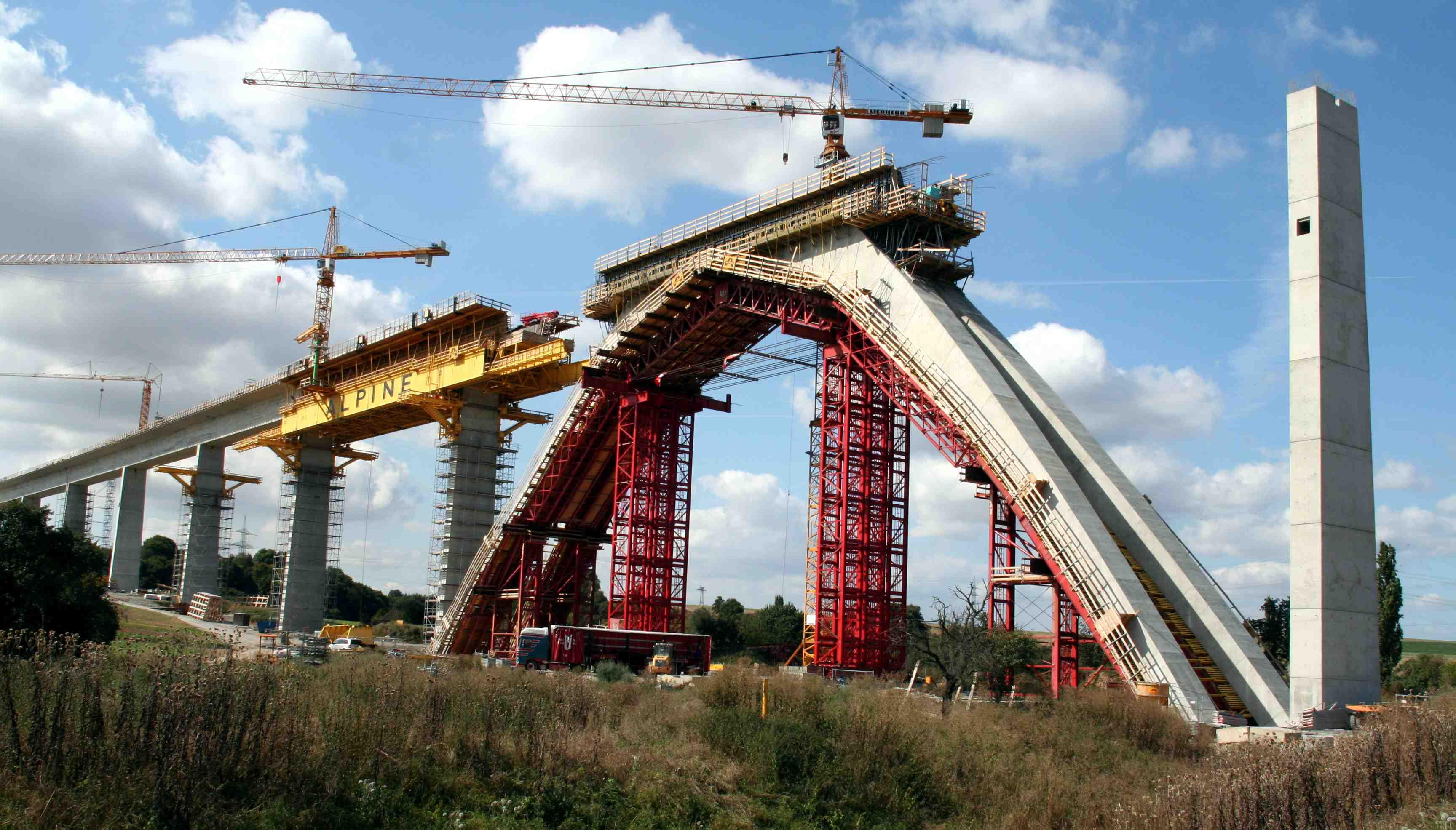
Bauarbeiten an der Unstrut-Talbrücke (September 2009)

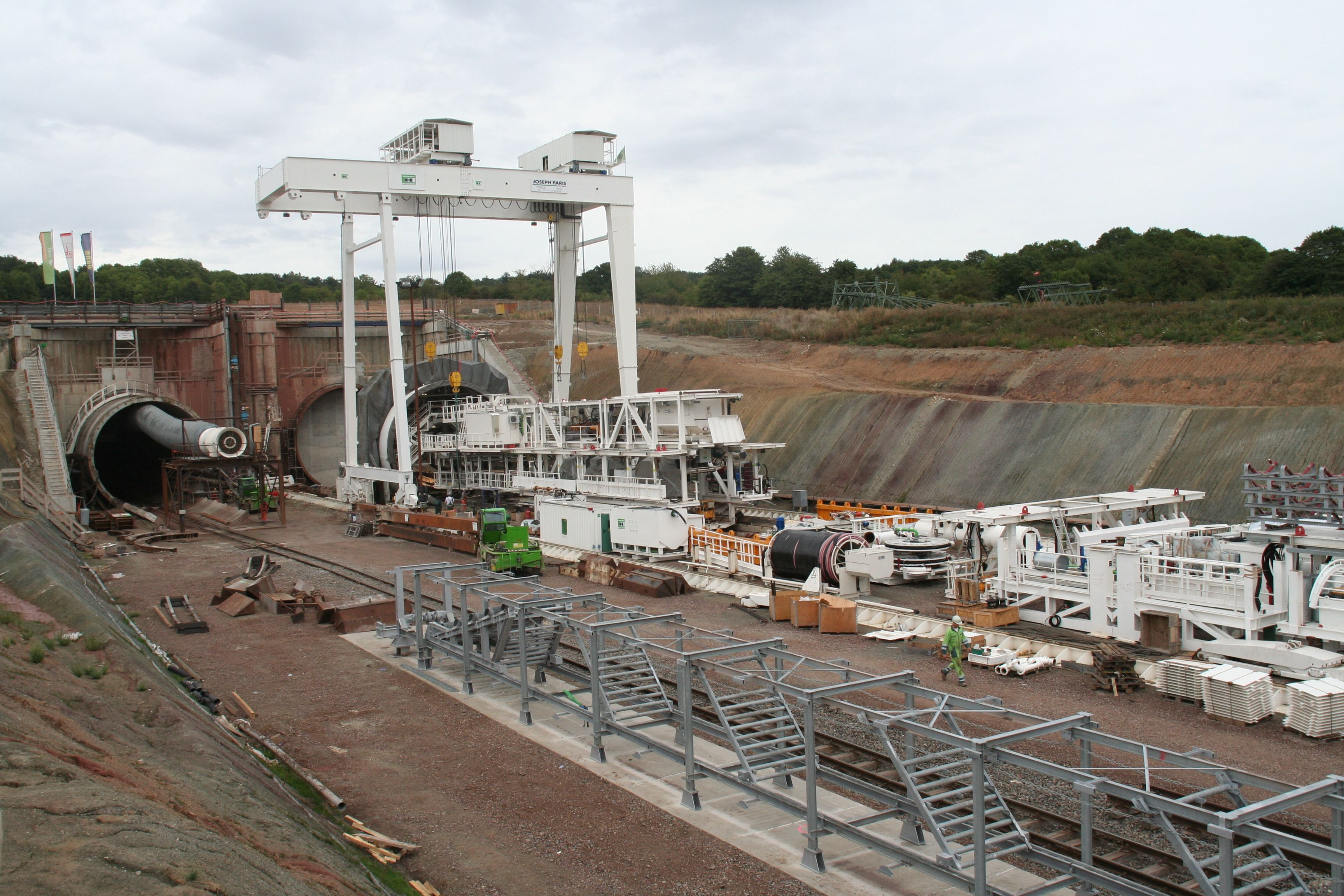
Bauarbeiten am Finnetunnel (September 2008)

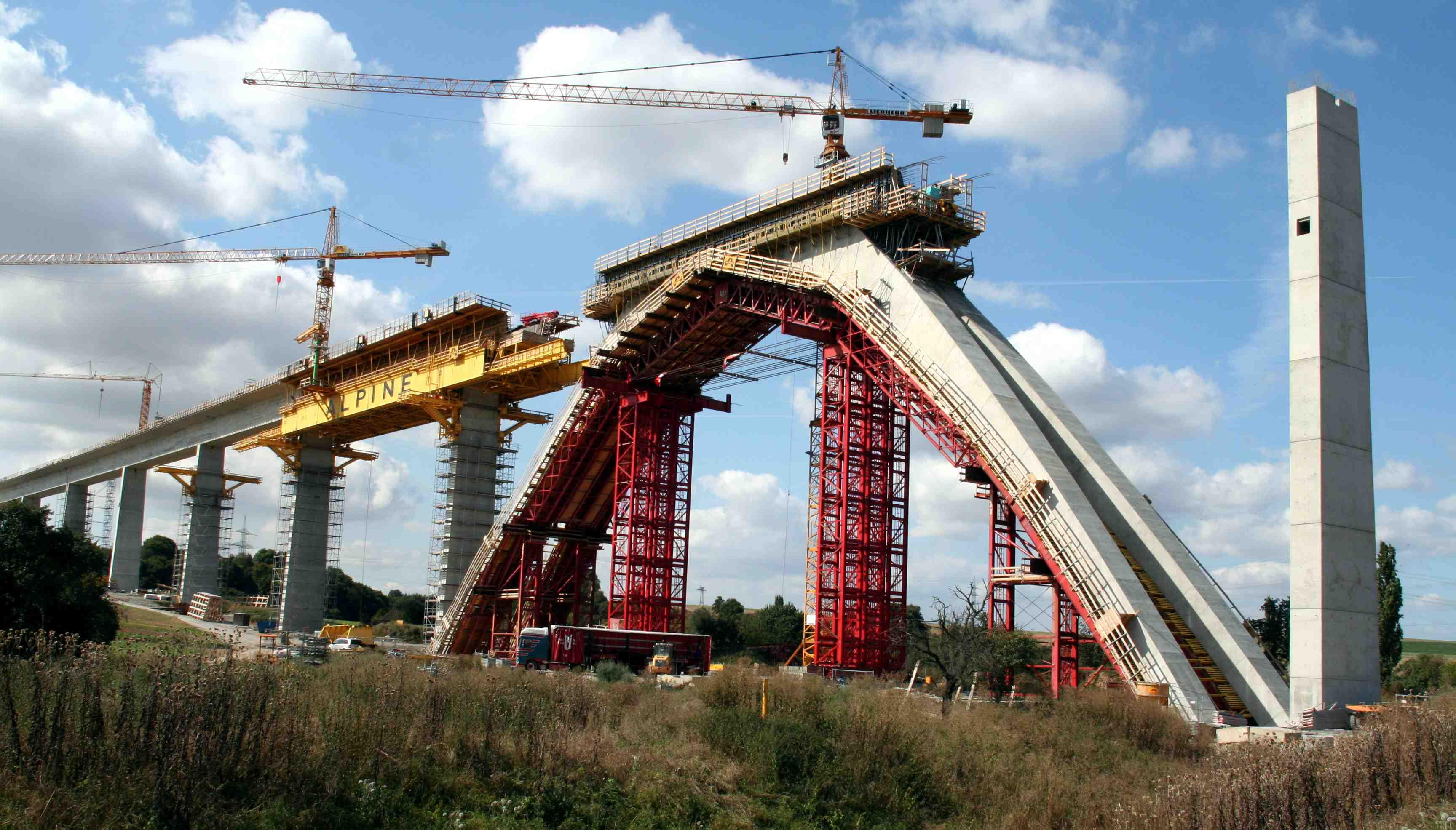
Bauarbeiten an der Unstrut-Talbrücke (September 2009)

Im Dezember 2006 wurde der Auftrag zum Bau des Finnetunnels vergeben. Die Unstruttalbrücke wurde im Januar 2007 und die der Bibratunnel im August desselben Jahres ausgeschrieben. Im Januar 2008 folgte der Osterbergtunnel, er wurde Ende Februar 2008 vergeben. Anfang 2009 waren alle wesentlichen Ingenieurbauwerke im Bau.
Im Januar 2009 schrieb die Deutsche Bahn die Bauaufträge (bis Unterkante Feste Fahrbahn) für das Streckenlos 2 (Strecken-km 197,889 bis km 215,937) und das Streckenlos 3 (km 215,937 bis km 228,685) aus. Beide Aufträge sollten von Juni 2009 bis Ende April 2012 laufen. Ende Mai 2009 folgte die Ausschreibung für den Bauauftrag des Streckenloses 4 (km 251,1 bis km 272,1) sowie des Streckenloses 5 einschließlich des Knotens Gröbers (km 279,9 bis km 286,9). Diese Bauverträge sollen von November 2009 bis November 2012 (Los 4) bzw. von Juli 2010 bis Dezember 2015 (Los 5) laufen. Im Juli 2009 wurde schließlich die Einbindung in den Knoten Erfurt ausgeschrieben, die zwischen Dezember 2009 und Dezember 2010 entstehen sollte. Im Juli 2011 wurde für 200 Millionen Euro der Auftrag zur Herstellung der Festen Fahrbahn und von 22 Kilometer Lärm- und Windschutzwänden zwischen Erfurt und Gröbers vergeben. Diese Arbeiten sollten bis Ende 2013 abgeschlossen sein.
Als vorgesehene Streckengeschwindigkeit wurde in den 1990er Jahren teils sowohl 250 km/h, teils auch 300 km/h angegeben, wobei die Entwurfsgeschwindigkeit stets bei 300 km/h lag. Die Streckenhöchstgeschwindigkeit wurde später auf 300 km/h festgelegt, der 2003 eröffnete Abschnitt zwischen Gröbers und Leipzig Messe blieb dabei jedoch bei 250 km/h. Auf dem Bestandsabschnitt von Leipzig Messe bis Leipzig Hbf beträgt die zulässige Höchstgeschwindigkeit 120 bis 160 km/h.
Insgesamt waren rund 15.000 Flurstücke von dem Bauvorhaben betroffen. Der Flächenbedarf für die Strecke wird mit 370 Hektar angegeben, davon 160 Hektar für den Gleiskörper. Ökologische und landschaftsbauliche Ausgleichsmaßnahmen waren auf einer Fläche von über 2000 Hektar vorgesehen.

#### Planung und Bau
Eine Bahnmagistrale zwischen Berlin und München war bereits in dem im Jahr 1833 von Friedrich List vorgeschlagenen deutschen Eisenbahnnetz enthalten. Die 1851 durchgängig zwischen Berlin und München befahrbare Strecke ging nicht auf eine einheitliche Verkehrsplanung zurück, sondern war eine Folge der Netzentwicklung ab 1840 und entwickelte sich im Wesentlichen aus regionalen Interessen.
Seither erfolgten Linienverbesserungen und technische Weiterentwicklungen sowie ein massiver Einschnitt, bedingt durch die Deutsche Teilung. Nach der Wiedervereinigung erfolgten Lückenschlüsse, Wiederherstellungen, Sanierung und Elektrifizierung der Bestandsstrecken.
Die heutige Neu- und Ausbaustrecke geht auf einen Beschluss der Bundesregierung im April 1991 zu den „Verkehrsprojekten Deutsche Einheit“ zurück, die im Bundesverkehrswegeplan 1992 festgeschrieben wurden. Das Projekt war darin als „neues Vorhaben“ mit geplanten Gesamtkosten von 4765 Millionen DM aufgeführt (Preisstand: 1. Januar 1991). Es wurde in den „vordringlichen Bedarf“ des Bundesschienenwegeausbaugesetzes von 1993 aufgenommen. Die Strecke sollte ursprünglich bis zur Jahrtausendwende realisiert werden. 1994 wurde sie auf dem EU-Gipfel in Essen als Teil der neu geschaffenen Transeuropäischen Korridors Berlin–Verona vorgesehen.
Nach Angaben der Deutschen Bahn ergab sich die Notwendigkeit zur Errichtung der Strecke unter anderem aus Verkehrsprognosen, die einen stark zunehmenden Personen- und Güterverkehr zwischen Berlin, Leipzig, Erfurt, Nürnberg und München erwarten ließen. Diese Verkehrsmengen ließen sich mit der bestehenden Infrastruktur nicht abwickeln. Die Betriebsqualität der bestehenden Strecken wäre unter anderem infolge starker Inanspruchnahme und langer Liegedauer unbefriedigend. Ein Ausbau der bestehenden Strecken wäre dagegen kaum möglich. Linienverbesserungen wären meist nur mit starker Belastung der Ökologie und – aufgrund teilweise dichter Besiedelung und Trassenverläufen in engen Tälern – mit starken Eingriffen in bestehende Bebauung möglich. Die Anforderungen an einen modernen Schienenweg hinsichtlich Fahrzeiten und erreichbarer Geschwindigkeiten wären auf den bestehenden Strecken nicht erfüllbar.
1991 begannen erste Bauarbeiten bei Bitterfeld.

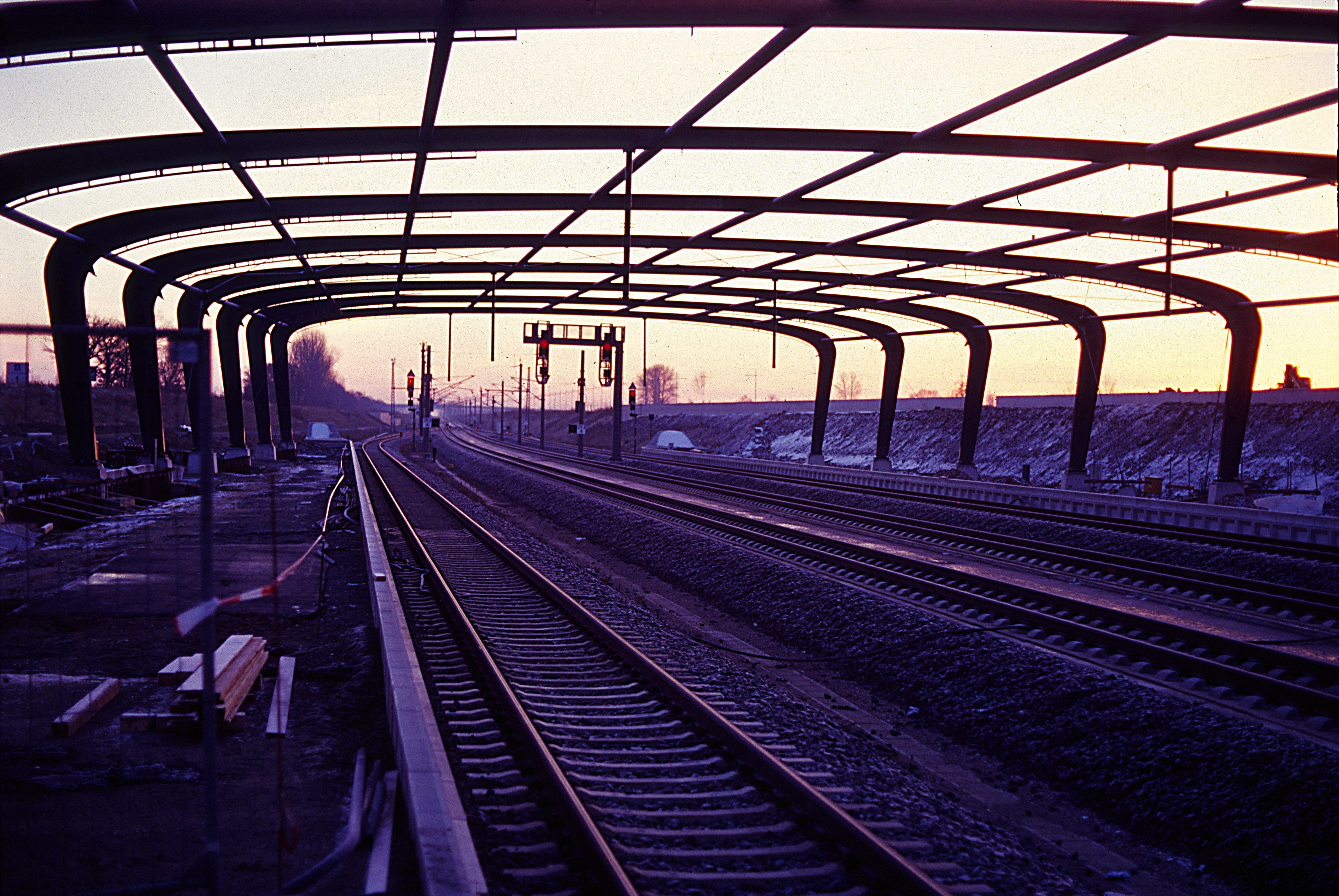
Bf Flughafen Leipzig/Halle im Dezember 2002

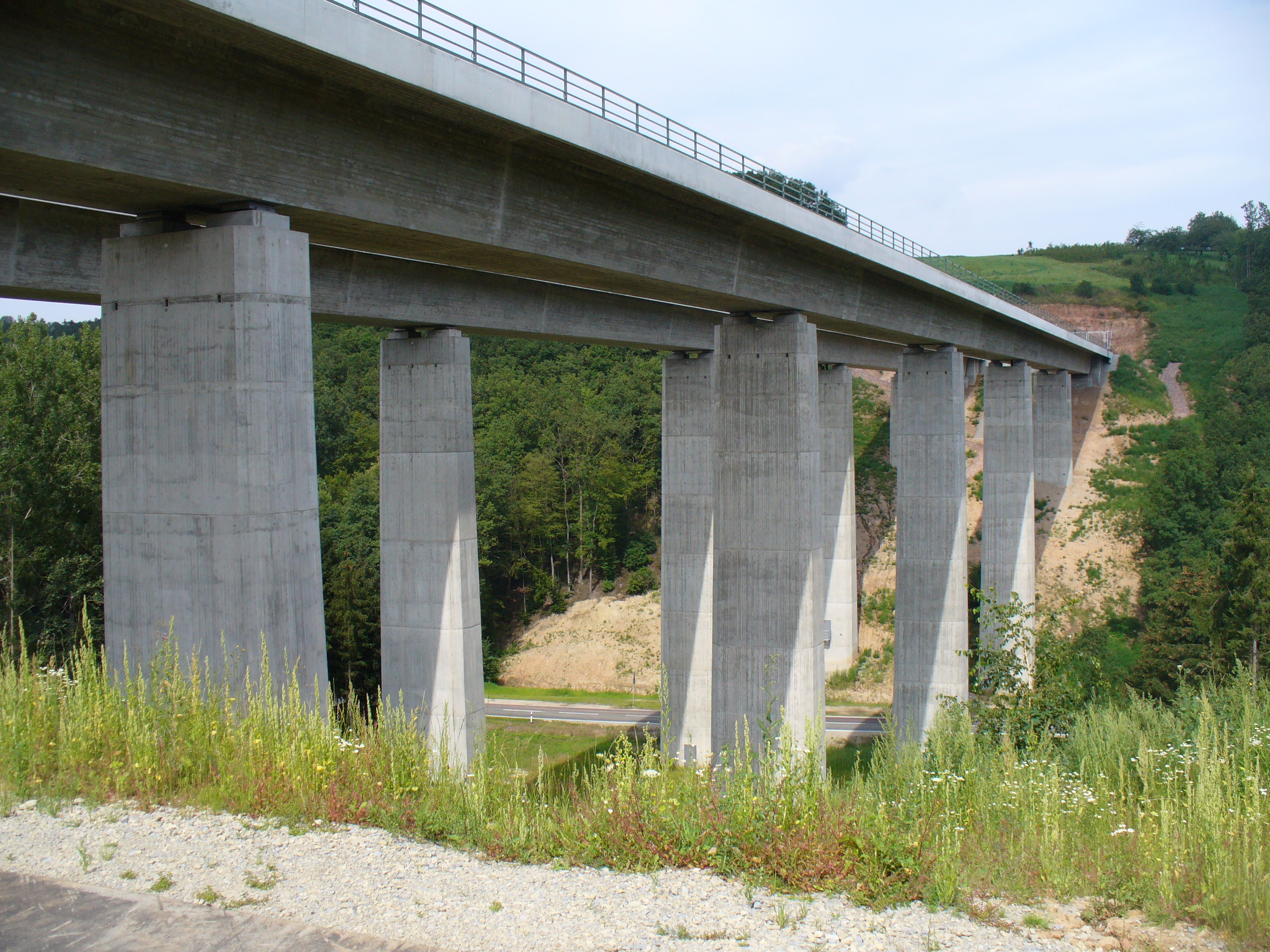
Die Saubachtalbrücke (2007) wurde als erstes großes Ingenieurbauwerk der Neubaustrecke fertiggestellt.

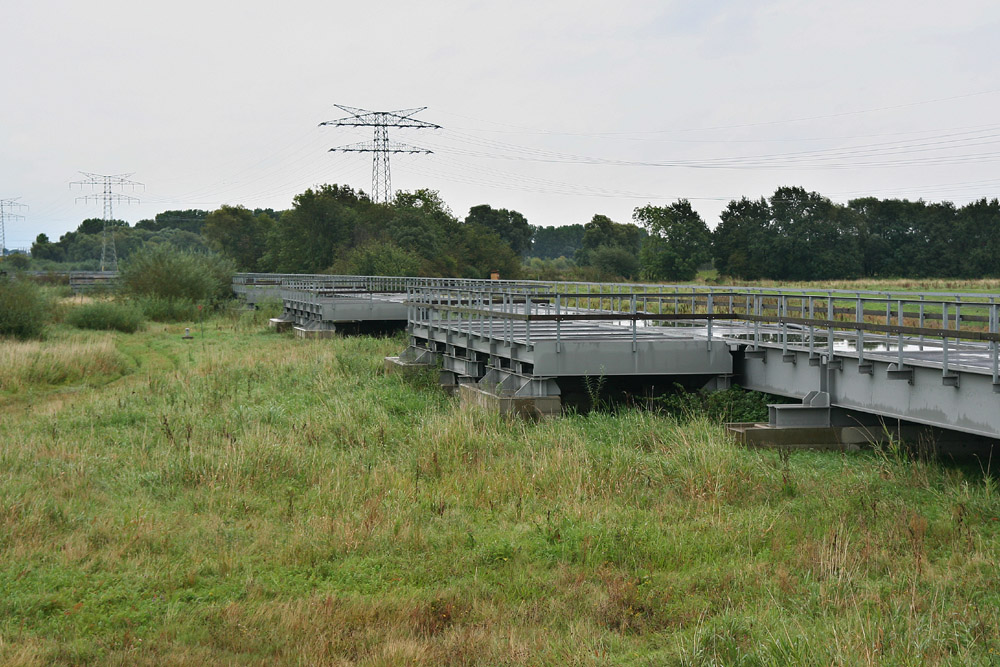
Aufgeständerte Baustraße in ökologisch empfindlichem Gebiet – Bauarbeiten an der Saale-Elster-Talbrücke (2007)

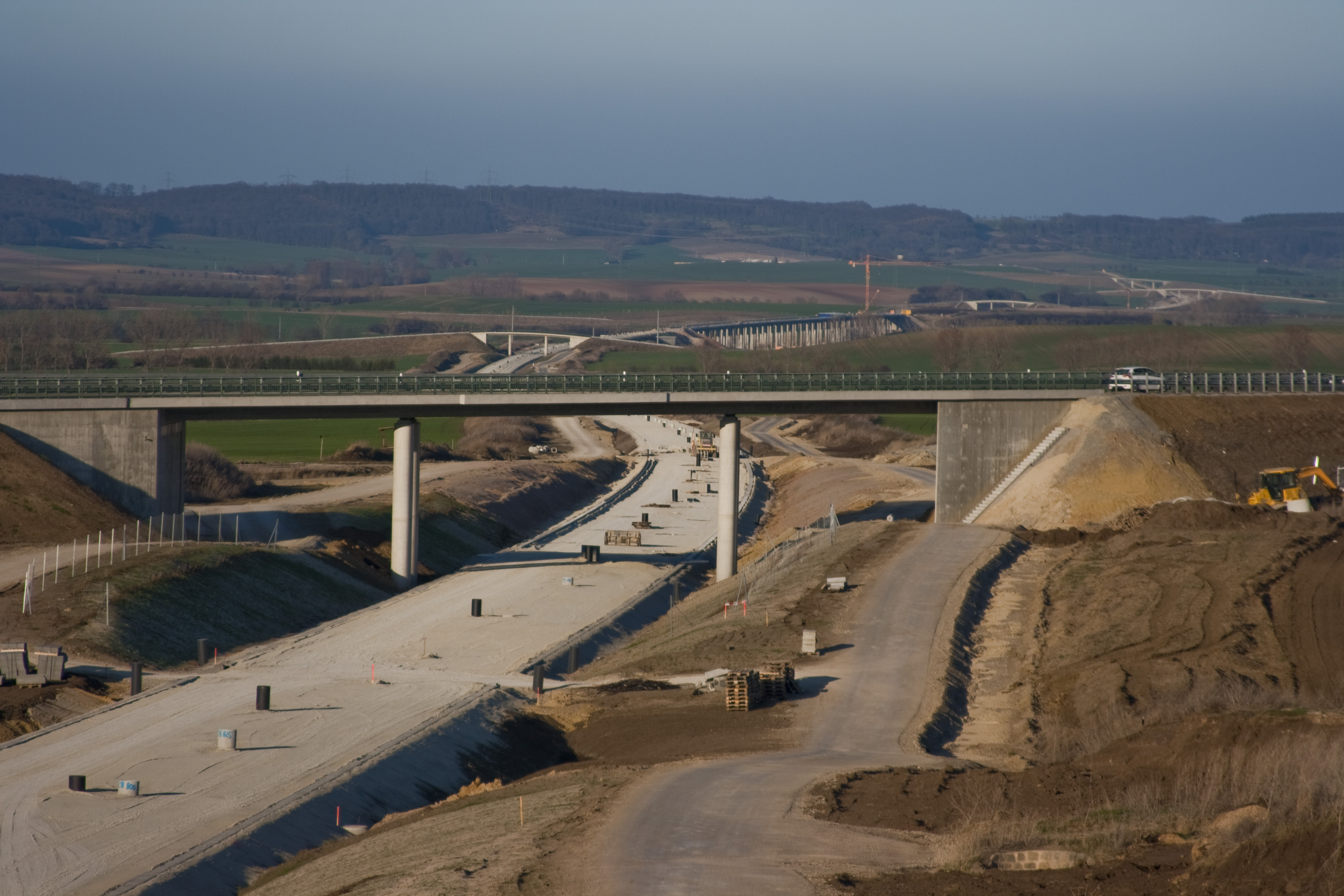
Planum, mit der Gänsebachtalbrücke im Hintergrund (März 2012)

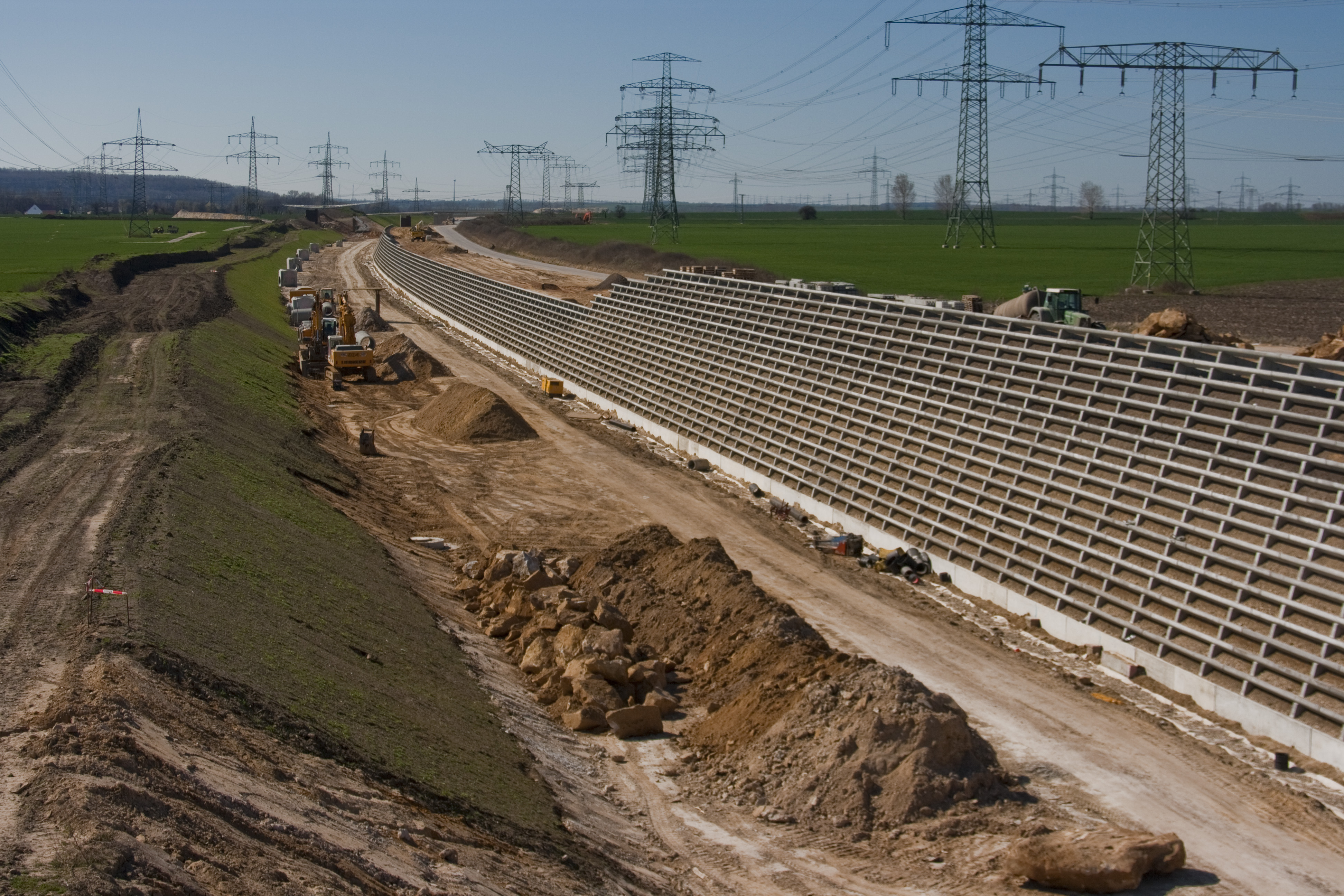
Erdbauarbeiten auf freier Strecke (März 2012)

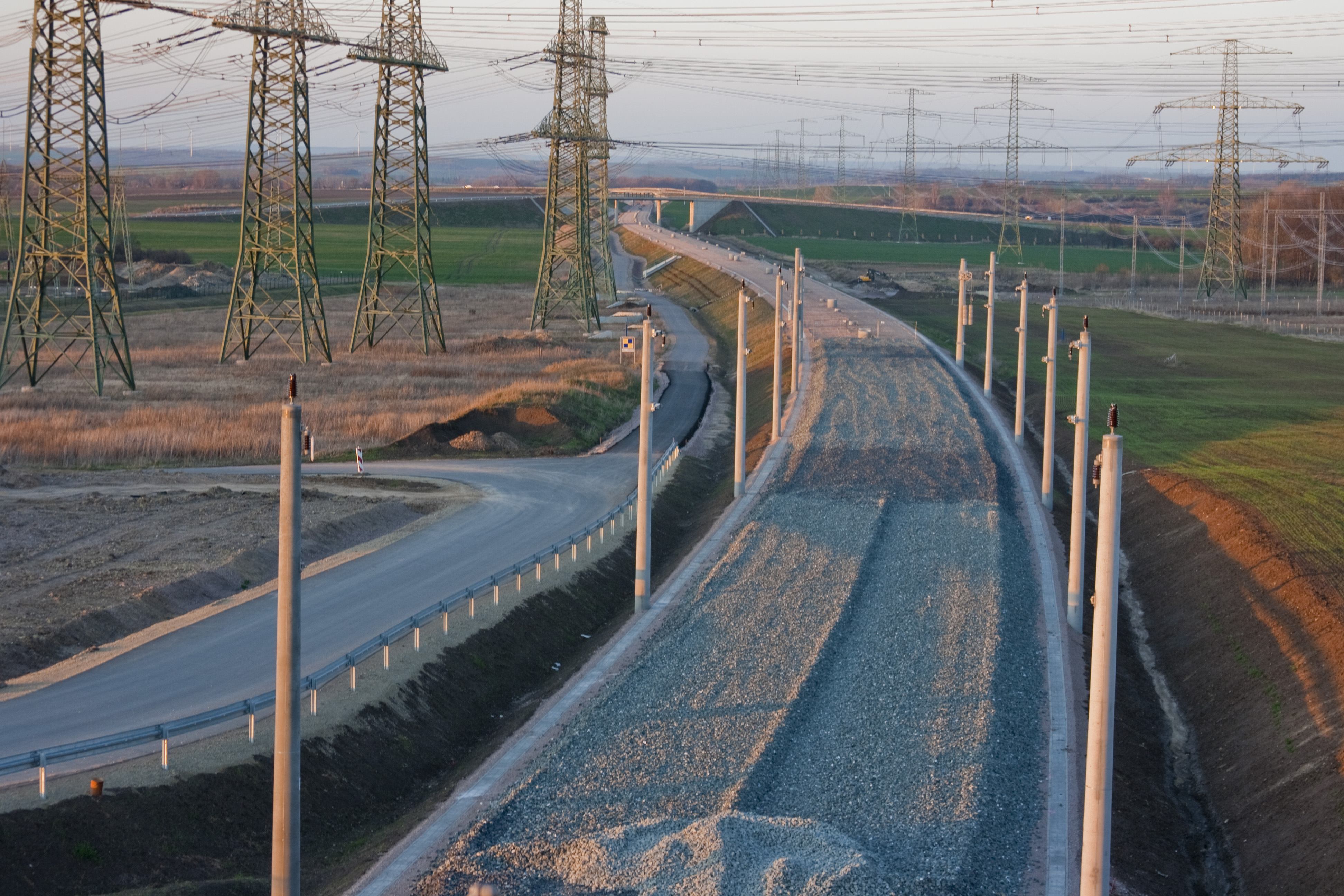
Erste Fahrleitungsmaste stehen bei Erfurt-Vieselbach (März 2012). Hier zweigt die Strecke vom Bestandsnetz ab.

Am 2. Oktober 1996 fand der erste Spatenstich für den Streckenabschnitt zwischen Gröbers und Leipzig statt. Der Staatssekretär Johannes Nitsch, Sachsens Wirtschaftsminister Kajo Schommer und DB-Vorstand Ulf Häusler legten den Grundstein für eine 130 m lange Fußgänger- und Radwegbrücke über die sechsstreifige Autobahn und die geplante Neubaustrecke. Mitte 1997 lief zwischen Leipzig und Gröbers die archäologische Vorerkundung.
Mitte 1999 ließ Bundesverkehrsminister Franz Müntefering die bereits begonnenen Bauarbeiten stoppen. Er begründete dies mit der Unterfinanzierung des Verkehrshaushaltes. Das Vorhaben könne zu einem späteren Zeitpunkt wieder aufgenommen werden, falls der Verkehrsbedarf ansteige und ausreichend finanzielle Mittel zur Verfügung stünden. Damit sollten Investitionsmittel von Neubauprojekten in den Ausbau des bestehenden Netzes umgelenkt werden. Die Bauarbeiten an der Neubaustrecke wurden dabei auf den Abschnitt zwischen Gröbers und Leipzig beschränkt, um einen Verkehrswert durch die Flughafenanbindung zu gewinnen.
Anfang 2001 wurde eine Verzögerung beim Bau des Abschnitts Leipzig–Gröbers bekannt. Aufgrund geologischer Probleme im ehemaligen Bergbaugebiet am Bahnknoten Gröbers wurde die Inbetriebnahme des Streckenabschnitts um ein Jahr auf 2003 verschoben. In diesen 23 km langen Abschnitt mit den neuen Bahnhöfen Leipzig Messe und Flughafen Leipzig/Halle wurden 370 Millionen Euro investiert. Die Strecke wird in diesem Abschnitt derzeit mit bis zu 160 km/h befahren. Am 30. Juni 2003 wurde das Teilstück eröffnet. Bereits seit dem 15. Dezember 2002 bestand ein öffentlicher Pendelverkehr zwischen den Bahnhöfen Leipzig Hbf und Flughafen Leipzig/Halle, in letzterem war nur ein für zwei Triebwageneinheiten ausreichendes Bahnsteigstück am nördlichen Bahnsteiggleis 4 nutzbar. Wegen der fehlenden Fahrleitung im Bahnhofsbereich mussten in der ersten Zeit Dieseltriebwagen eingesetzt werden.
Mitte März 2002 hob die Bundesregierung den Baustopp der Gesamtstrecke auf und kündigte an, mit der DB rasch die Finanzierung regeln zu wollen. Am 10. März 2002 hatte der damalige Bundeskanzler Gerhard Schröder angekündigt, die Bauarbeiten wieder aufzunehmen. Das Projekt sei durch die Vorgängerregierung nicht ausreichend finanziert gewesen und habe daher zurückgestellt werden müssen. Die Deutsche Bahn begrüßte die Entscheidung. Noch Ende Februar 2002 hatte der damalige Verkehrsminister Bodewig die Realisierung des Projekts offen gelassen.
In der ersten Jahreshälfte 2004 begann der Bau der Saubachtalbrücke.
Ab Oktober 2005 lief die erste Baustufe der Umgestaltung der Südeinfahrt von Halle zur Einführung der Neubaustrecke in die Stadt. Dabei wurden am Bahnhof Halle-Ammendorf neue Außenbahnsteige südlich des bisherigen Standortes errichtet. Ein neues elektronisches Stellwerk übernahm die Funktionen von vier bisherigen Stellwerken; insgesamt wurden 6300 m Lärmschutzwände errichtet. Die Fahrgeschwindigkeit soll in diesem Abschnitt nach Abschluss der Bauarbeiten von 120 auf 160 km/h angehoben werden. Insgesamt wurden 92,5 Millionen Euro in die Maßnahme investiert, 64,4 Millionen Euro davon aus dem Europäischen Fonds für regionale Entwicklung. Der Ausbau des 5,6 km langen Abschnitts wurde Ende Mai 2008 abgeschlossen. In einer zweiten Baustufe wurde von 2010 bis 2011 die Einfädelung der Neubaustrecke einschließlich eines Kreuzungsbauwerkes errichtet.
Seit 2006 lief der Bau der Saale-Elster-Talbrücke, einige Baustraßen in einem Naturschutzgebiet wurden bereits vorab in aufgeständerter Bauweise angelegt. Ab Februar 2006 fanden Baufeldfreimachungen im Bereich der Unstruttalbrücke statt. Im Dezember 2006 wurde die Saubachtalbrücke als erstes großes Ingenieurbauwerk der Strecke vollendet.
Bundesregierung und Deutsche Bahn AG gaben im Dezember 2006 den Fertigstellungstermin mit 2015 an. Im Dezember 2006 gründete sich ein parlamentarischer Unterstützerkreis zur „Vollendung des Verkehrsprojektes Deutsche Einheit Nr. 8“ aus über 20 Abgeordneten des Deutschen Bundestages. Die Parlamentarier wollen sich für eine beschleunigte Fertigstellung der Strecke einsetzen.
Ab Sommer 2007 waren eine Reihe von Straßenüberführungen zwischen Erfurt und Buttstädt im Bau. Ab September 2007 entstand die Baustelleneinrichtung für das Westportal des Finnetunnels. Am 30. April 2008 begannen am Finnetunnel die Bauarbeiten für den längsten Tunnel der Strecke.
Zwischen September 2008 und 2010 wurden bei archäologischen Grabungen entlang der zukünftigen Trasse Zeugnisse aus mehr als 7500 Jahren Menschheitsgeschichte gefunden. Auf einer Fläche von mehr als 100 Hektar wurden mehr als 100.000 Funde sichergestellt. Insgesamt 150 Mitarbeiter waren in acht Grabungsteams eingesetzt. Es war eine der größten archäologischen Grabungen Deutschlands. Rund 11 Millionen Euro wurden für die Arbeiten aufgewendet.
Im Frühjahr 2012 war der Finnetunnel im Rohbau fertiggestellt. Der Erdbau des 30 Kilometer langen Abschnitts im Thüringer Becken war seit Juni 2012 fertiggestellt. Die Baustelle wurde über ein Baugleis an den Knoten Erfurt angebunden, sodass in diesem Abschnitt mit dem Einbau der Festen Fahrbahn, der Oberleitung, Elektrotechnik sowie der Leit- und Sicherungstechnik begonnen werden konnte. Bis 2012 sollten ursprünglich auch die Saale-Elster-Talbrücke und der Osterbergtunnel fertiggestellt werden.
Anfang Dezember 2012 konnte der Abschluss des Erdbaus zwischen Erfurt und Gröbers gefeiert werden. In diesem 100 Kilometer langen Abschnitt wurden über 5,5 Millionen Kubikmeter Erdmassen und Baustoffe bewegt sowie 35 Brücken errichtet.
Nach etwas über einem Jahr Bauzeit waren im November 2013 die Gleise weitgehend verlegt sowie 3000 Oberleitungsmaste aufgestellt. Auch die neue Bahnstromleitung konnte in Betrieb genommen werden. Anschließend wurde die Oberleitungsanlage installiert, sie steht seit dem 25. August 2014 unter Spannung. Parallel dazu erfolgte der Aufbau der Leit- und Sicherungstechnik mit elektronischer Stellwerkstechnik (ESTW) sowie der Funkanlagen.
Das Großprojekt wurde zuerst von der Planungsgesellschaft Bahnbau Deutsche Einheit gesteuert. Von 2000 war die DB Projekt Verkehrsbau mit dieser Aufgabe betraut und seit 2003 ist die Nachfolgegesellschaft DB ProjektBau dafür zuständig.
Die Kosten des Projekts wurden Mitte 2014 auf 2,967 Milliarden Euro geschätzt.

#### Unfälle
- Beim Bau des Bibratunnels kam im Januar 2009 ein Arbeiter bei einem Arbeitsunfall ums Leben. Er wurde beim Rückwärtsfahren eines Lastkraftwagens überrollt.[182]
- Beim Bau der Saale-Elster-Talbrücke stürzte am 3. März 2010 um 10.25 Uhr im Bereich des Döllnitzer Schilfs die östliche Vorschubrüstung für die Vor-Kopf-Bauweise mit dem Rammbagger auf der Arbeitsplattform beim planmäßigen Vorschub ein. Neun Bauarbeiter wurden dabei verletzt.[183]
- Zu einem weiteren Unfall an der Saale-Elster-Talbrücke kam es am 29. Juni 2010, als beim Bau von Spundwänden ein 60 Tonnen schwerer Raupenkran umstürzte. Der Kranführer wurde verletzt.[184]

#### Inbetriebnahme

##### Abschnitt Gröbers – Leipzig-Mockau
Zum Fahrplanwechsel am 15. Dezember 2002 ging zunächst der Abschnitt zwischen dem Bahnhof Flughafen Leipzig/Halle und Leipzig-Mockau provisorisch in Betrieb. Der Bahnhof Flughafen Leipzig/Halle war nur teilweise fertiggestellt. Die Züge verkehrten im Stundentakt mit Dieseltriebwagen der Baureihe 642. Vorher wurden die Streckengleise im Bahnhof Leipzig Messe so verschwenkt, dass die bisherigen, in Richtung Norden auf der linken Seite des viergleisigen Planums zwischen Leipzig Hbf und Leipzig Messe liegenden Streckengleise der Bahnstrecke Magdeburg–Leipzig mit der Bahnstrecke Trebnitz–Leipzig und die bisherigen, auf der rechten Seite liegenden Gleise dieser Strecke mit dem Neubauabschnitt Richtung Flughafen verbunden wurden. Damit änderten sich in diesem Abschnitt auch die Streckennummern.
Anfang 2003 wurde im Knoten Gröbers noch gearbeitet. Am 16. April 2003 wurde die Strecke mit dem Knoten Gröbers verbunden, am 24. April 2003 die Oberleitung unter Spannung gesetzt. Zum 30. Juni 2003 wurde der Betrieb auf dem Abschnitt zwischen Gröbers und dem Bahnhof Flughafen Leipzig/Halle aufgenommen. Ab diesem Zeitpunkt verkehrten sämtliche Fernverkehrszüge zwischen Leipzig und Halle über den neugebauten Abschnitt, dazu kamen die Regionalexpresszüge der Linie RE 5 im Stundentakt. Der Betrieb der gleichzeitig eingeführten Taktverdichter zwischen Leipzig Hbf und dem Flughafen wurde bis zur Inbetriebnahme des Citytunnels mehrmals zur Kosteneinsparung ausgesetzt.
Insgesamt verkehrten 2003 täglich mehr als 70 Fern- und Regionalzüge über den Streckenabschnitt. Am 13. Oktober 2003 begannen Messfahrten des ICE S mit bis zu 330 km/h. Im Auftrag des Herstellers dienten die Fahrten zur Zulassung der verwendeten Oberleitung für hohe Geschwindigkeiten. Mit der Inbetriebnahme des City-Tunnels wurden die Züge der bisherigen Linie RE 5 als S5 und S5X der S-Bahn Mitteldeutschland bis Zwickau durchgebunden.

##### Abschnitte Erfurt – Gröbers und Planena – Halle-Ammendorf

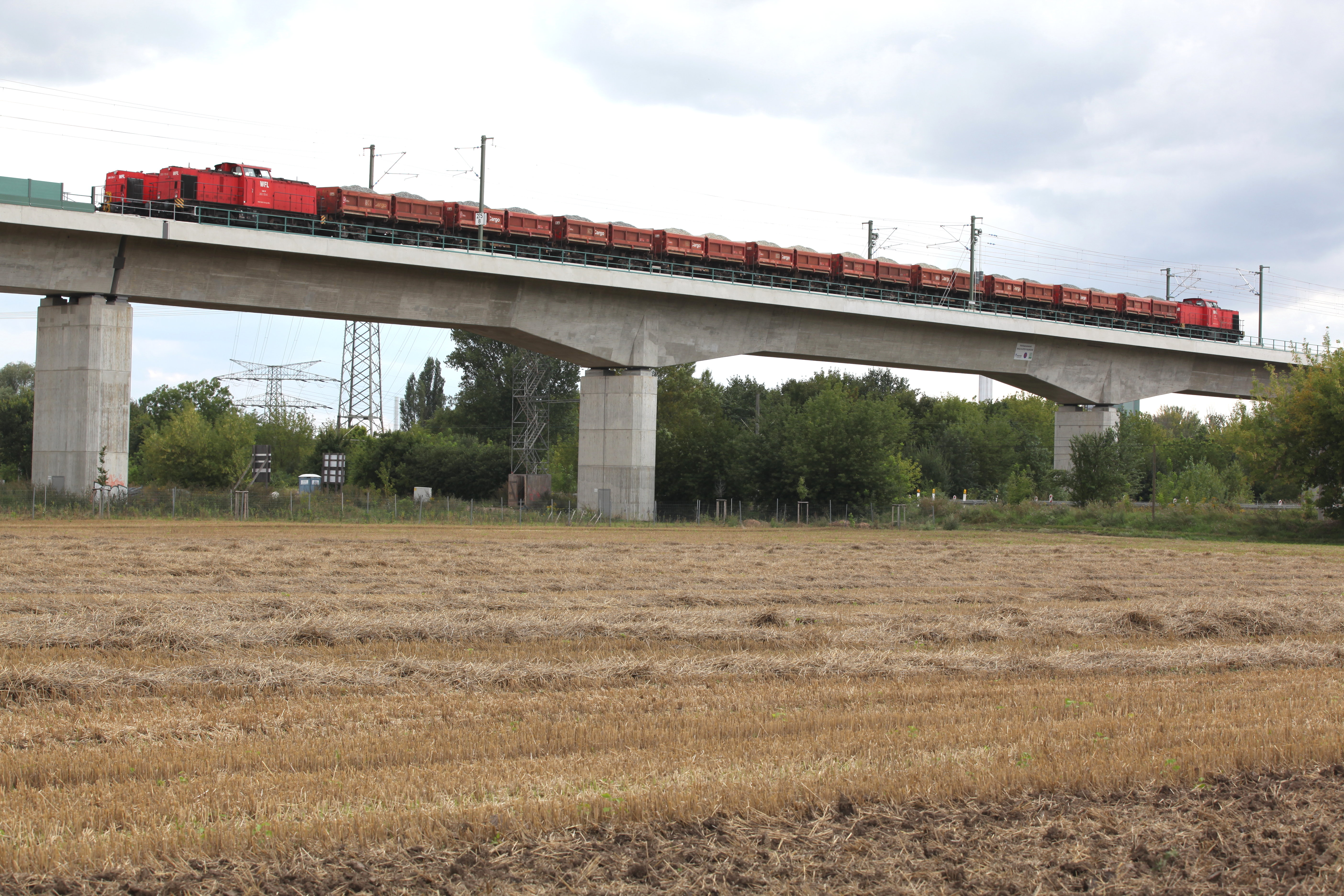
Probebelastung der Saale-Elster-Talbrücke mit zwei schweren Güterzügen (August 2014)

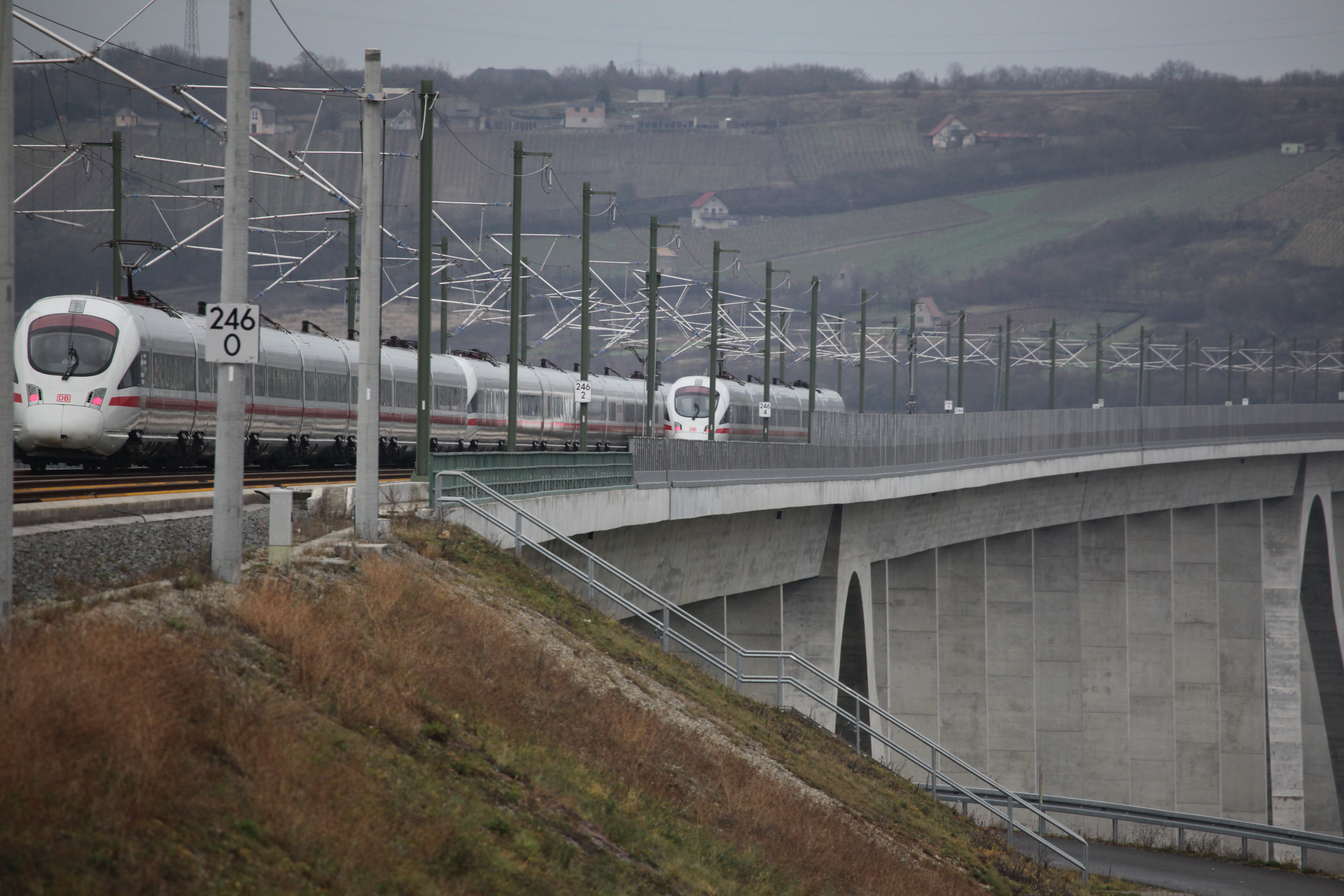
Parallelfahrt auf Unstruttalbrücke anlässlich der feierlichen Eröffnung am 9. Dezember 2015

Am 25. August 2014 wurde die Oberleitung auf der restlichen Neubaustrecke dauerhaft unter Spannung gesetzt. Vom 1. bis 19. September 2014 fanden Hochtastfahrten mit dem ICE S statt. Im Rahmen dieser Fahrten wurde am 5. September 2014 auf dem Streckengleis von Erfurt nach Gröbers erstmals auf diesem Abschnitt eine Geschwindigkeit von 330 km/h erreicht. Ende 2014 begannen Tests und Abnahmen von ETCS, Anfang 2015 folgten dazu Testfahrten. Von Mai bis Oktober 2015 lief die dreistufige Sicherheitserprobung des ETCS. Zwischen März und Oktober 2015 folgten rund 900 Versuchsfahrten, um die Gleisgeometrie zu vermessen, die Oberleitungsanlage zu prüfen sowie die später auf der Strecke verkehrenden Fahrzeuge und die ETCS-Technik zuzulassen. Am 4. September 2015 wurde der Probebetrieb zwischen Erfurt, Leipzig und Halle (Saale) aufgenommen.
Im Rahmen der Eröffnungsfeier am 9. Dezember 2015 befuhren zwei Sonderzüge mit geladenen Ehrengästen – unter anderen Bundeskanzlerin Angela Merkel und DB-Chef Rüdiger Grube – die Strecke, teilweise als Parallelfahrt. Dabei fuhr zunächst ein Zug, gebildet auf den eigens umgetauften ICE-T-Triebzügen 1129 „Leipzig“ und 1173 „Halle (Saale)“ von Halle nach Erfurt. Anschließend folgte die Fahrt nach Leipzig, bei dem der ICE-Triebzug 1504 („Erfurt“) teilweise parallel fuhr. An den anschließenden Feierlichkeiten in Leipzig nahmen auch die Ministerpräsidenten der drei durchfahrenen Bundesländer teil.
Zum Fahrplanwechsel am 13. Dezember 2015 wurde die Strecke für den öffentlichen Personen- und Güterverkehr in Betrieb genommen. Der erste planmäßige Zug war ICE 1654 auf dem Weg von Leipzig nach Wiesbaden.
Durch die neue ICE-Linie 15 und die Umleitung der ICE-Linie 28 wurden eine Reihe von Fahrplananpassungen zwischen Halle, Berlin und Hamburg notwendig.

#### Zulassungsprobleme
Auf der Strecke wurde eine neuartige Form der Festen Fahrbahn eingebaut, die auch auf langen Brücken eingesetzt werden kann. Laut DB-Angaben ist es das einzige derartige System auf dem Markt. Das Eisenbahn-Bundesamt (EBA) lehnte im Mai 2015 einen Antrag auf Zulassung dieser Festen Fahrbahn ab. Die Konstruktion weiche wegen einer unbewehrten Ausgleichsbetonschicht von den anerkannten Regeln der Technik und den eingeführten Baubestimmungen ab. Die Bewehrung sei aus Sicht des EBA zur Aufnahme von Spannungen zwingend erforderlich. Es müsse der Nachweis erbracht werden, dass durch dynamische Belastungen keine zu starken Zugkräfte auf den Ausgleichsbeton wirken. Ein Nachweis der Dauerfestigkeit fehle. Die Behörde befürchtet, dass der Beton dadurch keine Risse zeigen würde, wenn Sanierungsbedarf bestünde. Von dem Problem betroffen sind sechs Brücken auf der gesamten Strecke.

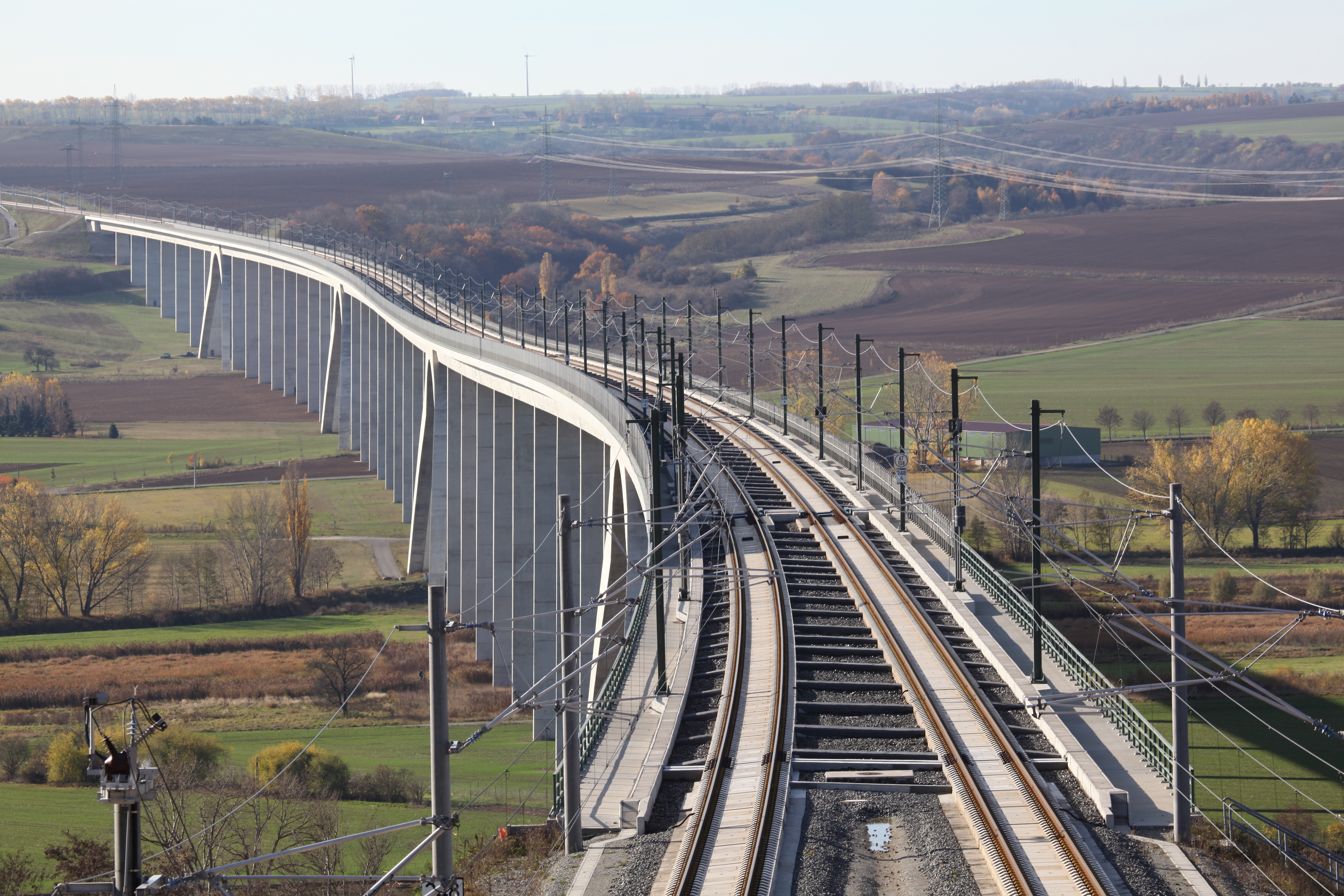
Feste Fahrbahn mit zusätzlicher seitlicher Führung (Unstruttalbrücke, Oktober 2015)

Am 25. Juni 2015 verständigten sich EBA und DB bei einem Treffen im Bundesverkehrsministerium auf ein Maßnahmenpaket. Bis Ende Juli 2015 sollte im Rahmen nach Common Safety Methods (CSM) untersucht werden, ob eine seitliche Betonschicht beiderseits der Fahrbahn eine zusätzliche seitliche Führung bewirken könnte. Damit sollte der Querverschiebewiderstand erhöht werden. Dazu wurden auf den Brücken, im Längenabstand von zehn Metern, 1500 einen Meter lange Platten angebracht. In Verbindung mit ergänzenden Belastungsversuchen und einer laufenden besonderen Überwachung sollte der Nachweis gleicher Sicherheit als Grundlage für eine projektspezifische Zulassung geführt werden. Das entsprechende Gutachten lag seit dem 31. August 2015 mit positivem Ergebnis und einigen Auflagen vor. Nunmehr sind alle zwei Monate Messfahrten zur Überprüfung der Gleislage vorgesehen, die diesbezüglichen Toleranzen sind niedriger als auf anderen Strecken.
Anfang November 2015 wurden die punktuellen baulichen Ergänzungen abgeschlossen. Das Eisenbahn-Bundesamt erteilte die Betriebsgenehmigung für die Strecke schließlich am 8. Dezember 2015.
Die Zulassung der Leit- und Sicherungstechnik erfolgte nach einem neuen Verfahren (VV NTZ), in dessen Rahmen dem Infrastrukturbetreiber eine stärkere Rolle zukommt. Bei der Zulassung von ETCS traten Probleme auf. So wurden im Zuge der Versuchs- und Abnahmefahrten Softwarefehler sowie Anpassungsbedarf bei den streckenbezogenen Projektierungsdaten festgestellt. Nach Beseitigung der Fehler konnte die Zulassung zur Nutzung des ETCS am 10. September 2015 ausgesprochen werden.

#### Kosten und Finanzierung
Die geschätzten Kosten der Strecke wurden Mitte 2014 auf 2,967 Milliarden Euro beziffert. Davon waren bis Ende 2013 2,412 Milliarden Euro verausgabt. 555 Millionen Euro standen noch aus.
1993 wurden die geschätzten Kosten mit 4,4 Milliarden DM angegeben. Dabei war ein Baubeginn 1994 und die Fertigstellung im Jahr 2000 geplant. 2003 wurden die Kosten der Strecke mit 2,310 Milliarden Euro angegeben, 2007 mit 2,666 Milliarden Euro. Bis 2013 änderte sich diese Summe nur leicht auf 2,740 Milliarden Euro, Mitte 2014 wurden 2,967 Milliarden Euro angegeben. Mit 403 Millionen Euro war 2010 das Jahr mit den höchsten Aufwendungen für den Bau der Strecke (siehe auch nebenstehendes Schaubild).
Im Rahmen eines Antrags für EU-Fördermittel wurde das Projekt mit einem Nutzen-Kosten-Faktor von 2,2 bewertet.
Als Teil der Transeuropäischen Netze wird ein Teil des Projekts aus dem Europäischen Strukturfonds (EFRE) kofinanziert. So flossen EFRE-Mittel im Förderzeitraum 2000–2006 in Höhe von 57 Millionen Euro in den Bau der Südanbindung Halle. Im Förderzeitraum 2007–2013 wurden weitere 49,8 Millionen Euro für das Projekt genehmigt. Im Zuge des Konjunkturpakets I wurden ab 2009 zusätzlich 78 Millionen Euro Bundesmittel für die Neubaustrecke bereitgestellt.
Die Vorplanung für das Projekt wurde im Sommer 1991 durch die Deutsche Reichsbahn (DR) aufgenommen. Eine Studie zur Vorbereitung der Entscheidung wurde der Zentralen Hauptverwaltung der Reichsbahn (ZHvDR) im November 1991 vorgelegt. Anfang 1992 wurde die Vorplanung durch die DR abgeschlossen und anschließend dem Projektzentrum Leipzig der Planungsgesellschaft Bahnbau Deutsche Einheit mbH (PBDE) übergeben.
In der zweiten Jahreshälfte 1992 wurde das Projekt als „VDE 8/2“ bezeichnet. Es sollte von Erfurt über Halle/Leipzig nach Bitterfeld führen. Dabei sollten im Rahmen des 194 Kilometer langen Projekts 71 Kilometer bestehende Abschnitte für eine Geschwindigkeit von 160 km/h ausgebaut und 123 Kilometer für 250 km/h neugebaut werden. Für die Ausbauabschnitte wurde ein weiterer Ausbau für 200 km/h als Option vorgesehen. Nachdem das Projekt mit 4,765 Milliarden DM im Bundesverkehrswegeplan 1992 kalkuliert gewesen war, schätzte die PBDE im September 1992 die Kosten auf 5,545 Milliarden DM. Daneben sollten 85 Kilometer Bahnstromleitung, drei Eisenbahntunnel und fünf Talbrücken entstehen. Die Planung sollte bis 1997 laufen. Die Ausbauarbeiten sollten 1996, der Neubau im Jahr 2000 abgeschlossen sein.
Auf der Grundlage der Studie von November 1991 erstellte die PBDE die Vorentwurfsplanung, die Ende 1992 von der ZHvDR bestätigt wurde. Gleichzeitig fand eine landes- und umweltschutzplanerische Abstimmung mit den beteiligten Bundesländern sowie dem Bundesamt für Naturschutz statt. Im Rahmen einer Raumempfindlichkeitsprüfung wurde im Maßstab 1:100 000 eine großräumige Korridoruntersuchung zur Ermittlung der Trassenvarianten vorgenommen. Dabei wurden unter anderem Konflikte und Risiken für Raum- und Umweltverträglichkeit sowie bahnbetriebliche und wirtschaftliche Aspekte berücksichtigt. Unter anderem waren die Anbindung der Stadt Halle, des Flughafens Leipzig/Halle, der Messe Leipzig und der Güterverkehrszentren in Erfurt und Leipzig zu berücksichtigen. Mit der Neubaustrecke sollten nicht nur Reisezeiten verkürzt, sondern auch das bestehende Streckennetz entlastet werden. Die Achse zwischen Erfurt und Halle galt zu Zeiten der Reichsbahn als ausgelastet bzw. überlastet.
Darauf aufbauend wurden im Rahmen einer Raumempfindlichkeitsanalyse fünf Trassierungsvarianten mit Untervarianten entwickelt, darunter drei Varianten der Anbindung von Leipzig. Das untersuchte Planungsgebiet umfasst eine Fläche von etwa 3700 Quadratkilometern.
Erwogen wurden folgende Varianten:
- Variante 1, die als Vorzugsvariante galt, sah einen nördlichen Trassenverlauf vor. Die Bestandsstrecke sollte zwischen Großkorbetha und Halle gekreuzt werden.[142] Diese Variante sah vor, die Strecke bei Neuwiederitzsch, Gröbers und Schkopau/Halle Süd mit dem Bestandsnetz zu verknüpfen.[143] Die geplanten Kosten für die (zwischen Erfurt und Leipzig) 123 Kilometer lange Trasse betrugen 4,4 Milliarden DM.[144]
- Eine zweite Variante sah nördlich der Landesgrenze Sachsen-Anhalt/Thüringen einen von der Variante 1 abweichenden Verlauf vor.[142] Die Strecke sollte dabei südlich von Karsdorf über Roßbach nach Großkorbetha geführt werden. Dort war eine Verbindungskurve zur Strecke über Merseburg nach Halle vorgesehen, während die eigentliche Strecke östlich an Bad Dürrenberg vorbei zum Flughafen Leipzig/Halle geführt werden sollte, um dort in östlicher Richtung die Trasse der Variante 1 zu erreichen. Die Kosten für die 128 Kilometer lange Trasse wurden mit 5,2 Milliarden DM beziffert.[144]
- Die Variante 3 sah im Raum Großkorbetha einen südlichen Verlauf vor. Ein Ast sollte von dort, parallel zur Autobahn, zum Flughafen führen. Darüber hinaus war ein Ausbau der Bestandsstrecke Richtung Merseburg und Halle vor.[142] Die 123 Kilometer lange Trasse wurde mit 6,6 Milliarden DM kalkuliert.[144]
- Im Rahmen der Variante 4 wurde untersucht, inwieweit die Neubaustrecke parallel zum bestehenden Netz verlaufen könnte. Die Untersuchungen zeigten, dass eine Bündelung nur auf einem Viertel der Streckenlänge möglich gewesen wäre.[142] Zwischen Bad Sulza und Bad Kösen war ein längerer Tunnel vorgesehen. Die 125 Kilometer lange Strecke wurde mit 5,6 Milliarden DM kalkuliert.[144]
- Als fünfte Variante wurde ein Verlauf südlich der bestehenden Strecke, durch den Raum Naumburg und parallel zur Bundesautobahn 9 in den Raum Schkeuditz gewählt.[142] Die 130 Kilometer lange Trasse wurde mit 5,0 Milliarden DM kalkuliert.[144]

Im Bereich von Leipzig wurde eine Südeinbindung von Leipzig (über den Bayerischen Bahnhof) mit einem Tunnel unterhalb der Innenstadt zum Hauptbahnhof untersucht.
Vertieft untersucht wurden die Varianten 1 und 2, die unter betrieblichen, wirtschaftlichen und ökologischen Aspekten als besonders vorteilhaft galten. Beide Varianten sahen denselben Trassenverlauf in Thüringen sowie eine Anbindung Leipzigs von Nordwesten vor. Die übrigen drei Varianten waren auch aufgrund längerer Fahrzeiten und Mehrkosten von etwa einer Milliarde D-Mark ausgeschieden. Weitere Trassenalternativen wurden durch das Land Thüringen (eine Kombination der Trassen 1 und 5), durch die Stadt Halle und durch Vieregg-Rössler vorgelegt. Neben den fünf Hauptvarianten wurden wenigstens elf weitere Alternativen vertieft untersucht.
Aus der vertieften Untersuchung ging die Variante 1 als günstigere Variante hervor. Sie zeichne sich unter anderem durch die kürzeste Fahrzeit, die kürzeste Streckenlänge, eine gute Umweltverträglichkeit, günstige Anbindungen (Flughafen Leipzig/Halle, Güterverkehrszentrum Leipzig-Wahren u. a.) und vergleichsweise geringe Investitionskosten aus. Diese Variante wurde für den Bundesverkehrswegeplan 1992 angemeldet und in das Raumordnungsverfahren eingebracht. Nach knapp achtmonatiger Planung wurde mit Übergabe der Unterlagen (einschließlich einer Umweltverträglichkeitsprüfung) an die beteiligten Bundesländer mit Schreiben vom 15. September 1992 das Raumordnungsverfahren eingeleitet.
Um 1992 lagen die geplanten Kosten der Variante 1 bei 4,4 Milliarden DM. Anfang 1993 wurden für das 194 Kilometer umfassende Gesamtprojekt, das damals auch die Streckenabschnitte Bitterfeld–Leipzig und Bitterfeld–Halle umfasste, 5,54 Milliarden D-Mark angegeben. Die angestrebte ICE-Fahrzeit zwischen Leipzig und Erfurt lag dabei bereits bei 39 Minuten. Der Baubeginn war für 1994 vorgesehen, die Inbetriebnahme für die Jahre 1999/2000. Noch im Januar 1994 wurde, bei geschätzten Gesamtkosten von 4,5 Milliarden DM, mit dem Baubeginn im Jahr 1994 und der Inbetriebnahme im Jahr 2000 gerechnet. Mitte 1994 lag die geplante Investitionssumme bei 4,592 Milliarden DM (brutto). Die Strecke sollte in elf Auftragspaketen vergeben werden.
Am 3. März 1993 bestätigte die Landesregierung von Thüringen die von der PBDE beantragte Linienführung mit 42 Auflagen. Am 15. März folgte die Stellungnahme für den Freistaat Sachsen durch das Regierungspräsidium Leipzig. Am 23. Juni 1993 wurde schließlich in Sachsen-Anhalt die Übereinstimmung der Planung mit Landesentwicklung und Umweltverträglichkeit bescheinigt. Die Bescheinigung war an 23 Maßgaben gebunden. Alle drei Bundesländer bestätigten letztlich die zuvor vorgeschlagene Variante 1. Der Freistaat Sachsen rechnete damit, dass ein Teil der Fernzüge am Flughafen halten würden, bei Messen auch am Messebahnhof Leipzig.
Die Antragsunterlagen zur Linienbestimmung für die Neubaustrecken wurde 1994 dem Bundesverkehrsministerium vorgelegt, das am 23. Juni 1994 die Trassierung (einschließlich der Bahnstromleitung) bestätigte; das Bundesumweltministerium erließ Auflagen. Die gewählte Variante wies nach Angaben der Deutschen Bahn den kürzesten Weg, die geringsten Herstellungs- und Betriebskosten und den niedrigsten Flächenverbrauch auf. Die Fahrzeiten in den Relationen Erfurt–Halle und Erfurt–Leipzig seien am geringsten, ferner hätten die Haltemöglichkeiten am Flughafen und an der Neuen Messe sowie günstige Übergänge zum geplanten Güterverkehrszentrum Leipzig/Halle und zum Container-Terminal Leipzig-Wahren für die gewählte Variante gesprochen. Die Umweltauswirkungen seien geringer oder gleichwertig zu anderen Trassenvarianten gewesen. Nicht zuletzt könnten Fernzüge aus Nordwesten in Richtung Halle/Leipzig sowie Richtung Dresden einen Teil der Trasse mitnutzen. Im Zuge der Planungsarbeiten wurden hunderte Probebohrungen in bis zu 70 Meter Tiefe getrieben.
Für das Planfeststellungsverfahren wurde die Trasse in 14 Planfeststellungsabschnitte unterteilt. Unter Nutzung der Regelungen des Verkehrswegeplanungsbeschleunigungsgesetzes wurde in zweieinhalb Jahren zwischen 1994 und 1996 das Baurecht für alle Abschnitte erwirkt. Im Rahmen des Planfeststellungsverfahrens wurden dabei weitere groß- und kleinräumige regionale Trassenvarianten untersucht. Der erste Planfeststellungsbeschluss (für den Abschnitt 2.1) wurde Anfang Dezember 1994 erlassen. Bis Mai 1995 wurden in allen Abschnitten die Verfahren eingeleitet. Am 12. Dezember 1995 wurde der letzte Beschluss auf Thüringer Gebiet erlassen. Der letzte Beschluss, für den Abschnitt zwischen der Unstrutquerung bis in den Raum Halle/Saale, wurde Ende Juli 1996 erlassen. Anfang 1997 waren alle Planfeststellungsverfahren abgeschlossen. Für die Planfeststellungsverfahren wurden 18 Tonnen Unterlagen gefertigt.
Am 20. Juni 2003 unterzeichneten Bahnchef Hartmut Mehdorn und Bundesverkehrsminister Manfred Stolpe die Finanzierungsvereinbarung für den Abschnitt Erfurt – Halle/Gröbers. Die geplanten Kosten für den Abschnitt lagen bei 1,9 Milliarden Euro, die Kosten der Gesamtstrecke bei 2,67 Milliarden Euro. Die Fertigstellung war für 2015 geplant. Bei einer erfolgreichen Bewerbung Leipzigs für die Olympischen Sommerspiele 2012 sollte die Strecke bereits 2012 in Betrieb gehen.
Im Dezember 2006 wurde der Auftrag zum Bau des Finnetunnels vergeben. Die Unstruttalbrücke wurde im Januar 2007 und die der Bibratunnel im August desselben Jahres ausgeschrieben. Im Januar 2008 folgte der Osterbergtunnel, er wurde Ende Februar 2008 vergeben. Anfang 2009 waren alle wesentlichen Ingenieurbauwerke im Bau.
Im Januar 2009 schrieb die Deutsche Bahn die Bauaufträge (bis Unterkante Feste Fahrbahn) für das Streckenlos 2 (Strecken-km 197,889 bis km 215,937) und das Streckenlos 3 (km 215,937 bis km 228,685) aus. Beide Aufträge sollten von Juni 2009 bis Ende April 2012 laufen. Ende Mai 2009 folgte die Ausschreibung für den Bauauftrag des Streckenloses 4 (km 251,1 bis km 272,1) sowie des Streckenloses 5 einschließlich des Knotens Gröbers (km 279,9 bis km 286,9). Diese Bauverträge sollen von November 2009 bis November 2012 (Los 4) bzw. von Juli 2010 bis Dezember 2015 (Los 5) laufen. Im Juli 2009 wurde schließlich die Einbindung in den Knoten Erfurt ausgeschrieben, die zwischen Dezember 2009 und Dezember 2010 entstehen sollte. Im Juli 2011 wurde für 200 Millionen Euro der Auftrag zur Herstellung der Festen Fahrbahn und von 22 Kilometer Lärm- und Windschutzwänden zwischen Erfurt und Gröbers vergeben. Diese Arbeiten sollten bis Ende 2013 abgeschlossen sein.
Als vorgesehene Streckengeschwindigkeit wurde in den 1990er Jahren teils sowohl 250 km/h, teils auch 300 km/h angegeben, wobei die Entwurfsgeschwindigkeit stets bei 300 km/h lag. Die Streckenhöchstgeschwindigkeit wurde später auf 300 km/h festgelegt, der 2003 eröffnete Abschnitt zwischen Gröbers und Leipzig Messe blieb dabei jedoch bei 250 km/h. Auf dem Bestandsabschnitt von Leipzig Messe bis Leipzig Hbf beträgt die zulässige Höchstgeschwindigkeit 120 bis 160 km/h.
Insgesamt waren rund 15.000 Flurstücke von dem Bauvorhaben betroffen. Der Flächenbedarf für die Strecke wird mit 370 Hektar angegeben, davon 160 Hektar für den Gleiskörper. Ökologische und landschaftsbauliche Ausgleichsmaßnahmen waren auf einer Fläche von über 2000 Hektar vorgesehen.

## Ausbau von Zulaufstrecken
Bis zur Inbetriebnahme der Strecke Ebensfeld–Erfurt im Dezember 2017 wurden auch eine Reihe von Baumaßnahmen an den Zulaufstrecken abgeschlossen. Beispielsweise sollen die Strecke zwischen Fulda und Erfurt für den Einsatz der Wirbelstrombremse des ICE 3 ertüchtigt, der Streckenabschnitt Erfurt–Eisenach für 200 km/h ausgebaut und signaltechnische Arbeiten an verschiedenen Bahnhöfen erfolgen. Daneben sind unter anderem Ausbauten an der Mitte-Deutschland-Verbindung und der Bahnstrecke Wolkramshausen–Erfurt vorgesehen.
Zwischen Eisenach und Gerstungen soll ein 19 km langer Streckenabschnitt im zweiten Halbjahr 2017 weitgehend für 160 km/h ausgebaut werden. Die Planung für den notwendigen Ausbau des daran anschließenden Hönebachtunnels von 90 auf 160 km/h wurde im November 2014 europaweit ausgeschrieben. Nach Abschluss der Maßnahmen wäre die Bestandsstrecke zwischen der Berliner Kurve bei Bebra und Erfurt damit weitgehend mit 160 bis 200 km/h befahrbar.

## Betrieb

### Inbetriebnahme
Am 22. Dezember 1992 wurde der erste für 160 km/h ausgebaute Abschnitt im Teilprojekt 8/1 übergeben.
1993 rechnete die PBDE mit dem Baurecht für 1995 und der Inbetriebnahme im Jahr 2000. 1997 war die Inbetriebnahme das Gesamtprojekts für 2006 geplant. Ende 1998 wurde mit der Gesamt-Inbetriebnahme für 2007 gerechnet.
Nach verschiedenen Verzögerungen kündigte die Deutsche Bahn Mitte September 2007 an, das Gesamtprojekt bis 2017 fertigzustellen.
Im Mai 2006 gingen die für weitgehend 200 km/h ausgebauten Streckenabschnitte zwischen Leipzig/Halle und Berlin in Betrieb.
Die für Dezember 2015 vorgesehene Inbetriebnahme des Teilprojekts VDE 8.2 galt Mitte 2015 aufgrund einer fehlenden Zulassung einer besonderen Form der dort eingesetzten Festen Fahrbahn als gefährdet. Während die Deutsche Bahn offiziell den Inbetriebnahmetermin nicht gefährdet sah, bestanden intern erhebliche Bedenken. Ein Zeitverzug von bis zu drei Jahren wurde befürchtet. Die Strecke ging wie geplant in Betrieb.
Mit Inbetriebnahme des Projekts VDE 8.2 wurde der ICE-Systemhalt Weimar des Fernverkehrs aufgegeben. Mit der Inbetriebnahme von VDE 8.1, zum 10. Dezember 2017, verloren auch Naumburg, Jena, Saalfeld und Lichtenfels ihre Systemhalte. Einen Vorschlag des Landes Thüringen, mit öffentlichen Mitteln subventionierten Fernverkehr auf den Bestandsstrecken zwischen Leipzig und Nürnberg anzubieten, lehnten die Länder Bayern und Sachsen laut einem Medienbericht ab.

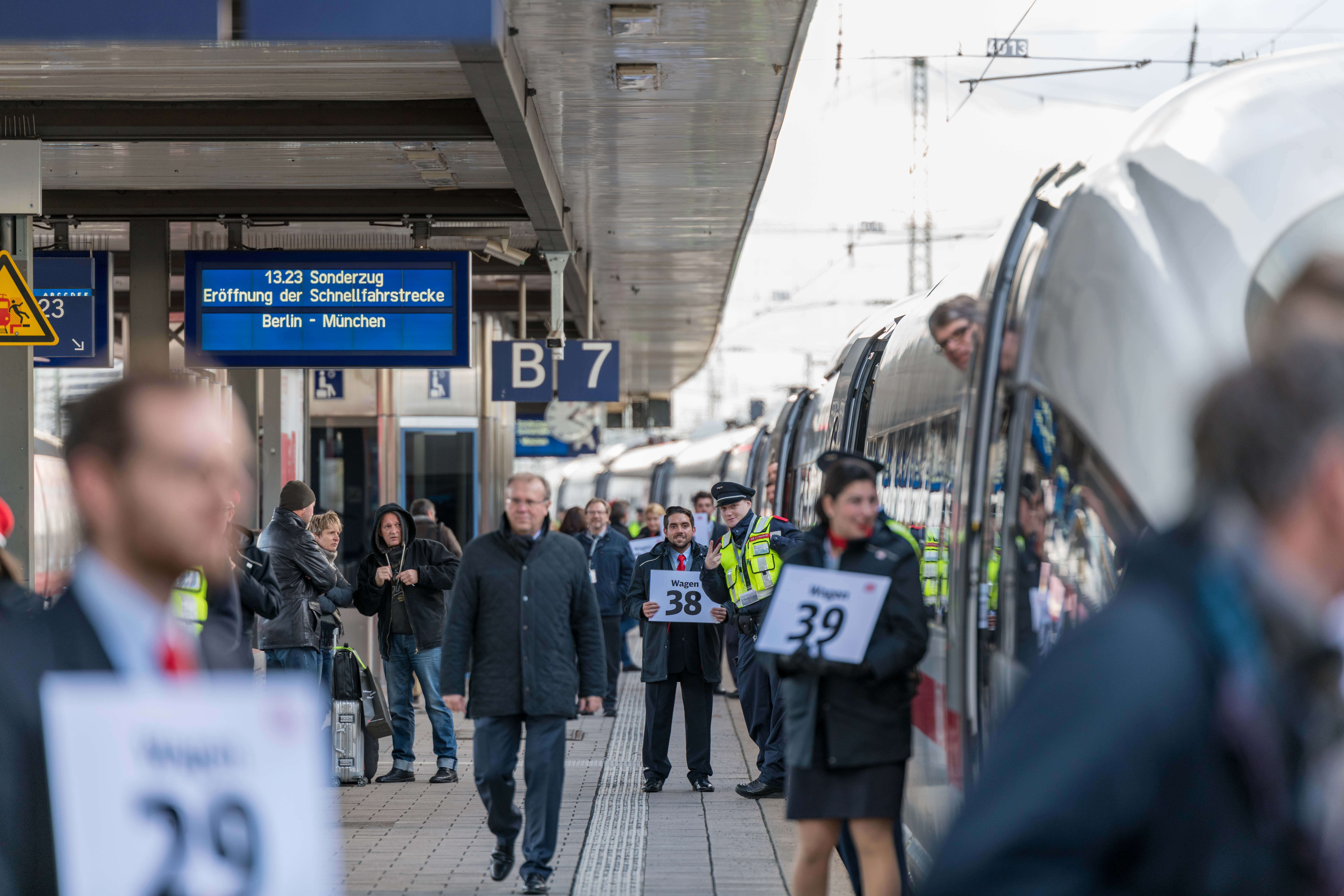
Sonderzug in Nürnberg zur Eröffnung am 8. Dezember 2017

Inbetriebnahmefeiern waren am 8. und 9. Dezember 2017 in Berlin und München geplant. Mit der Inbetriebnahme der Neubaustrecke Ebensfeld–Erfurt, im Dezember 2017, sollte laut DB-Angaben der größte Fahrplanwechsel seit Jahrzehnten einhergehen. Für 70 Prozent der Nahverkehrsunternehmen seien neue Fahrpläne erforderlich.
Die Realisierung eines Teils der Ausbaustrecke Nürnberg–Ebensfeld sowie des Güterzugstunnels Fürth stehen aus und sind teilweise noch nicht absehbar (Stand: 2024).

### Betriebskonzept
| Jahr | Güter- züge | Personen- züge |
| ---- | ----------- | -------------- |
| 1995 | 214         | 48             |
| 2010 | 169         | 40             |
| 2013 | 131         | 40             |

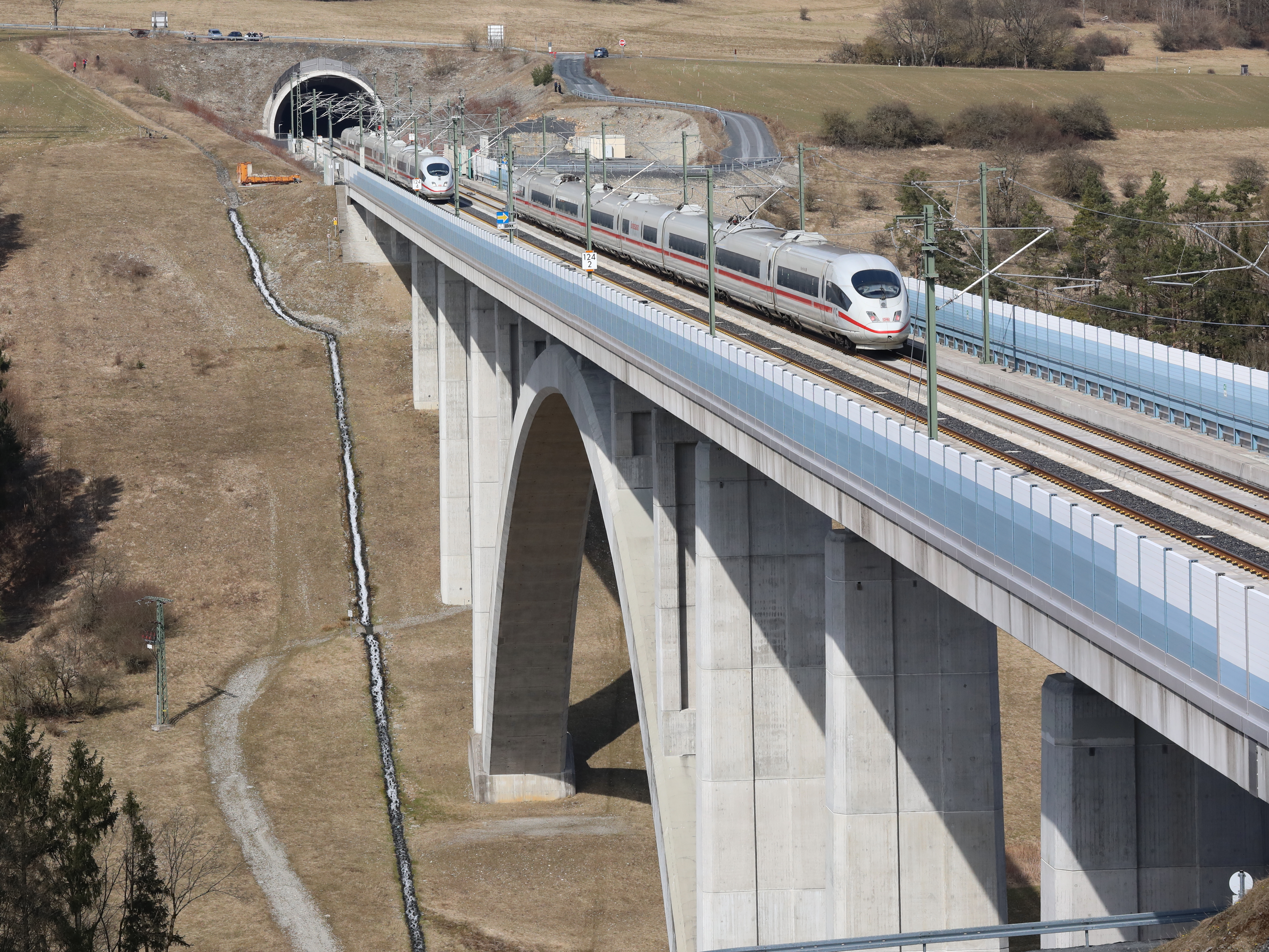
Zwei ICE Sprinter auf der Truckenthalbrücke vor dem Bleßbergtunnel (März 2018)

Der Neubaustrecke liegt ein Betriebskonzept mit bis zu 137 Zügen pro Tag und Richtung zugrunde.
2009 war geplant, im Fernverkehr einen Stundentakt, ergänzt um ICE Sprinter, anzubieten. Die Bundesregierung ging von einer ICE-Linie (Berlin–München) mit etwa 20 Zügen sowie 70 Güterzügen pro Tag und Richtung aus. Auch sollte zusätzlich ein Stundentakt mit einem Verkehrsangebot „unterhalb des ICE-Standards“ eingerichtet werden. In den Unterlagen der Planfeststellung von 1995 steht dazu:
„Das zukünftige Betriebsprogramm sieht für den Fernverkehr (ICE-Netz) und den Regionalverkehr (IR-Netz) folgende Haltepunkte vor:
- ICE-Halte: Nürnberg, Bamberg, Erfurt, zusätzlich in Tagesrandlagen Erlangen und Coburg,
- IR-Halte: Nürnberg, Erlangen, Bamberg, Coburg, Ilmenau, Erfurt.“

Coburg und Ilmenau sollten nach dem Planungsstand von 2007 von einigen ICE-Zügen in Tagesrandlage (morgens, abends) bedient werden (Stand: September 2007). Die Fahrzeitverlängerungen durch den Halt eines ICE in Coburg beziffert die Deutsche Bahn mit zehn Minuten. Nach Auskunft der Bundesregierung im Jahr 2006 sind in dem Betriebskonzept neun tägliche Zugpaare für Coburg vorgesehen. Als Richtwert für die Einrichtung eines ICE-Systemhaltes in Coburg gilt ein Zustieg von wenigstens 60 Fahrgästen je Zug. Diskutiert wird eine Reaktivierung der Werrabahn zwischen Eisfeld und Coburg, um mit Umsteigern aus Südthüringen Coburg als ICE-Halt aufzuwerten. Die geschätzten Kosten liegen bei mindestens 60 Millionen Euro.
Ursprüngliche Planungen eines Angebotes von Regionalverkehr auf der Schnellfahrstrecke werden laut Vertretern des Landes Thüringen und der Stadt Ilmenau Seit 2008 von ihrer Seite nicht weiter verfolgt. Infolgedessen wurde der Personenbahnhof Ilmenau-Wolfsberg durch eine Planänderung um 2011 aus der Planung genommen. Der Ilm-Kreis klagte gegen diese Planänderung vor dem Oberverwaltungsgericht. Laut DB-Angaben könne die für Personenzughalte erforderliche Infrastruktur später noch nachgerüstet werden.
Die Bundesregierung geht von 1,8 Millionen zusätzlichen Reisenden pro Jahr nach Fertigstellung bei einer Steigerung der Verkehrsleistung um knapp 800 Millionen Personenkilometer aus. Die Prognose geht von einer Verlagerung von rund einer Million Personenfahrten von der Straße und rund 700 000 aus dem Luftverkehr aus (Stand: 2006). Die DB Netz AG plant (Stand: 2002), nach Eröffnung Trassenerlöse in Höhe von 37,3 Millionen Euro pro Jahr zu erzielen.
Die in der Bundesverkehrswegeplanung für die Strecke vorgesehenen rund 80 Güterzüge pro Tag und Richtung sollen vor allem zwischen 22 und 6 Uhr verkehren. Zwischen 6 und 22 Uhr soll je Stunde und Richtung eine Fahrplantrasse dem Güterverkehr zur Verfügung stehen. Um die volle Güterverkehrskapazität zu erreichen, ist der Ausbau des Knotens Fürth (einschließlich des geplanten Güterzugtunnels) ebenso abzuschließen wie der viergleisige Ausbau zwischen Ebensfeld und Nürnberg.
Die Verkehrsprognose zum Bundesverkehrswegeplan 1992 sah auf der Neubaustrecke 24 Personenfern- und 90 Güterzüge pro Tag und Richtung für das Jahr 2010 vor. Mitte 1994 rechnete die Deutsche Bahn unverändert mit 24 Personenfern- und 55 Güterzügen. Die Entmischung von schnellem und langsamem Verkehr (Netz 21) ist dabei noch nicht berücksichtigt.
Die Deutsche Bahn plant für das Jahr 2030, einen ICE-Zug pro Stunde und Richtung auf der Strecke fahren zu lassen. Eine Betriebsstudie von 2008 ging von drei möglichen Güterzugtrassen pro Stunde und Richtung bei laufendem Personenverkehr aus. Tatsächlich sind Güterzugfahrten nunmehr nur zwischen 22.00 und 6.00 Uhr zulässig.
Im Zuge des Bundesverkehrswegeplans 2030 sind einzelne weitere Maßnahmen zur Geschwindigkeitserhöhung vorgesehen. In Ergänzung und Erweiterung von Maßnahmen der VDE 8.1 soll zwischen Nürnberg und Erfurt eine Fahrzeit von unter 60 Minuten ermöglicht werden. Diese Maßnahmen sollen etwa 110 Millionen Euro kosten und sind im Rahmen der Vorplanung zu prüfen. Im Juni 2020 wurde eine entsprechende Machbarkeitsstudie vorgelegt.
Der 2018 vorgelegte erste Gutachterentwurf für den Zielfahrplan des Deutschlandtakts sah für 2030 wenigstens zweieinhalb Fernverkehrszüge pro Stunde und Richtung vor: Eine 300 km/h schnelle Linie erreichte dabei, ohne Zwischenhalte, eine planmäßige Reisezeit zwischen Nürnberg Hauptbahnhof und Erfurt Hauptbahnhof von 60 Minuten. Eine 250 km/h schnelle Linie benötigte, mit Zwischenhalten in Bamberg und Erlangen, 74 Minuten. Eine stündliche Linie des einfachen, 160 km/h schnellen Fernverkehrs sollte, mit fünf Zwischenhalten, zwischen Nürnberg und Coburg in 71 Minuten verkehren, eine Durchbindung nach Erfurt soll zweistündlich mit 40-minütiger Reisezeit erfolgen. In dem im Mai 2019 vorgelegten 2. Gutachterentwurf sind nunmehr 56 Minuten Fahrzeit für die schnellsten Züge vorgesehen. In dem im Juni 2020 vorgelegten dritten Gutachterentwurf sind weiterhin zweieinhalb Fernverkehrszüge pro Stunde und Richtung vorgesehen (mit Reisezeiten zwischen 56 und 83 Minuten), ergänzt um ein stündliches Regionalverkehrsangebot südlich von Coburg sowie ein zweistündliches Angebot nördlich davon. Im Güterverkehr sind im Deutschlandtakt über die Neubaustrecke tagsüber pro zwei Stunden und Richtung vier Züge vorgesehen.
Die Erstellung einer Machbarkeitsstudie und einer Betrieblichen Aufgabenstellung für Maßnahmen zur Geschwindigkeitserhöhung zwischen Nürnberg und Erfurt, die auch Überwerfungsbauwerke im Knoten Erfurt mit einschließt, wurde im April 2022 ausgeschrieben. Im April 2024 wurden sechs Varianten für den Ausbau im Knoten Erfurt vorgestellt, über die noch 2024 entschieden werden soll.

### Integration in den Fahrplan
Anfang 1993 war eine bis zu 250 km/h schnelle ICE-Linie München–Nürnberg–Erfurt–Berlin mit 16 Zugpaaren pro Tag vorgesehen. Daneben waren zwei je zweistündliche und maximal 200 km/h Interregio-Linien (Karlsruhe–Stuttgart)–Nürnberg–Erlangen–Bamberg(–Coburg) sowie (Allgäu–Augsburg–)Nürnberg–Erlangen–Bamberg–Lichtenfels(–Saalfeld) vorgesehen.
Im Rahmen der Inbetriebnahme der Schnellfahrstrecke Nürnberg–Erfurt im Dezember 2017 organisierte die Deutsche Bahn das Fernverkehrsnetz auf einigen Relationen neu. Umgesetzt wurde die Verlagerung des Laufweges der Linie 11 Berlin–Frankfurt–Stuttgart–München von Braunschweig nach Erfurt über die Neubaustrecke Erfurt–Leipzig/Halle. Des Weiteren wurde die Linie 28 Berlin–Halle/Leipzig–Nürnberg–München ab dem 10. Dezember 2017 vollständig über Erfurt geführt.
Zwischen Berlin und München kamen zur Inbetriebnahme der Strecke hauptsächlich ICE-T und ICE-3-Züge zum Einsatz, zwischen Leipzig und Frankfurt am Main ausschließlich ICE T (Stand: 2018). Bis Dezember 2021 wurden alle verfügbaren ICE-1-Triebzüge mit ETCS ausgerüstet, um unter anderem auf den Strecken des VDE 8 eingesetzt werden zu können. Seit dem Fahrplanwechsel im Dezember 2019 wird, neben den fünf Sprinter-Zugpaaren, ein durchgehender Stundentakt zwischen Berlin und München angeboten. Ferner werden seither zusätzliche Berlin-Frankfurt-Sprinter über die VDE 8 geführt. Das Sitzplatzangebot zwischen München und Berlin wurde um weitere rund zehn Prozent ausgebaut. Seit Dezember 2022 fährt der überwiegende Teil der Taktzüge zwischen Hamburg, Berlin und München mit 12- oder 13-teiligen ICE 4. Einzelne Zugleistungen werden aufgrund betrieblicher Gründe (bspw. Flügelzüge nach Wien) weiterhin mit ICE 1 oder ICE-T oder auch 7-teiligen ICE 4 bedient. Seit Dezember 2023 existiert mit 14 Zügen pro Tag ein nahezu stündliches Sprinter-Angebot zwischen Berlin und München. Drei Zugpaare fahren zwischen Nürnberg und Berlin ohne Halt, mit einer Fahrzeit zwischen Berlin und München von dreidreiviertel Stunden.
| Linie                                    | Linie                                    | Linienverlauf | Linienverlauf                                                                                  | Linienverlauf                                                                                 | Linienverlauf                                                                                                 | Fahrzeugeinsatz zum 10. Dezember 2017 |
| Neue Linien                              | Neue Linien                              | Neue Linien | Neue Linien                                                                                    | Neue Linien                                                                                   | Neue Linien                                                                                                   | Neue Linien                           |
| ---------------------------------------- | ---------------------------------------- | --- | ---------------------------------------------------------------------------------------------- | --------------------------------------------------------------------------------------------- | --- | ------------------------------------- |
| ICE 15 Sprinter                          | ICE 15 Sprinter                          | Berlin – Berlin Südkreuz –                                                                                           | Halle – Erfurt –                                                                               | Halle – Erfurt –                                                                              | Frankfurt (Main) – Darmstadt                                                                                  | ICE 3 und ICE T                       |
| ICE 29 Sprinter ursprünglich als Linie 8 | ICE 29 Sprinter ursprünglich als Linie 8 | Berlin – Berlin Südkreuz –                                                                                           | Halle – Erfurt –                                                                               | Halle – Erfurt –                                                                              | Nürnberg – München                                                                                            | ICE 3                                 |
| Änderung oder Tausch des Laufweges       |                                          | |                                                                                                |                                                                                               | |                                       |
| alt                                      | neu                                      | unverändert | alt                                                                                            | neu                                                                                           | unverändert                                                                                                   |                                       |
| ICE 11                                   | ICE 11                                   | Berlin – | Berlin-Spandau – Braunschweig – Hildesheim – Göttingen – Kassel-Wilhelmshöhe – Fulda – Hanau – | Berlin Südkreuz – Lutherstadt Wittenberg – Bitterfeld – Leipzig – Erfurt – Eisenach – Fulda – | Frankfurt – Mannheim – Stuttgart – Ulm – Augsburg – München                                                   | ICE 1                                 |
| ICE 50.2                                 | ICE 13                                   | – | Leipzig – Erfurt – Eisenach – Bad Hersfeld –                                                   | Berlin – Berlin-Spandau – Braunschweig – Hildesheim – Göttingen – Kassel-Wilhelmshöhe –       | Fulda – Frankfurt Süd – Frankfurt Flughafen                                                                   | ICE-T, ICE 2 und MET                  |
| ICE 28.1                                 | ICE 18                                   | Hamburg – Ludwigslust – Wittenberge – Berlin-Spandau – Berlin – Berlin Südkreuz – Bitterfeld – Halle –               | Naumburg – Jena Paradies – Saalfeld – Lichtenfels – Bamberg –                                  | Erfurt – Coburg – Bamberg – Erlangen –                                                        | Nürnberg – Donauwörth – Augsburg – München-Pasing – München                                                   | ICE 1 und ICE 3                       |
| ICE 28.2                                 | ICE 28                                   | Hamburg – Ludwigslust – Wittenberge – Berlin-Spandau – Berlin – Berlin Südkreuz – Lutherstadt Wittenberg – Leipzig – | Naumburg – Jena Paradies – Saalfeld – Lichtenfels – Bamberg –                                  | Erfurt – Coburg – Bamberg –                                                                   | Nürnberg – Ingolstadt – München (Nürnberg – Treuchtlingen – Donauwörth – Augsburg – München-Pasing – München) | ICE-T                                 |
| Änderung der Zwischenhalte               |                                          | |                                                                                                |                                                                                               | |                                       |
| ICE 50.1                                 | ICE 50                                   | Wiesbaden – Mainz –                                                                                                  | Frankfurt Flughafen – Frankfurt – Fulda –                                                      | Bad Hersfeld – Eisenach – Gotha – Erfurt – Weimar –                                           | Leipzig – Riesa – Dresden-Neustadt – Dresden                                                                  | ICE T                                 |

Der im Oktober 2018 veröffentlichte, erste Gutachterentwurf für den Deutschland-Takt sieht für 2030 (Fernverkehrslinie 7) dabei eine planmäßige Reisezeit von München Hauptbahnhof nach Berlin Hauptbahnhof von 3 Stunden und 49 Minuten vor. Zwischen Nürnberg und Erfurt soll die Reisezeit dabei 60 Minuten betragen, zwischen Erfurt und Halle 28 Minuten sowie zwischen Halle und Berlin Südkreuz 61 Minuten. Im 2. Gutachterentwurf, vom Mai 2019, ist eine auf 3 Stunden und 40 Minuten verkürzte Reisezeit vorgesehen. Dabei wurde unter anderem die Fahrzeit zwischen Nürnberg und Erfurt von 60 auf 56 Minuten reduziert. Zusammen mit dem Fernverkehr auf der geplanten Neubaustrecke Nürnberg–Würzburg sollen Fernverkehrszüge der VDE 8 zwischen Fürth-Bislohe und Nürnberg Hauptbahnhof in einem neuen Tunnel geführt werden.

## Auswirkungen
| Relation                  | 2013     | 2018                                                |
| ------------------------- | -------- | --------------------------------------------------- |
| München–Berlin            | ca. 6:00 | 4:18 (via Halle) 4:28 (via Leipzig) 3:55 (Sprinter) |
| Leipzig–München           | ca. 5:00 | ca. 3:10                                            |
| Leipzig–Erfurt            | ca. 1:15 | ca. 0:45                                            |
| Leipzig–Frankfurt am Main | 3:26     | ca. 2:55                                            |
| Halle–München             | 4:47     | ca. 3:05 (ca. 2:45 Sprinter)                        |
| Halle–Frankfurt am Main   | ca. 4:00 | ca. 2:45                                            |
| Halle–Erfurt              | ca. 1:20 | ca. 0:45                                            |
| Erfurt–Dresden            | 2:30     | ca. 2:00                                            |
| Erfurt–Berlin             | 2:40     | ca. 1:50                                            |
| Erfurt–München            | ca. 4:30 | ca. 2:25                                            |
| Dresden–München           | ca. 6:00 | ca. 4:35                                            |
| Dresden–Frankfurt am Main | 4:44     | ca. 4:15                                            |
| Nürnberg–Berlin           | ca. 4:45 | ca. 3:10 (ca. 2:50 Sprinter)                        |
| Nürnberg–Erfurt           | ca. 3:10 | ca. 1:20                                            |
| Nürnberg–Leipzig          | ca. 3:37 | ca. 2:05                                            |
| Nürnberg–Dresden          | ca. 4:25 | ca. 3:20                                            |

Der kürzeste Schienenweg zwischen den Hauptbahnhöfen von Nürnberg nach Leipzig verkürzt sich durch das Projekt von bislang 321 auf rund 311 km, bei einer Luftliniendistanz von 230 km. In Verbindung mit der Schnellfahrstrecke Nürnberg–Ingolstadt wird der (über Halle) 623 km lange Schienenweg zwischen Berlin und München seit Dezember 2017 in rund vier Stunden zurückgelegt.
Die Fahrzeit von Leipzig nach München lag 1939, mit einem Zwischenhalt in Nürnberg, bei fünf Stunden und 40 Minuten. Anfang 1993 lag diese Fahrzeit im Intercity, mit neun Zwischenhalten, bei sechs Stunden. Nach Inbetriebnahme des Gesamtprojekts sollte, mit Zwischenhalten in Erfurt und Nürnberg, zwischen München und Leipzig eine Fahrzeit von rund drei Stunden und zehn Minuten erreicht werden (Stand: 1993).
Die Reisezeit von Nürnberg nach Berlin sollte von sechs Stunden und 40 Minuten (1990) auf zwei Stunden und 40 Minuten (Stand: 1997) sinken. 2011 wurde eine Fahrzeit von zwei Stunden und 58 Minuten angestrebt.
Die Reisezeit zwischen Berlin und München sollte, nach dem Stand von 1995, von zunächst (1990) achteinhalb auf vier Stunden sinken. Nach dem Planungsstand von 1997 wurden 3 Stunden und 44 Minuten angestrebt. Noch 2010 war geplant, mit ICE-Sprinter-Zügen die Reisezeit zwischen Berlin und München auf dreieinhalb Stunden zu senken. Nach dem Planungsstand von 2012 war eine Fahrzeit von etwa 4 Stunden und 15 Minuten für reguläre Züge sowie 3 Stunden und 45 Minuten für Sprinter-Züge vorgesehen. Bei einer geplanten Reisezeit von weniger als vier Stunden enthält der Fahrplan weitreichende Reserven; die für den 300 km/h schnellen ICE 3 geplanten Fahrzeiten können auch vom 230 km/h ICE T eingehalten werden. 1939 lag die Reisezeit zwischen München und Berlin bei sieben Stunden und vier Minuten.
ICE-Sprinter sollen ohne Halt zwischen Berlin und München in 3 Stunden und 45 Minuten verkehren (Stand: 2012). Zwischen Berlin und Nürnberg wäre mit ICE-Sprintern eine Reisezeit von 2 Stunden und 40 Minuten möglich. Zwischen Nürnberg und Berlin sollen reguläre ICE-Züge 3 Stunden und 12 Minuten (über Halle) bzw. 3 Stunden und 19 Minuten (über Leipzig) benötigen.
Die Fahrzeit zwischen Berlin und Frankfurt am Main soll (Stand: 1995) auf drei Stunden und 20 Minuten zurückgehen. Zwischen Frankfurt am Main und Dresden ist ein Rückgang von 6,5 Stunden (1995) auf etwa 3,5 Stunden geplant. Die Fahrzeit zwischen Erfurt und Leipzig soll auf 39 Minuten zurückgehen (1939: 79 Minuten), zwischen Erfurt und Halle auf 31 Minuten (1939: 63 Minuten).
Der ICE-Verkehr zwischen Frankfurt am Main und Berlin soll ab Ende 2017 den Weg über die Neubaustrecke zwischen Erfurt und Halle/Leipzig nehmen. Für ICE zwischen Frankfurt und Berlin soll der Weg über Erfurt schneller als der heutige Weg über Kassel und Göttingen sein. Die Reisezeit soll dann regelmäßig unter vier Stunden liegen. Die Deutsche Bahn rechnet dann mit einer Zunahme des Zugverkehrs auf der Anhalter Bahn. Der in Berlin geplante Flughafenexpress müsse aufgrund fehlender Kapazität dann über den Bahnhof Gesundbrunnen und den östlichen Außenring geleitet werden.
Mit Inbetriebnahme der beiden Neubaustrecken plant das Land Thüringen, das Regionalverkehrsangebot zum Knoten Erfurt auszubauen. Mit Inbetriebnahme der Neubaustrecke Ebensfeld–Erfurt soll Ende 2017 ein Vollknoten des Integralen Taktfahrplans im Hauptbahnhof Erfurt eingerichtet werden. Zur Symmetrieminute 30 sollen sich dabei Fern- und Regionalzüge aus verschiedenen Richtungen im Bahnhof treffen, um einander Anschluss zu vermitteln. Der Knoten Nürnberg soll im ICE-Verkehr aus und in Richtung Berlin zukünftig zur Minute 0 erreicht werden. Zwischen dem Knoten Nürnberg, der zur vollen Stunde erreicht werden soll, und dem Knoten Erfurt ist eine Reisezeit von 79 Minuten vorgesehen. Ein regelmäßiger Halt in Coburg ist nicht vorgesehen. Langfristig, nach dem Abschluss weiterer Ausbauten, ist zwischen Nürnberg und Erfurt eine Reisezeit von etwa 60 Minuten vorgesehen.
| Relation                 | Aufkommen (Fahrten/Tag) |
| ------------------------ | ----------------------- |
| Berlin–Hamburg           | 14.000                  |
| Berlin–Dresden           | 6.700                   |
| Berlin–München           | 6.000                   |
| Berlin–Leipzig           | 6.000                   |
| Berlin–Frankfurt am Main | 5.400                   |
| Berlin–Halle (Saale)     | 2.500                   |
| Berlin–Erfurt            | 1.000                   |

Durch das Projekt könne der Fernverkehr der Deutschen Bahn nach Unternehmensangaben seinen Marktanteil auf Relationen von und nach Berlin schlagartig um bis zu 50 Prozent erhöhen. Zwischen Berlin und München, wo der Verkehrsträger Bahn im Jahr 2012 (und 2016) auf einen Marktanteil von etwa 20 Prozent kam, soll der Marktanteil im Jahr 2018 auf rund 40 Prozent verdoppelt und die Bahn damit zum bevorzugten Verkehrsmittel werden. Laut eigenen Angaben habe die Bahn im Jahr 2015 zwischen Berlin und München einen Marktanteil von 15 Prozent gehabt. Dieser solle auf 50 Prozent steigen. Von dem Projekt würden 17 Millionen Menschen profitieren, insbesondere in Ostdeutschland. Die Inbetriebnahme der Neubaustrecke Ebensfeld–Erfurt, im Dezember 2017, bedeute laut Angaben des Unternehmens die größte Angebotsverbesserung seit der Bahnreform von 1994. Damit einher gehe die größte Fahrplanumstellung seit Jahrzehnten.
Laut einem Medienbericht soll mit der Inbetriebnahme das tägliche ICE-Angebot für Jena von heute 33 auf vier Züge pro Tag im Jahr 2018 reduziert werden (Stand: September 2012). Die Züge sollen ausschließlich in und aus Richtung Berlin sowie in Tagesrandlage (morgens und abends) verkehren. ICE-Züge Richtung München soll es nicht mehr geben.
In den ersten acht Betriebstagen erreichten 125 von 289 der zwischen Berlin und München über die Strecke verkehrenden Züge ihr Ziel mit mehr als sechs Minuten Verspätung. Die Bahn begründet dies mit anfänglichen technischen Schwierigkeiten sowie dem Wintereinbruch und gibt an, dass zu den Weihnachtsfeiertagen bereits mehr als 90 Prozent der Züge pünktlich fuhren. Am 22. Dezember sowie am 23. Dezember bis zum frühen Nachmittag seien ferner über 95 Prozent der geplanten Züge über die Neubaustrecke gefahren. Mittlerweile zeigt sich die Deutsche Bahn sehr zufrieden mit der Betriebssituation und der Nutzung der Züge. So sind in den ersten Wochen nach Streckeneröffnung zwischen München und Berlin mehr als doppelt so viele Passagiere Bahn gefahren wie im gleichen Zeitraum des Vorjahrs. Gleichzeitig konnte die Pünktlichkeit auf der Neubaustrecke auf deutlich über 90 Prozent der Züge gesteigert werden. Die anfänglichen Probleme seien den Zügen zuzurechnen, nicht der Strecke. Die Auslastung der Züge liege mit 58 Prozent 3 Prozentpunkte über dem Durchschnitt von DB Fernverkehr (Stand: März 2018). In den ersten sechs Monaten seien zwei Millionen Reisende zwischen Berlin und München über die VDE 8 gefahren. Dies sei gegenüber dem Vorjahreszeitraum mehr als eine Verdoppelung und habe die Erwartungen übertroffen. Die Pünktlichkeit sei überdurchschnittlich.
Bis Ende November 2018 wurden 4,4 Mio. Berlin-München-Reisende über die VDE 8 gezählt, doppelt so viele wie im Vorjahr. Die Bahn sei mit einem Marktanteil von 46 Prozent der führende Verkehrsträger. Rund 1,2 Mio. Reisende seien vom Flugzeug auf die Bahn umgestiegen, eine Mio. vom Pkw. Die Auslastung der Züge liege 18 Prozent über dem Durchschnitt des Fernverkehrs. 2018 wurden insgesamt 4,9 Millionen Reisende im Fernverkehr zwischen Nürnberg und Erfurt über die Neubaustrecke gezählt, 104 Prozent mehr als im Vorjahr (über Jena). Zwischen Frankfurt und Berlin stieg die Zahl der Reisenden (über Erfurt und Braunschweig) gegenüber 2015 um 22 Prozent an. Die Sitzplatzkapazität zwischen Berlin und München stieg von 3,9 Millionen im Jahr 2010 auf 8,8 Millionen im Jahr 2019. Im gleichen Zeitraum stieg die Zahl der Züge um 57 Prozent, weitere Züge wurden verlängert. Im 1. Quartal 2019 stieg die Zahl der Fahrgäste im Jahresvergleich nochmals um zehn Prozent an.
Im Mai 2019 kündigte die Fluggesellschaft Eurowings an, aufgrund vieler auf die Bahn verlagerter Fahrgäste ab 17. Juni 2019 keine Flüge zwischen Nürnberg und Berlin mehr anzubieten. Auf den Luftverkehr zwischen München und Berlin hatte die VDE 8 dagegen bislang kaum Einfluss.

## Kosten
Anfang 1993 lagen die geschätzten Projektkosten bei 12,4 Milliarden DM. Nach dem Planungsstand von 1994 waren für das 540 km lange Gesamtprojekt Kosten von 15 Milliarden D-Mark (etwa 8 Milliarden Euro) geplant. Die Fertigstellung war für das Jahr 2000 geplant. Ende 1997 wurden 14,464 Milliarden D-Mark für das Projekt kalkuliert.:S. 23.
Bis Ende 1996 wurden in das Gesamtprojekt 2,669 Milliarden D-Mark investiert. Geplant waren dabei Gesamtaufwendungen von 14,464 Mrd. D-Mark.
Das Projekt wird mit Mitteln aus dem Europäischen Fonds für regionale Entwicklung (EFRE) gefördert. In der Förderperiode 2007–2013 wurden für die Teilprojekte 8.1 und 8.2 insgesamt 289,1 Millionen Euro genehmigt.
Zum 31. Dezember 2011 lagen die geschätzten Gesamtkosten bei 10,331 Milliarden Euro. Bis Ende 2010 waren 6,529 Milliarden Euro vergeben. 2011 wurden etwa 770 Millionen Euro investiert. Die Kosten der Teilprojekte 8.1 und 8.2 in Höhe von acht Milliarden Euro werden vom Bund, der Europäischen Union (EFRE- und TEN-Mittel), der Deutschen Bahn und sechs Bundesländern aufgebracht.
Für Naturschutz (einschließlich Lärmschutz) wurden bis Mitte 2017 rund 200 Millionen Euro aufgewendet.
Nach Angaben des Bundes wurden bis Ende 2012 von geschätzten Gesamtkosten von 9,760 Milliarden Euro 6,470 Milliarden investiert (dynamisierte Planungs-, Grunderwerbs- und Baukosten). Ende 2013 waren von geplanten Gesamtkosten in Höhe von 9,914 Milliarden Euro 7,081 Milliarden Euro verausgabt. Investitionen von 2,832 Milliarden Euro standen noch aus.
Teile der Ausbaustrecke zwischen Nürnberg und Ebensfeld sind noch in Planung und Bau, die Finanzierung eines Güterzugtunnels in Fürth ist offen. Mit der Gesamtfertigstellung wird nicht vor 2028 gerechnet.

## Kritik und Alternativen
Die 1992 gegründete Initiative Das bessere Bahnkonzept, ein Dachverband von gegen das Projekt engagierten Bürgerinitiativen, setzte sich in den 1990er Jahren vielfach für den Ausbau von fünf bestehenden Strecken an Stelle des Neu- und Ausbauprojekts ein. Laut Angaben der PBDE sei die angestrebte bzw. laut Prognose benötigte Leistungsfähigkeit von rund 200 Zügen je Tag und Richtung zwischen Nürnberg, Erfurt, Leipzig bzw. Halle nicht ansatzweise erreichbar gewesen. Das erreichbare Fahrzeitniveau habe weit unter den Zielvorstellungen von rund 2 Stunden zwischen Nürnberg und Leipzig/Halle gelegen. Ferner seien aufgrund ihrer Längsneigungen die Abschnitte Schweinfurt–Suhl–Erfurt (bis 21 Promille), Lichtenfels–Jena (bis 29 Promille) und Schnabelwaid–Bayreuth–Hof (bis 25 Promille) für den modernen Güterverkehr nur eingeschränkt nutzbar gewesen. Eine viergleisige Trasse Nürnberg–Hof–Werdau–Leipzig hätte laut Angaben der PBDE bereits für 200 km/h eine durchgehende Neutrassierung durch etwa 180 km „eisenbahnbautechnisch schwierige Landschaft“ zu Kosten von etwa 10 Milliarden DM erfordert. Zwischen Nürnberg und Hof hätten ferner Landschaftsschutzgebiete durchfahren werden müssen.
Vieregg-Rössler bemängelt die großräumige Linienführung über Erfurt. Während der Nordabschnitt zwischen Berlin und Halle noch weitgehend der Luftlinie folge, werde südlich von Halle ein großer Umweg nach Westen, über Erfurt, genommen. Eine direkte Trasse würde hier den Thüringer Wald umfahren und damit zahlreiche lange, hohe Talbrücken und rund 30 km Tunnel vermeiden. Auch die Umgehung der Oberzentren Gera, Zwickau und Chemnitz (mit insgesamt rund zwei Millionen Einwohnern) würde vermieden.
Das Land Sachsen legte im Jahr 2000 eine Studie vor, wonach eine für Geschwindigkeiten von 160 bis 200 km/h ausgebaute Sachsen-Franken-Magistrale, einschließlich des Vogtlandtunnels, zwischen Berlin und München im Personenverkehr eine gegenüber dem VDE-8-Projekt um 22 Minuten verlängerte Reisezeit von 4 Stunden und 9 Minuten ermögliche, gleichzeitig aber fast 5 Milliarden D-Mark spare. Im März 2001 lehnten der Bund und die Deutsche Bahn die Vogtland-Variante der Linienführung Berlin–München ab.
Ein Gutachten im Auftrag des Umweltbundesamtes zum Ausbau des Schienengüterverkehrs empfahl Mitte 2010, das Projekt abzubrechen, da dessen Neubaustrecken am verkehrlichen Bedarf vorbeiführten. Die Trassen seien für den Güterverkehr praktisch nutzlos und für den Personenverkehr falsch geplant, da das dichter besiedelte Ostthüringen umfahren werde, während die Strecken durch dünnbesiedelte Gebiete im Thüringer Becken und durch den Thüringer Wald führten.

## Technik

Die beiden Neubaustrecken des Projekts VDE 8 waren zu ihrer Inbetriebnahme die einzigen Streckenabschnitte in Deutschland, die mit ETCS Level 2 ausgerüstet waren (blau), die übrigen Hochgeschwindigkeitsstrecken in Deutschland sind noch mit dem Vorgängersystem LZB ausgerüstet (rot).

Die Neubaustrecken zwischen Ebensfeld, Erfurt und Halle bzw. Leipzig werden über Elektronische Stellwerke gesteuert. Drei Unterzentralen (zwei in Erfurt, eine in Unterleiterbach) mit zwölf ausgelagerten Stellrechnersystemen steuern etwa 270 Weichenantriebe, über 600 Achszählpunkte sowie konventionelle Lichtsignale (auf der Ausbaustrecke VDE 8.1). Die Strecken werden mit dem Zugsicherungssystem ETCS ohne ortsfeste Signale ausgerüstet (ETCS L2oS). Dabei entstehen fünf ETCS-Zentralen (zwei in Erfurt sowie je eine in Halle (Saale), Neuwiederitzsch und Unterleiterbach), mehr als 3000 Eurobalisen werden verlegt. Insgesamt sollen perspektivisch 14 Baureihen von Fahrzeugen für das ETCS der Strecken zugelassen werden: Neben den bereits zugelassenen ICE T handelt es sich dabei um die ICE 1, ICE 3 und verschiedene Instandhaltungs- und Abschleppfahrzeuge. Laut einem Pressebericht sollen auch Güterzuglokomotiven der Typen Bombardier Traxx und Siemens Vectron zugelassen werden.
Auf den Neubaustrecken sind keine Lichtsignale vorgesehen. Neben Hauptsignalen wurden auch die Funktionen von Vorsignalen, Zusatzsignalen und Licht-Sperrsignalen in ETCS integriert. Aufbauend auf Verfügbarkeitsbetrachtungen aller beteiligten Komponenten wird darüber hinaus auf ein weiteres autarkes Zugbeeinflussungssystem (beispielsweise PZB, LZB oder ETCS Level 1) verzichtet. Stattdessen wurde mit den Möglichkeiten von ETCS Level 2 eine punktförmige Zugbeeinflussung nachgebildet, die außerhalb von Betriebsstellen mit Weichen bis zu 160 km/h zulässt und die Einhaltung der zulässigen Geschwindigkeit überwacht. Daneben wurden betrieblich-technische Funktionen konzipiert, um mit dem Ausfall von GSM-R-Basisstationen umzugehen, beispielsweise die Durchfahrung von gestörten Funkzellen durch verlängerte Fahrterlaubnisse. Beide dieser zunächst erwogenen Rückfallebenen für den Fall einer Funkunterbrechung werden jedoch nicht eingesetzt, da die tatsächliche Verfügbarkeit der Funkverbindung im Betrieb die anfänglichen Erwartungen übertroffen hat (Stand: Ende 2017).
Die Ausrüstung der Strecken zwischen Leipzig und Bamberg mit ETCS, GSM-R und Elektronischen Stellwerken wurde im Juli 2011 europaweit ausgeschrieben und im Juli 2012 für 93 Millionen Euro vergeben. 82 Prozent der Auftragssumme entfallen auf Stellwerke und Zugsicherung, 18 Prozent auf die GSM-R-Funkanlagen. Der Wert des zwischenzeitlich in seinem Umfang geänderten Auftrags wurde im Juni 2016 mit 120 Millionen Euro beziffert.  Die Neubaustrecken sollten mit ETCS nach Baseline 3 ausgerüstet werden. Ende 2015 informierte der Ausrüster die DB, dass die beabsichtigte Ausrüstung nicht umgesetzt werden könnte. In der nachfolgenden Diskussion wurde die so genannte Variante C, eine Ausrüstung nach SRS 2.3.0d mit zusätzlichen Funktionen, vereinbart. Ein Projekt zur Hochrüstung auf Baseline 3 war Ende 2020 in Vorbereitung.
Für die GSM-R-Versorgung wurden auch Funkfeldverstärker errichtet. Die Verfügbarkeitsanforderung von ETCS Level 2 ohne Signale an GSM-R von 99,992 Prozent wurde in den ersten Betriebsjahren übererfüllt.